# Maximiliano de México
Fernando Maximiliano José María de Habsburgo-Lorena (en alemán, Ferdinand Maximilian Joseph Maria von Habsburg-Lothringen; Viena, Imperio austríaco; 6 de julio de 1832-Querétaro, Segundo Imperio mexicano; 19 de junio de 1867) fue un noble, político y militar austríaco. Nació con el título de archiduque de Austria como Fernando Maximiliano de Austria, sin embargo, renunció a dicho título para ser emperador de México bajo el nombre de Maximiliano I. Su reinado fue el único del Segundo Imperio Mexicano, paralelo al gobierno encabezado por Benito Juárez. Además, dentro de la historiografía mexicana es conocido como Maximiliano de Habsburgo.
Fue hermano menor del emperador de Austria Francisco José I. En 1857 se casó con la princesa Carlota de Bélgica, el mismo año en que se le nombró virrey del reino de Lombardía-Véneto, adquirido por Austria en el Congreso de Viena. Dos años después, el reino se rebeló contra la Casa de Habsburgo. Su política hacia los italianos —demasiado indulgente y liberal ante los ojos de las autoridades austriacas— le obligó a dimitir el 10 de abril de 1859.
Con la suspensión de pagos de la deuda externa, Francia —aliada de España y Reino Unido— inició en 1861 una intervención en México. Aunque sus aliados se retiraron de la batalla en abril de 1862 el ejército francés permaneció en el país. Como estrategia para legitimar la intervención, Napoleón III apoyó a un grupo de monárquicos del Partido Conservador —opositores del gobierno liberal de Juárez— que se reunieron en la Asamblea de los Notables y establecieron la Segunda regencia Imperial. El 3 de octubre de 1863 una delegación de conservadores ofreció a Maximiliano la corona de México; este condicionó su aceptación a la celebración de un referéndum acompañado de sólidas garantías financieras y militares. Finalmente, después de meses de dudas, el 10 de abril de 1864 aceptó.
El Segundo Imperio Mexicano obtuvo el reconocimiento internacional de diversas potencias europeas (entre ellas Reino Unido, España, Bélgica, Austria y Prusia). Estados Unidos, por su parte, debido a la doctrina Monroe, reconoció al bando republicano de Juárez que no pudo ser vencido por el Imperio. En 1865, con el fin de la guerra de Secesión, Estados Unidos patrocinó las fuerzas republicanas que, junto a la retirada del ejército francés en el territorio al año siguiente, debilitó aún más la situación de Maximiliano. Su esposa regresó a Europa con el objetivo de volver a conseguir el apoyo de Napoleón III o cualquier otro monarca europeo. Pero sus gestiones fueron infructuosas. Derrotado en el Cerro de las Campanas en la ciudad de Querétaro, Maximiliano fue capturado, juzgado por una corte marcial y mandado fusilar el 19 de junio de 1867. Tras su muerte se reinstauró el sistema republicano en México, que dio inicio al periodo denominado como la República Restaurada.

## Primeros años e infancia (1832-1848)
Maximiliano nació el 6 de julio de 1832 en el Palacio de Schönbrunn, ubicado en las cercanías de Viena, capital de Austria. Fue el segundo hijo de los archiduques Francisco Carlos de Austria y Sofía de Baviera; además fue nieto —por línea paterna— del emperador reinante Francisco I de Austria y hermano menor del futuro emperador Francisco José I. Su nombre secular era Fernando Maximiliano José María: Fernando rendía homenaje al emperador Fernando I de Austria (padrino y tío paterno suyo), Maximiliano en honor al rey Maximiliano I de Baviera (abuelo materno) y José María como un nombre de tradición católica.
Durante su infancia Maximiliano padecía constantemente de mala salud: tendía a resfriarse debido a la poca calefacción de las habitaciones del Palacio Imperial de Hofburg, la residencia del emperador austriaco.

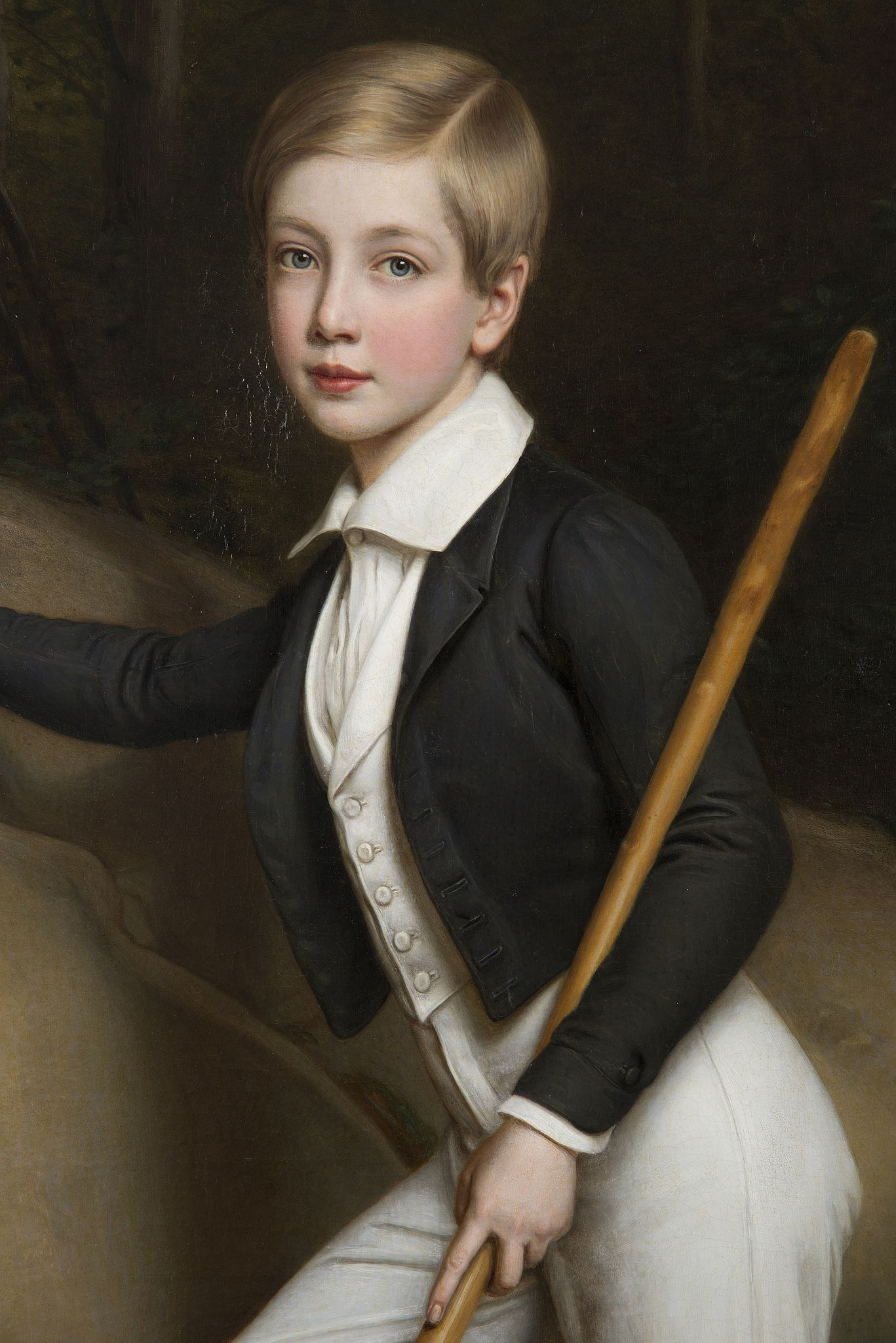
Retrato del joven Archiduque Maximiliano de Joseph Karl Stieler (1838).

La afición de Maximiliano por las disciplinas naturalistas (como el dibujo botánico y el paisajismo) nació también durante este periodo, ya que apreciaba el jardín privado del emperador de dicho palacio, pues contaba con un espacio conformado por una arboleda de palmeras y plantas tropicales donde anidan loros; aquel gusto se extendió y se vio reflejado sempiternamente con los dibujos que él mismo elaboraba de los jardines de las residencias que llegó a habitar a lo largo de su vida y con distintas actividades recreativas como la caza de mariposas.
Sofía declaraba que entre todos sus hijos él era el más cariñoso. Mientras que describía a Francisco José como «precozmente ahorrativo», a Maximiliano lo calificó como de «naturaleza más soñadora y derrochadora». El tío de Maximiliano, Fernando II de Austria, había gobernado desde 1835. Maximiliano y Francisco José eran muy cercanos, al punto que ambos solían burlarse de su tío considerándolo intelectualmente deficiente. A cargo del mariscal Joseph Radetzky, Maximiliano —recién cumplidos los trece años— en 1845 recorrió junto a Francisco José los reinos de la península itálica.
Todos los hijos de Francisco Carlos y Sofía fueron educados de la misma manera y tuvieron que inclinarse desde edad temprana a los rigores de la etiqueta de la corte en Viena. Maximiliano fue primero criado a cargo de una institutriz, la baronesa Louise Sturmfeder von Oppenweiler, y luego por preceptores, encabezados por el conde Heinrich de Bombelles, diplomático de origen francés al servicio de Austria. Tanto Francisco José como Maximiliano compartieron un horario escolar denso: cuando Maximiliano tenía diecisiete años, ambos tenían hasta cincuenta y cinco horas de estudio por semana. A lo largo de su educación fue instruido en piano, modelado, filosofía, historia, derecho canónico y equitación. También se hizo políglota pues además de su nativo alemán aprendió inglés, francés, italiano, húngaro, polaco, rumano y checo; a lo largo de su vida siguió aprendiendo más idiomas: portugués, español e inclusive, ya como emperador de México, náhuatl.

## Adolescencia y juventud adulta (1848-1856)

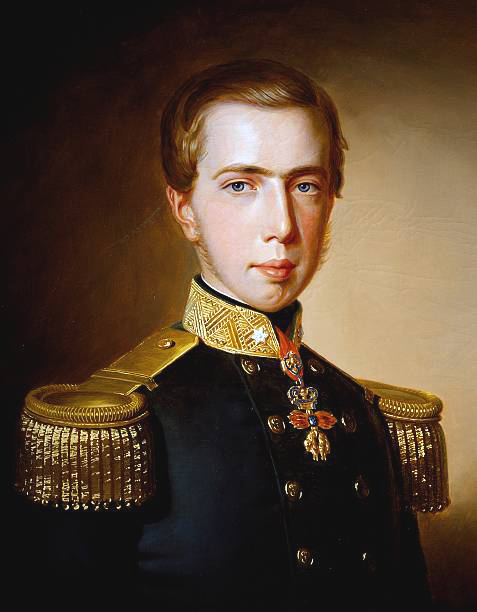
Archiduque Maximiliano por Carl Haase (1853).

En febrero de 1848, la revolución de los italianos ganó rápidamente todo el imperio. El despido de Klemens von Metternich marcó el final de una era. El emperador Fernando I fue reconocido como incapaz de gobernar. Su hermano y sucesor legítimo, el archiduque Francisco Carlos, alentado por su esposa Sofía, renunció a sus derechos al trono en favor de su hijo mayor Francisco José, quien comenzó su reinado el 2 de diciembre de 1848.
Desde el principio, Francisco José se tomó el poder con seriedad y eficacia. Los húngaros resistieron hasta el verano de 1849, cuando Francisco José puso a Maximiliano al mando de operaciones militares. Mientras permanecía impasible, Maximiliano informó: «Las balas silban sobre sus cabezas y que los rebeldes les disparan desde casas en llamas». Tras la victoria sobre los húngaros, se ejerció una represión implacable contra los opositores, algunos de los cuales fueron ahorcados y fusilados en presencia de los archiduques. A diferencia de su hermano, Maximiliano quedó impresionado por la brutalidad de las ejecuciones. Maximiliano admiraba la naturalidad con la que su hermano recibió el homenaje de ministros y generales; ahora, también él tenía que pedir audiencia para ver a su hermano.
Los análisis de su personalidad son contrastados: O. Defrance presenta a Maximiliano como menos dotado de talento y de carácter más complejo que su hermano mayor, mientras que L. Sondhaus indica, por el contrario, que a menudo había eclipsado a su hermano desde la infancia y que este último parecía, en comparación, más aburrido y con menos talento. Maximiliano a los dieciocho fue descrito como atractivo, soñador, romántico y diletante.
En 1850, Maximiliano se enamoró de la condesa Paula von Linden, hija del embajador de Württemberg en Viena. Sus sentimientos fueron recíprocos, pero debido al menor rango de la condesa, Francisco José puso fin a este idilio enviando a Maximiliano a Trieste para familiarizarlo con la marina austriaca, en la que más tarde haría carrera.
Maximiliano se embarcó en la corbeta «Vulcain» para un breve crucero por Grecia. En octubre de 1850 fue nombrado teniente de marina. A principios de 1851 realizó otro viaje ahora a bordo del SMS Novara. Aquel viaje le encantó tanto que expresó en su diario: «Voy a cumplir mi sueño más querido: un viaje por mar. Con algunos conocimientos, dejo la querida tierra austriaca. Este momento es una fuente de gran emoción para mí».

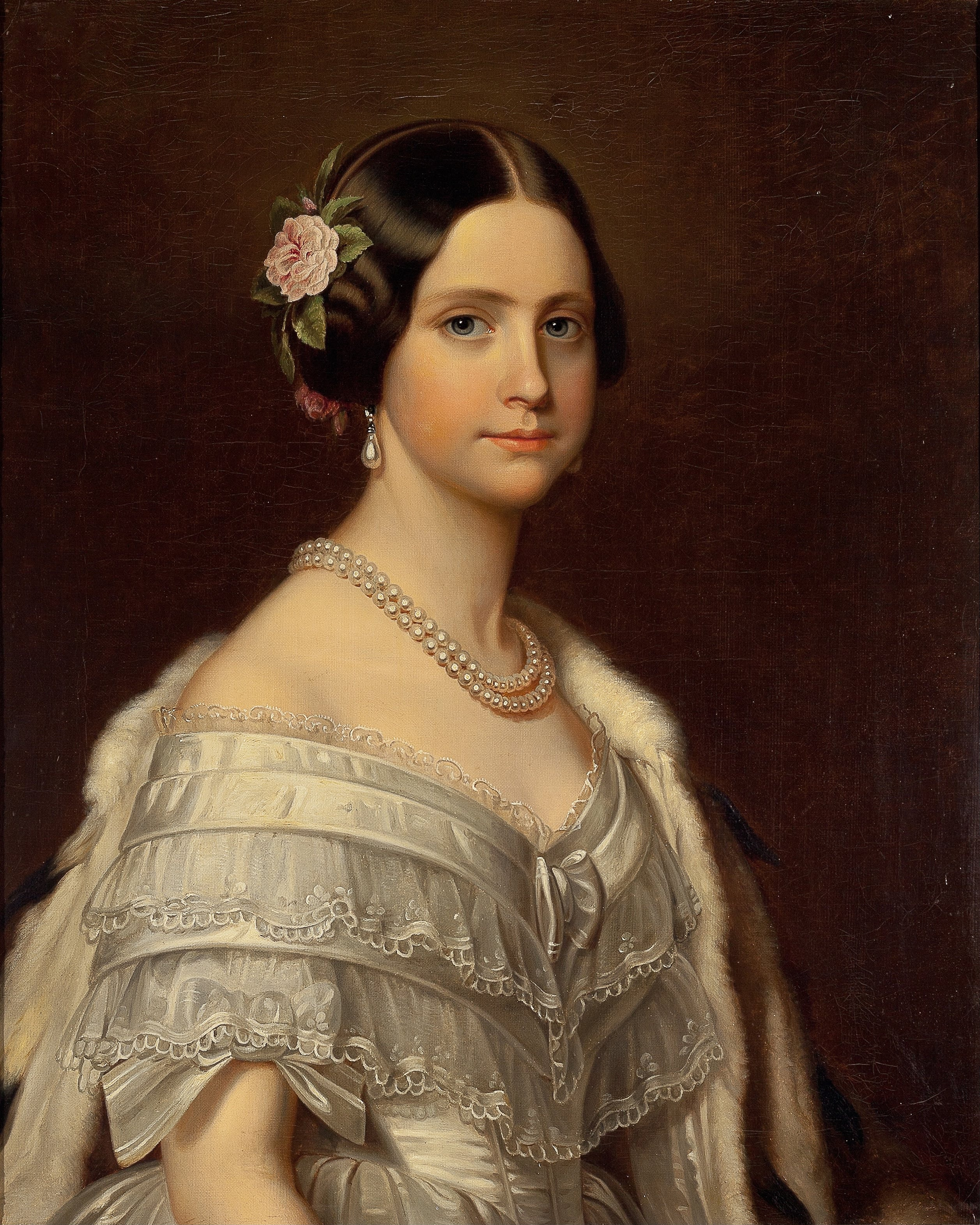
Maria Amelia de Brasil por Friedrich Dürck (c. 1849).

Este viaje lo llevó en particular a Lisboa. Allí conoció a la princesa María Amelia de Braganza, de diecinueve años, única hija del difunto emperador Pedro I de Brasil y que era descrita como hermosa, piadosa e ingeniosa y de una educación refinada. Ambos se enamoraron. Francisco José y su madre autorizan un posible matrimonio. Sin embargo, en febrero de 1852, Maria Amelia contrajo escarlatina. Con el paso de los meses, su salud empeoró antes del brote de tuberculosis. Sus médicos le aconsejaron que se fuera de Lisboa a Madeira, a donde llegó en agosto de 1852. A finales de noviembre, se perdió toda esperanza de recuperar su salud. Maria Amelia murió el 4 de febrero de 1853, lo que provocó en Maximiliano un profundo dolor.
Maximiliano perfeccionó sus conocimientos en el mando de tripulaciones y recibió una sólida formación técnica naval. El 10 de septiembre de 1854 fue nombrado Comandante en jefe de la Armada de Austria y ascendió a contralmirante. De aquellas experiencias en la marina se desarrolló su gusto por los viajes y conocer nuevos destinos —especialmente exóticos—, incluso llegó a ir a Beirut, Palestina y Egipto.
A finales de 1855, debido a las agitadas aguas del mar Adriático, encontró refugio en el golfo de Trieste. Inmediatamente pensó en construir allí una residencia, deseo que puso en práctica en marzo de 1856, cuando inició la construcción del que más tarde llamaría Castillo de Miramar, concretamente en la ciudad de Trieste.
El fin de la guerra de Crimea con la firma Tratado de París el 30 de marzo de 1856 trajo una pacificación en Europa, por lo que Maximiliano, aún a bordo del Novara, fue a París para conocer al emperador de los franceses Napoleón III y su esposa la emperatriz Eugenia, dos personajes que influyeron en su vida decisivamente en los años posteriores. Maximiliano escribió respecto a aquel suceso en su diario: «Aunque el emperador no tiene el genio de su famoso tío, sin embargo tiene, afortunadamente para Francia, una personalidad grandísima. Domina su siglo y dejará su huella en él». Además declaró: «No es admiración lo que le tengo, sino adoración».

## Compromiso y boda con Carlota de Bélgica (1856-1857)

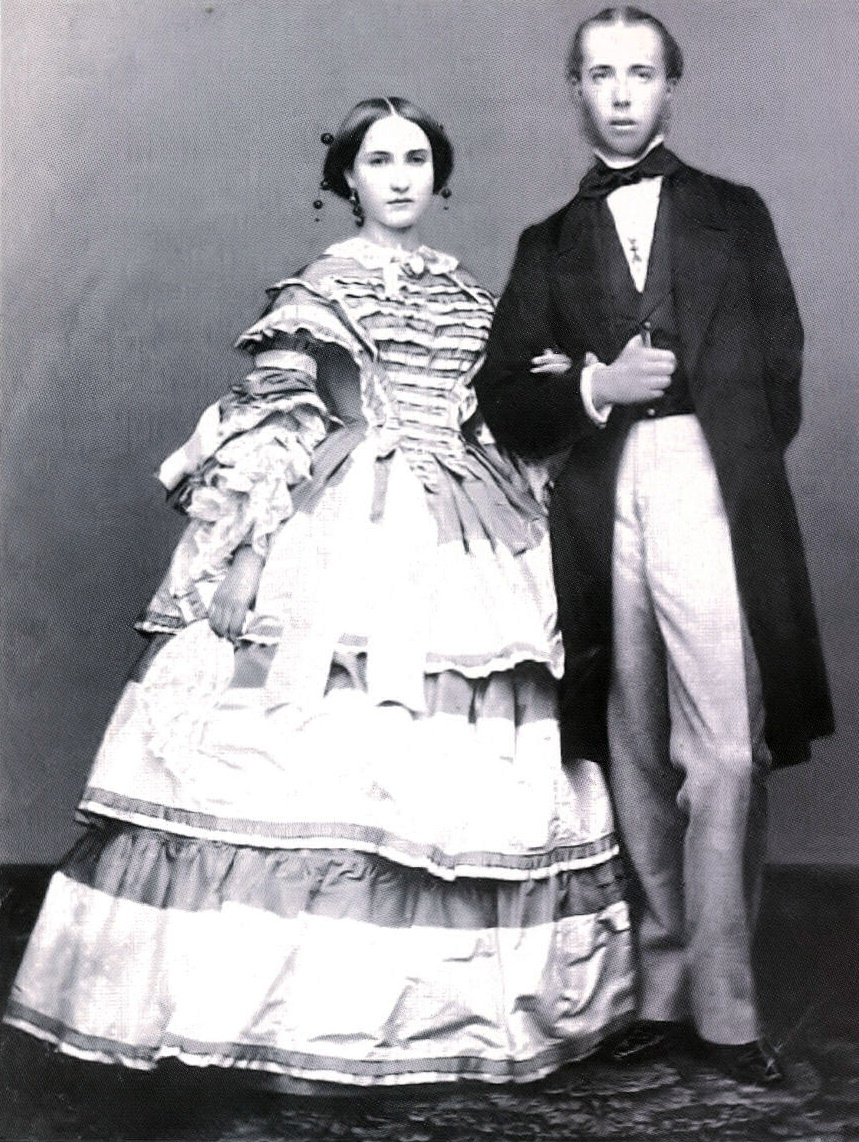
Carlota y su prometido Maximiliano por Louis-Joseph Ghémar (1857).

En mayo de 1856, Francisco José le pidió a Maximiliano que regresara de París a Viena con una escala en Bruselas para visitar al rey de los belgas Leopoldo I. El 30 de mayo de 1856, llegó a Bélgica donde fue recibido por Felipe de Bélgica, hijo menor de Leopoldo I. Acompañado por los príncipes de Bélgica, visitó las ciudades de Tournai, Cortrique, Brujas, Gante, Amberes y Charleroi. En Bruselas, Maximiliano conoció a la hija única del rey y de la difunta reina Luisa de Orleans, la princesa Carlota de dieciséis años, que inmediatamente cayó bajo su encanto.
Leopoldo I, al percatarse de dichos sentimientos, le sugirió a Maximiliano que pidiera su mano. Siguiendo su consejo él aceptó. Recibió una cordial bienvenida en la corte belga, pero no pudo dejar de juzgar la sobriedad del Castillo de Laeken —donde observó que las escaleras eran de madera y no de mármol— tan alejado del lujo de las residencias imperiales vienesas.
El príncipe Jorge de Sajonia, que anteriormente había sido rechazado por Carlota, advirtió a Leopoldo I del «carácter calculador del archiduque de Viena». Respecto al hijo de Leopoldo I, el duque de Brabante Leopoldo (futuro rey Leopoldo II), le escribió a la reina Victoria del Reino Unido: «Max es un niño lleno de ingenio, conocimiento, talento y bondad. […] El archiduque es muy pobre, busca sobre todo enriquecerse, ganar dinero para completar las diversas construcciones que ha emprendido», pues Victoria era también prima de Carlota. El mismo Leopoldo I le escribió a su futuro yerno: «En mayo te ganaste […] toda mi confianza y mi benevolencia. También noté que mi niña compartía estas disposiciones; sin embargo, era mi deber proceder con cautela».
Por otra parte, lejos de la futura boda, Austria consiguió en el Congreso de Viena la adquisición del reino de Lombardía-Véneto para la Casa Habsburgo. El 28 de febrero de 1857 Francisco José nombró oficialmente a Maximiliano virrey de Lombardía-Véneto.
En realidad, tras aceptar el matrimonio con la princesa belga no pareció mostrar entusiasmo ni señales de estar enamorado. Negoció amargamente la dote de su prometida. y mientras continuaban las complejas transacciones financieras entre Viena y Bruselas con vistas al matrimonio, el rey Leopoldo solicitó que se redactara un acto de separación de bienes para proteger los intereses de su hija. Carlota, que estaba poco preocupada por el arreglo de aquellas consideraciones «puramente materiales», declaró: «Si, como está en cuestión, el Archiduque fue investido con el Virreinato de Italia, eso sería encantador, eso es todo lo que quiero». 
El compromiso se concluyó formalmente el 23 de diciembre de 1856. El 27 de julio de 1857 Maximiliano y Carlota se casaron en el Palacio Real de Bruselas. Distinguidas casas reinantes de Europa asistieron al evento, incluido el primo político de Carlota y esposo de Victoria del Reino Unido, el príncipe consorte Alberto. La alianza matrimonial aumentó el prestigio de la reciente dinastía belga, que se aliaba una vez más con la Casa de Habsburgo.

## Virrey de Lombardía-Véneto (1857-1859)

### Un archiduque liberal

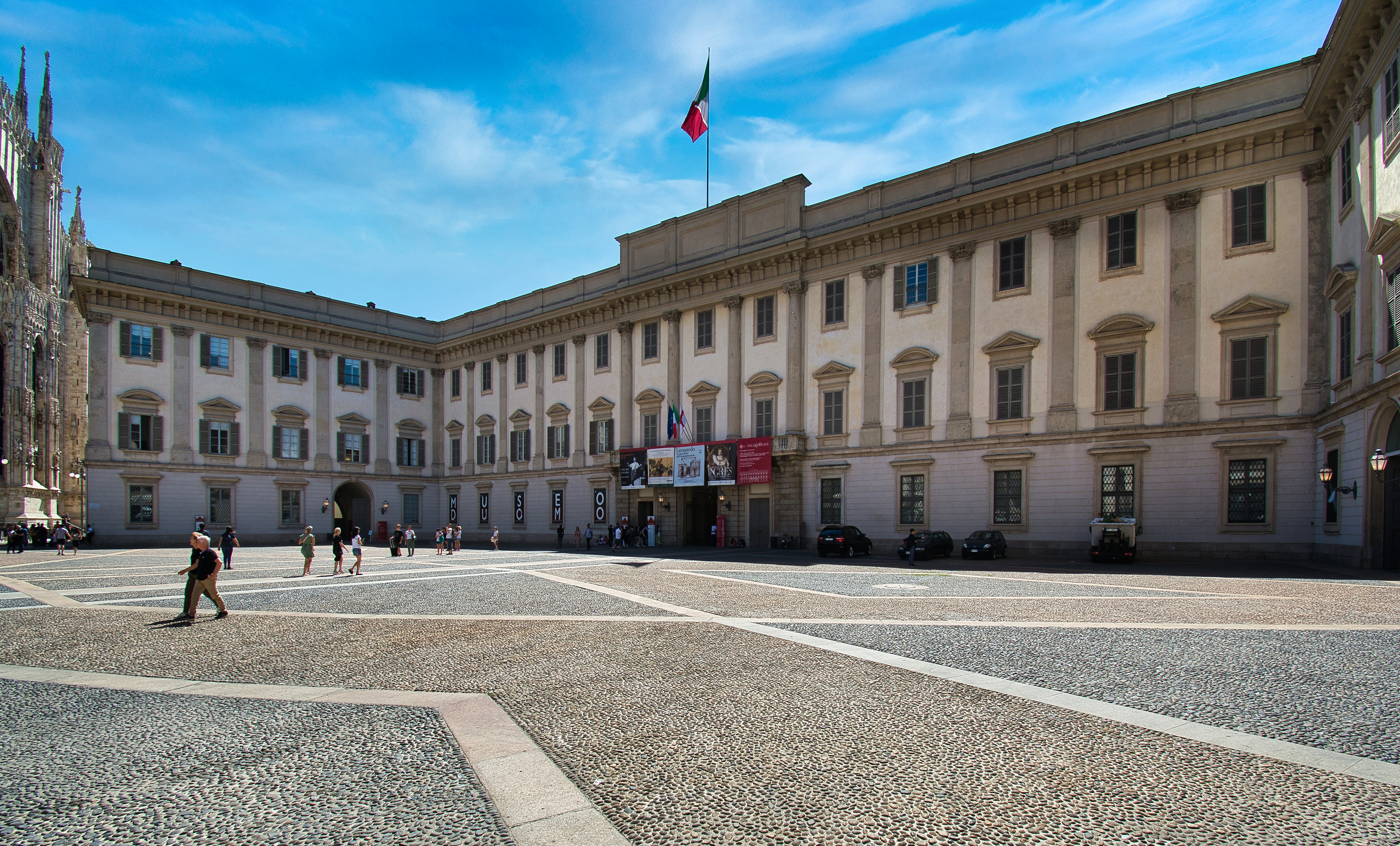
Palacio Real de Milán.

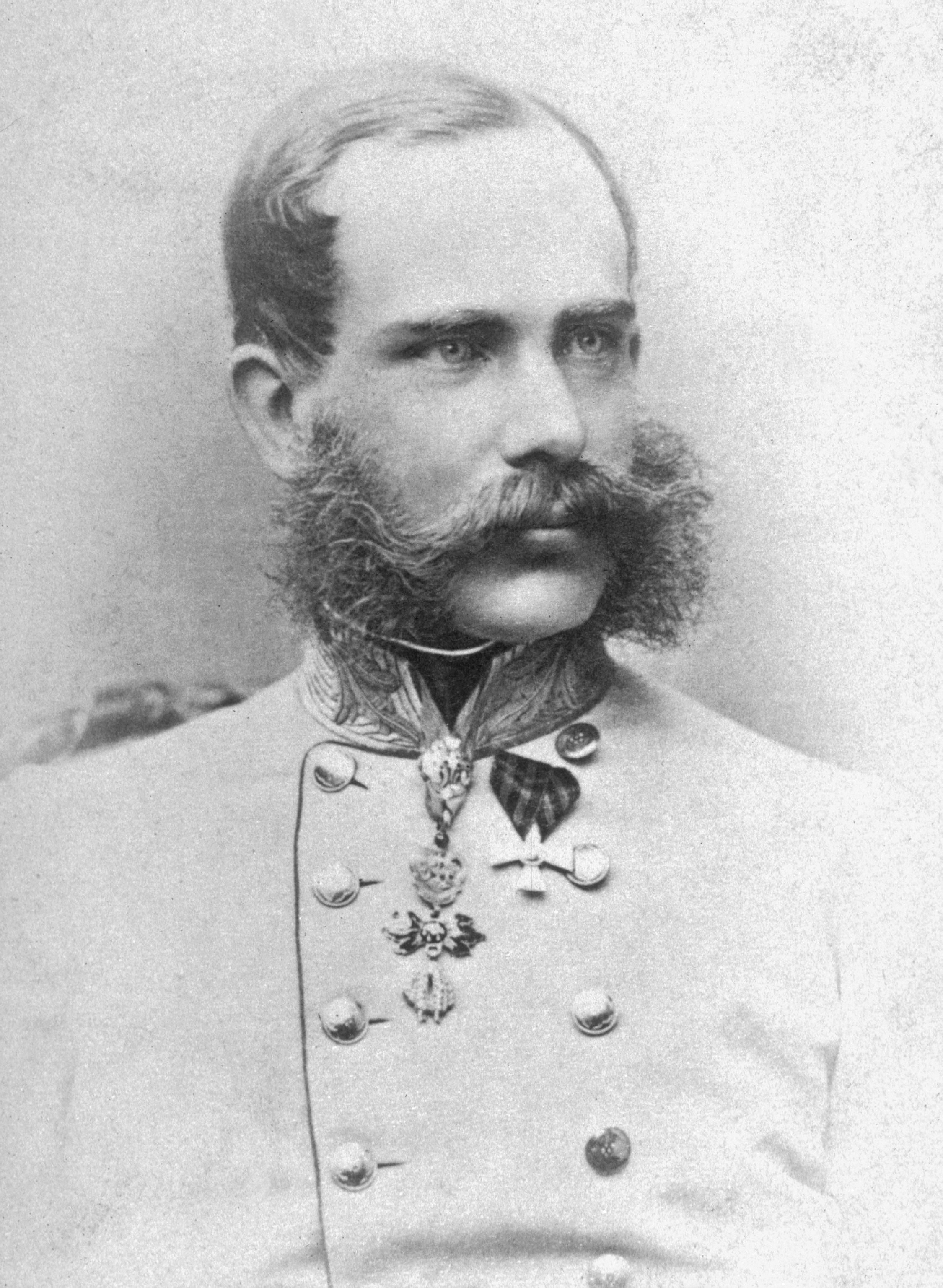
Francisco José I eligió personalmente a Maximiliano para ser virrey. Fotografía de Joseph Albert (1865).

El 6 de septiembre de 1857 Maximiliano y Carlota hicieron su entrada en Milán, capital de Lombardía-Véneto. Durante su estancia allá la pareja habitó el Palacio Real de Milán y en ocasiones la Villa real de Monza. Como gobernador, Maximiliano vivió como un soberano rodeado por una imponente corte formada por chambelanes y mayordomos.
Durante su gobierno Maximiliano continuó la construcción del castillo de Miramar, que no se terminaría sino tres años después; la dote de Carlota fue indudablemente una significativa ayuda para su construcción. El futuro Leopoldo II anotó alguna vez en su diario: «La construcción de este palacio en estos días es una locura sin fin».
Inspirado por la armada austríaca, Maximiliano desarrolló la flota imperial y alentó la expedición del Novara que llevó a cabo la primera gira mundial marítima comandada por el Imperio austríaco, una expedición científica que duró más de dos años (entre 1857 y 1859) y donde participaron diversos eruditos vieneses. Políticamente el archiduque estuvo muy influido por las ideas progresistas del momento. Su nombramiento al virreinato, en sustitución del viejo mariscal Joseph Radetzky, respondió al creciente descontento de la población italiana por la llegada de una figura más joven y liberal. La elección de un archiduque, hermano del emperador de Austria, tendía a fomentar una cierta lealtad personal a la Casa de Habsburgo. 
Pero Maximiliano y Carlota seguían sin obtener el éxito esperado en Milán. Carlota hizo todo lo posible por ganarse las simpatías de "su gente": hablando en italiano, visitando instituciones benéficas, inaugurando escuelas... Llegó a vestirse como una campesina lombarda para seducir a los italianos. En la Pascua de 1858, vestidos con ropas ceremoniales, Maximiliano y Carlota caminaron por el Gran Canal de Venecia. A pesar de todos los intentos realizados por la pareja, los sentimientos antiaustríacos crecieron rápidamente entre la población italiana.
El trabajo de Maximiliano en las provincias que gobernaba fue fructífero y rápido: revisión del catastro, distribución más equitativa de los impuestos, establecimiento de médicos cantonales, profundización de los pasos de Venecia, ampliación del puerto de Como, drenaje de las marismas para frenar la malaria y fertilizar el suelo, irrigación de las llanuras del Friul, saneamiento de las lagunas. También hubo una serie de mejoras urbanísticas: la Riva se extendió a los jardines reales de Venecia, mientras que en Milán, los paseos ganaron importancia, la plaza del Duomo se ensanchó, se trazó una nueva plaza entre La Scala y el Palacio Marino y se restauró la biblioteca Ambrosiana. El Ministro de Relaciones Exteriores de Reino Unido escribió en enero de 1859: «La administración de las provincias lombardo-venecianas fue dirigida por el Archiduque Maximiliano con gran talento y un espíritu imbuido de liberalismo y la más honorable conciliación».

### Desgracia y revocación

Lombardía-Venecia en verde. Mapa de la península itálica en el contexto de la unificación italiana.

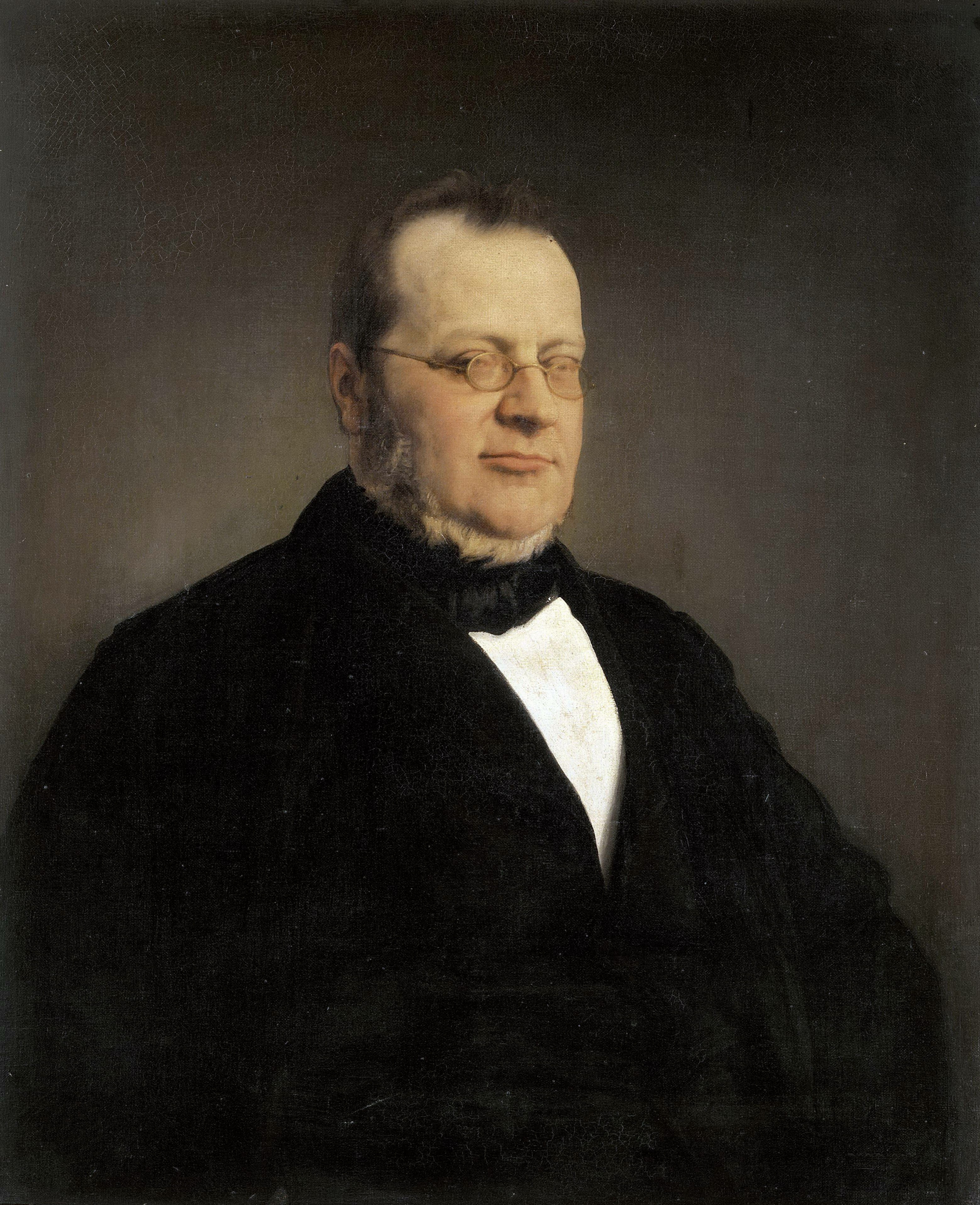
Camillo Cavour fue gran promotor de la unificación. Cavour de Francesco Hayez (1864).

Aun siendo oficialmente el virrey, la autoridad de Maximiliano quedaba limitada ante los soldados del Imperio austríaco, opuestos a cualquier tipo de reforma liberal. Maximiliano fue a Viena en abril de 1858 para pedirle a Francisco José I que concentrara personalmente los poderes administrativos y militares, mientras seguía una política de concesiones; su hermano rechazó aquella solicitud y lo obstaculizó para liderar una política más represiva.
Maximiliano se redujo a desempeñar el papel limitado de prefecto de policía, mientras aumentaban las tensiones en Piamonte. El 3 de enero de 1859, Maximiliano por razones de seguridad y por temor a que la atacaran en público, envió a Carlota de regreso a Miramar y envió sus objetos más preciados fuera de los territorios que gobernaba. Solo en el palacio de Milán compartió sus quejas con su madre Sofía: «Así que aquí estoy desterrado y solo como un ermitaño. […] Soy el profeta que es ridiculizado, que debe probar, pieza por pieza, lo que predijo palabra por palabra a oídos sordos».
En febrero de 1859 se llevaron a cabo numerosas detenciones en Milán y Venecia. Los prisioneros eran pertenecen a las clases pudientes de la población y fueron trasportados a Mantua y a diversas fortalezas de la Monarquía. La ciudad de Brescia estaba ocupada por la milicia, mientras que muchos batallones acamparon en Plasencia y a lo largo de las orillas del río Po. El archiduque intentó moderar las severas disposiciones del general Ferencz Gyulai. Maximiliano acababa de obtener el permiso de su hermano para reabrir las escuelas de derecho privadas en Pavía y la Universidad de Padua. En marzo de 1859 estallaron incidentes entre la policía y milaneses y veroneses. En Pavía, uno de los estados gobernados por Maximiliano, Austria creó una verdadera tripulación de asedio militar. La situación en Italia se volvió aún más crítica: el orden ya no se podía mantener allí sino por las tropas extranjeras.
La obra conciliadora de Maximiliano terminó de derrumbarse cuando sus distintos proyectos para mejorar el bienestar de la población tuvieron que ser abortados. A su vez aquellos intentos de bienestar eran contrarios a la posición en Austria, que combatía a cualquier elemento que perturbara su «programa unitario». Francisco José consideraba a Maximiliano demasiado liberal y derrochador con sus reformas y demasiado indulgente con los rebeldes italianos, por lo que lo obligó a dimitir de su cargo, mismo que ocurrió el 10 de abril de 1859.
La dimisión fue recibida con satisfacción por un importante actor de la unificación italiana, Camilo Cavour, que declaró: 

En Lombardía, nuestro enemigo más terrible […] era el archiduque Maximiliano: joven, activo, emprendedor, que se entregó por completo a la difícil tarea de conquistar a los milaneses y que iba a triunfar. Nunca las provincias lombardas habían sido tan prósperas y tan bien administradas. Gracias a Dios, el buen gobierno de Viena intervino y, como de costumbre, aprovechó sobre la marcha la oportunidad de cometer una locura, un acto descortés, el más fatal para Austria, el más ventajoso para Piamonte […]. Lombardía ya no podía escapar de nosotros.

## Exilio y conformación del Segundo Imperio (1859-1863)

### El Exilio Dorado
El 26 de abril de 1859 Austria le declaró la guerra al rey de Cerdeña Víctor Manuel II, siendo conocida posteriormente como la segunda guerra de independencia italiana o guerra franco-austríaca. Cerdeña salió victoriosa en la guerra gracias al apoyo dado por Napoleón III, resultando un duro golpe para las relaciones entre Francia y Austria. El conflicto terminó con el Tratado de Villafranca el 11 de julio de 1859, que volvió a amistar a Napoleón III y Francisco José. En cuanto a Venecia, durante su encuentro en Villafranca Napoleón III propuso al emperador austríaco crear un reino veneciano independiente, al frente del cual se colocarían Maximiliano y Carlota, pero Francisco José se negó a la idea categóricamente. La buena relación franco-austríaca se volvió a confirmar con el Tratado de Zúrich en noviembre de 1859, por el que se confirmaba la anexión de Lombardía al Reino de Cerdeña.

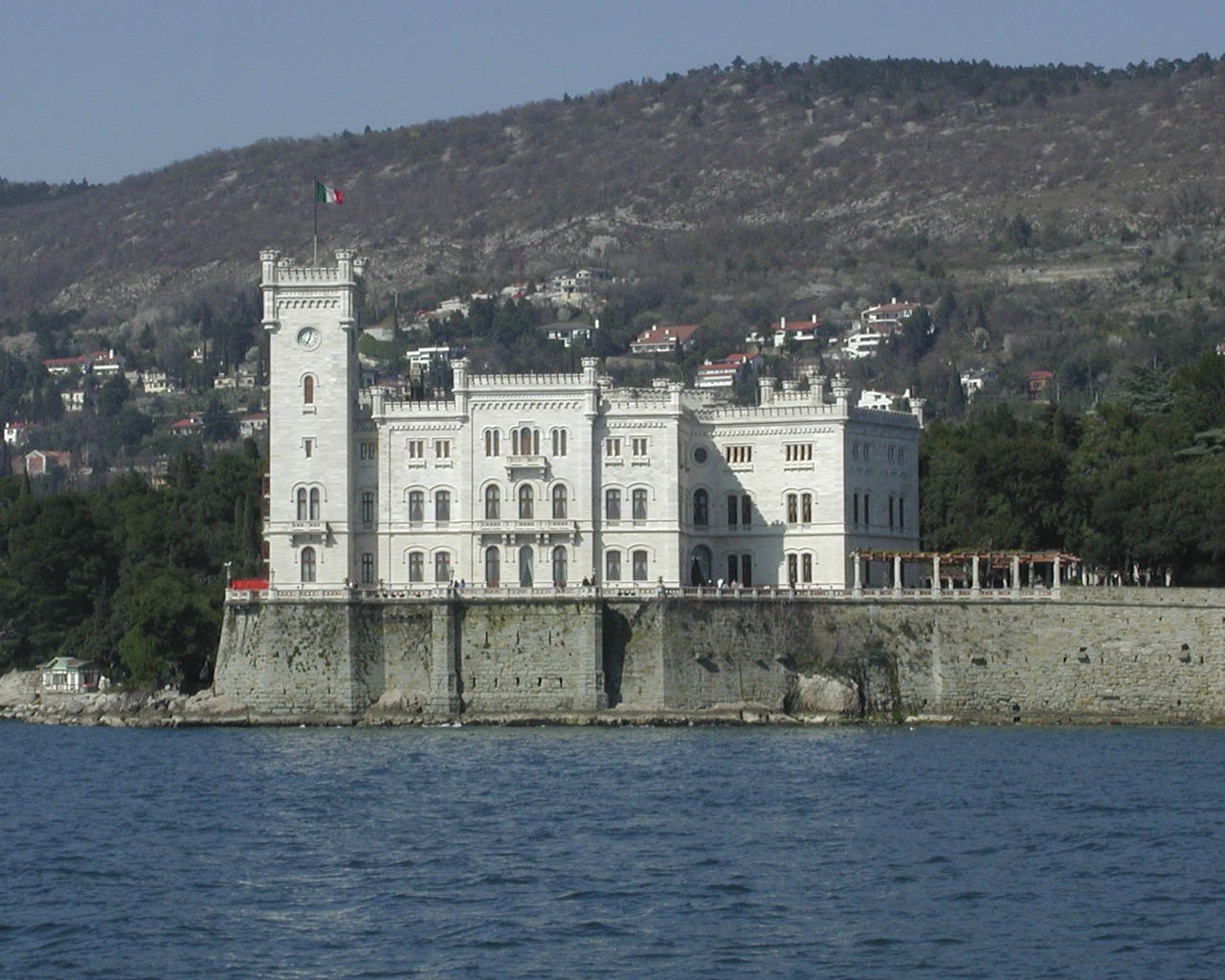
Castillo de Miramar.

A los veintisiete años, el archiduque, ahora sin actividad oficial y sin perspectivas reales, dejó Milán para retirarse a la costa dálmata donde Carlota acababa de adquirir la isla de Lokrum y su convento en ruinas. Rápidamente transformó la antigua abadía benedictina en un segundo hogar, antes de poder mudarse a su Castillo en Miramar en la Navidad de 1860, donde el trabajo estaba casi terminado. Mientras se encontraban los obreros trabajando en el castillo, la pareja primero ocupó los apartamentos en la planta baja, antes de poder hacerlo con el resto del castillo.

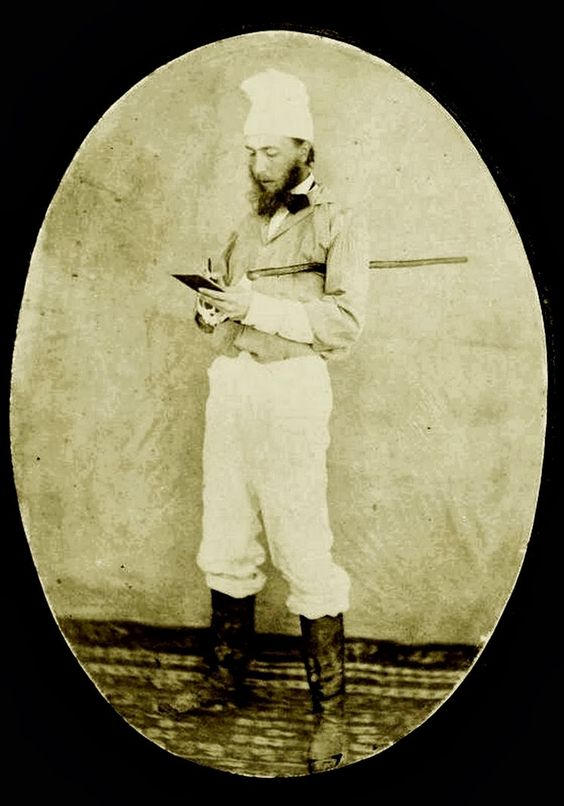
Maximiliano a finales de la década de 1850.

Mientras tanto, Maximiliano y Carlota se embarcaron en un viaje a bordo del yate Fantasía que los llevó a Madeira en diciembre de 1859, el mismo lugar donde la princesa María Amelia de Brasil había muerto seis años antes. Allí Maximiliano fue presa de los lamentos melancólicos: «Veo con tristeza el valle de Machico y la amable Santa Cruz donde, hace siete años, habíamos vivido momentos tan dulces… Siete años llenos de alegrías, fructíferos en pruebas y amargas desilusiones. […] Pero una profunda melancolía se apodera de mí cuando comparo las dos épocas. Hoy ya siento fatiga; mis hombros ya no son libres y ligeros, tienen que soportar el peso de un pasado amargo… Es aquí donde murió la única hija del Emperador de Brasil: una criatura consumada, dejó este mundo imperfecto, como un puro ángel de luz, para volver al cielo, su verdadera patria».
Mientras que Carlota se quedó sola en Funchal durante tres meses, Maximiliano continuó en su propio peregrinaje más allá de Madeira tras los pasos de la difunta princesa: primero Bahía, luego Río de Janeiro y finalmente Espírito Santo. El viaje incluyó una estancia en la corte del emperador Pedro II y también presentó aspectos científicos y etnográficos. Maximiliano se embarcó en una aventura en la selva y visita varias plantaciones, en la que consiguió la ayuda de su médico personal August von Jilek, aficionado a la oceanografía y especializado en el estudio de patologías infecciosas como la malaria. Maximiliano durante este periodo recogió mucha información sobre temas como botánica, ecosistemas o métodos agrarios. Además cabe destacar que durante su travesía contempló el empleo de esclavos en el sistema latifundista, que juzgó de cruel y manchado de pecado; en cuanto a los sacerdotes, los consideró inmodestos y demasiado poderosos en el Imperio.

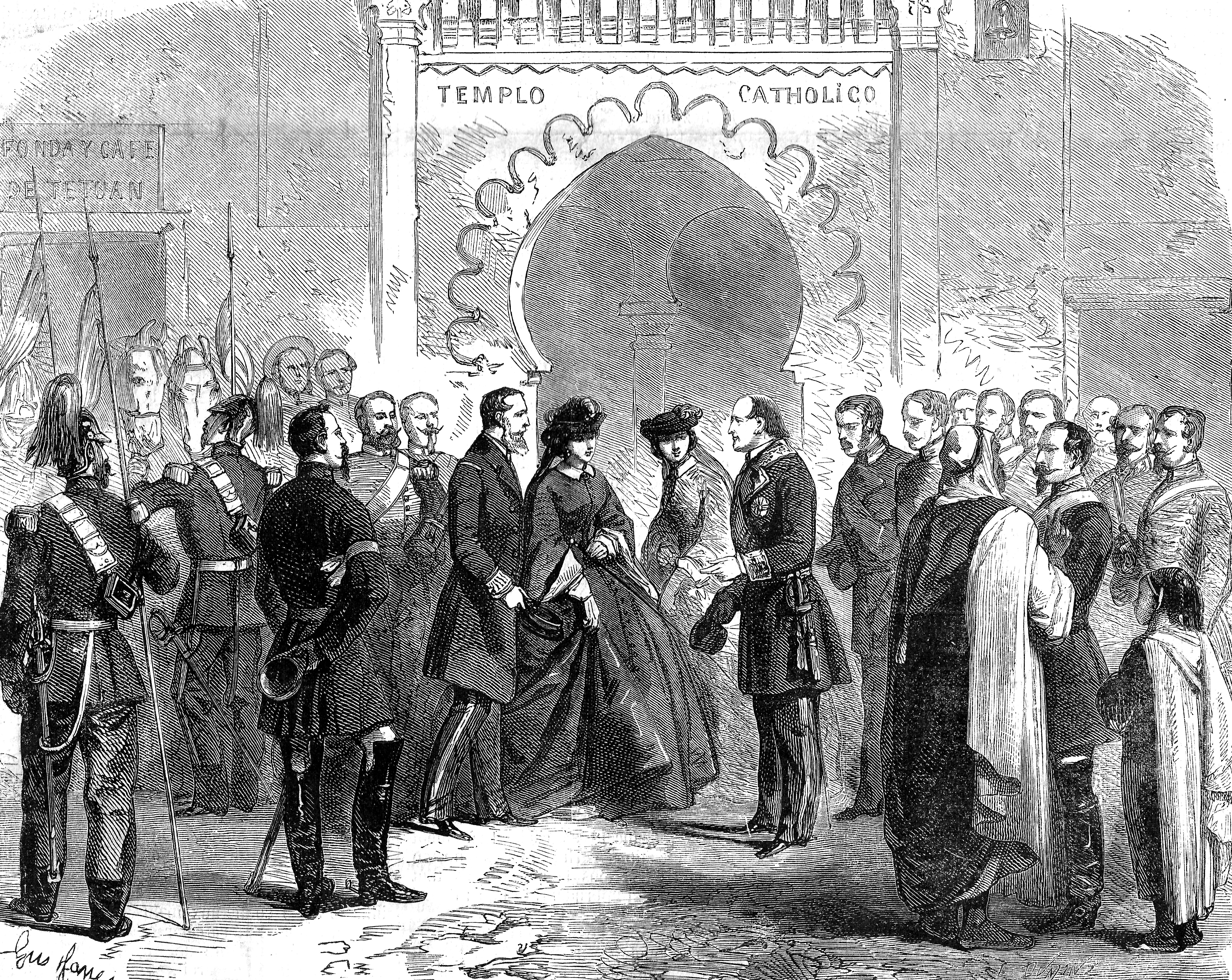
Visita de Maximiliano y Carlota a Tetuán, grabado de Gustave Janet (1860).

A bordo del Fantasía, Maximiliano zarpó desde las costas brasileñas hasta llegar a Funchal donde se reencontró con Carlota para regresar a Europa. Realizaron una escala en Tetuán (Marruecos) a donde arribaron el 18 de marzo de 1860. Ya en Lokrum, Maximiliano dejó a su esposa deprimida allí mientras escapaba a Venecia, en donde se sabe que le fue infiel, pero incluso aquella vida lo cansó rápidamente. Transcurrieron los meses y Maximiliano regresó al Castillo de Miramar, donde Carlota regresaría más tarde. Habitarían juntos ese lugar casi cuatro años más. Carlota le pintó a su familia un retrato idílico de su matrimonio en el exilio dorado, pero forzado, aunque era contrario a la realidad en la que el alejamiento entre los cónyuges era muy marcado y su vida marital se había reducido a prácticamente nada.

### Contexto en México

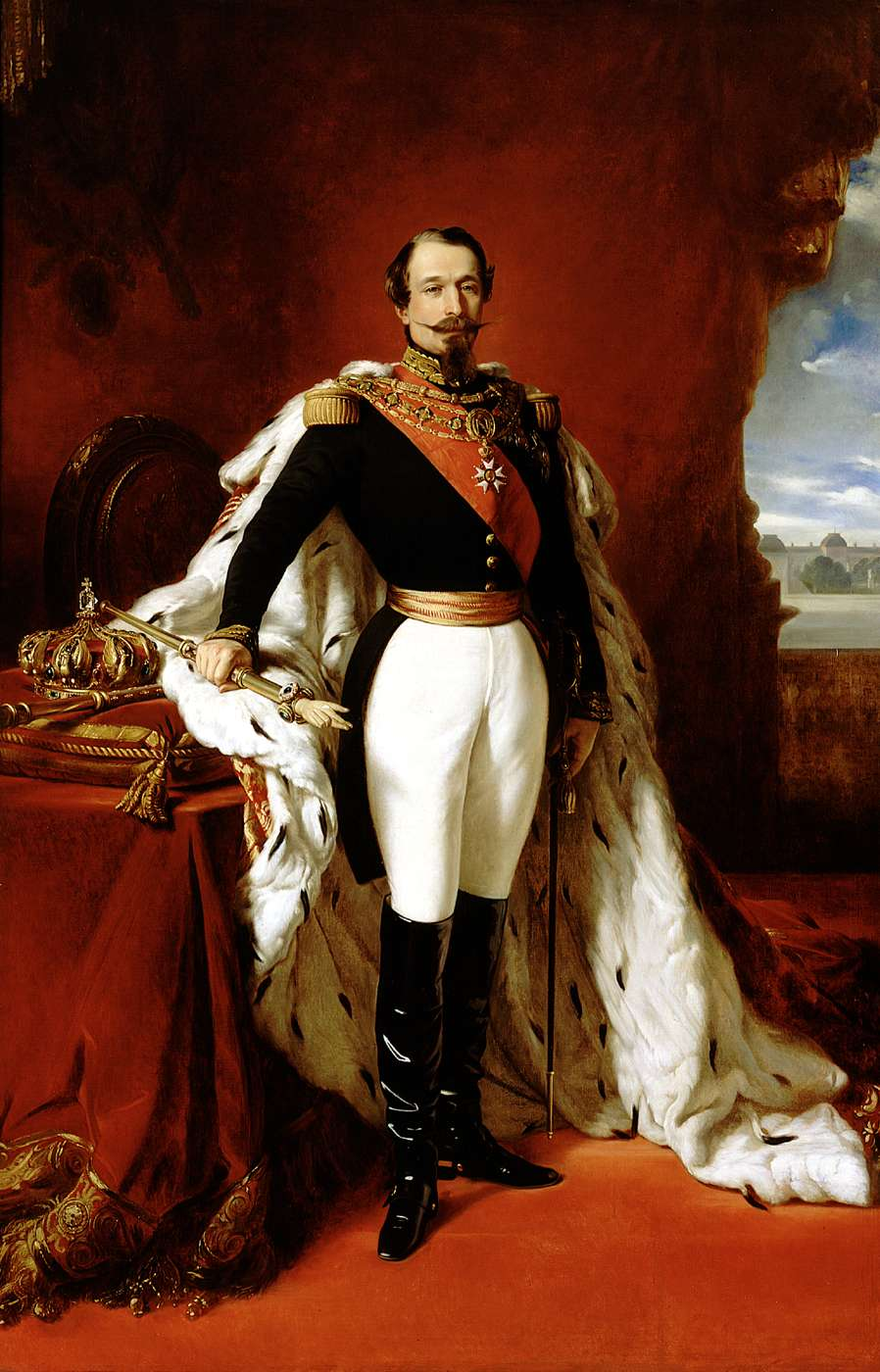
Napoleón III por Franz Xaver Winterhalter (1855).

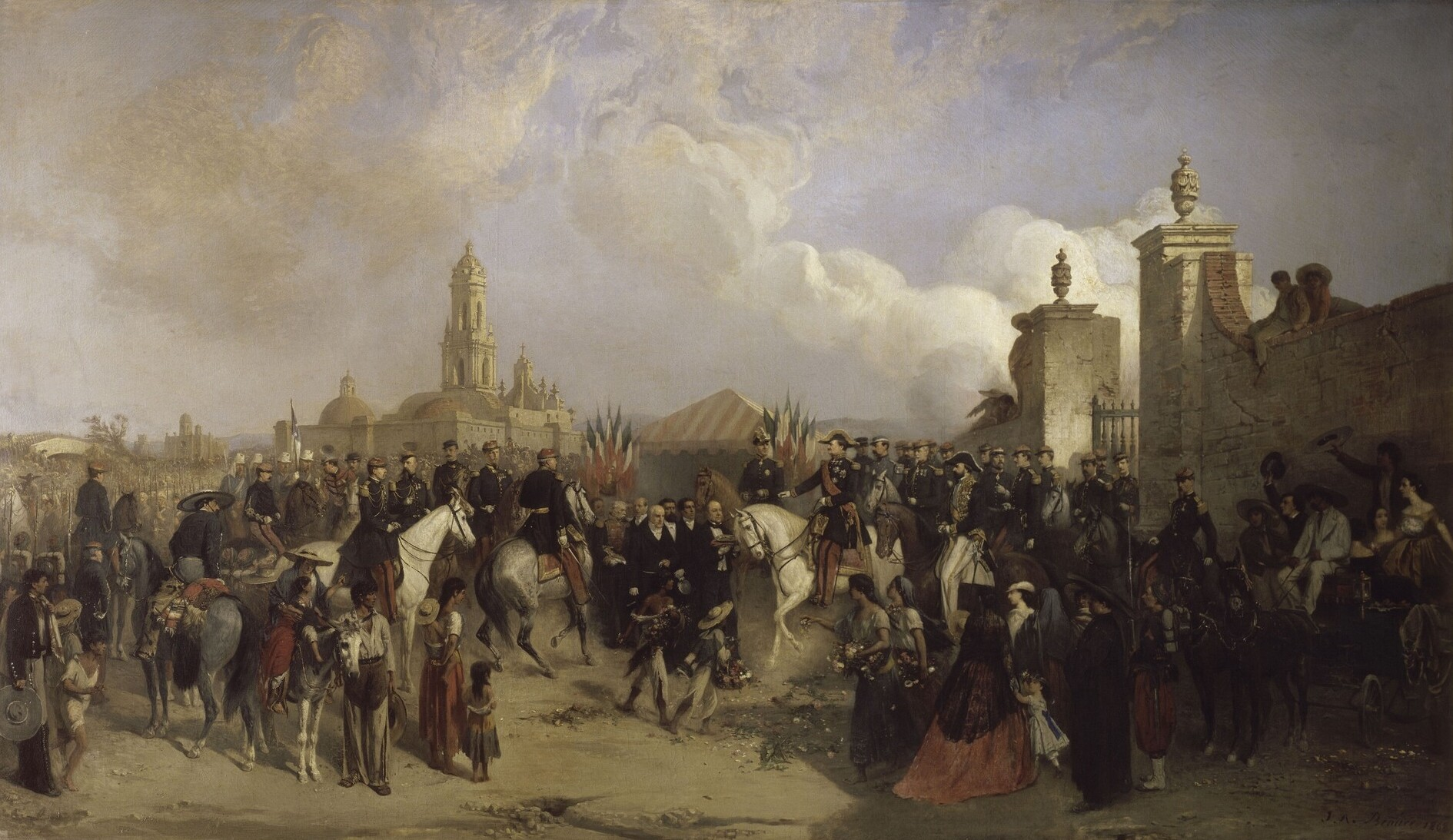
Entrada de la fuerza expedicionaria francesa en México en junio de 1863 por Jean-Adolphe Beaucé (1868).

Lejos de la desgastante vida marital de Maximiliano y Carlota, en México a lo largo de los gobiernos de Juan Álvarez (1855), Ignacio Comonfort (1855-1858) y Benito Juárez (desde 1858) se habían expedido las Leyes de Reforma. A través de ellas se suprimieron los fueros de la Iglesia y del Ejército, se decretó la libertad de imprenta, se desamortizaron los bienes eclesiásticos y de las corporaciones civiles, se prohibieron las obvenciones parroquiales, se decretó la libertad de cultos, se creó el Registro civil y se le arrebató a la Iglesia el control monopólico de los matrimonios y defunciones. Dichas leyes polarizaron la sociedad mexicana. La situación se desbordó cuando inició la Guerra de Reforma de 1858 a 1861 que enfrentó a los liberales —encabezados por Juárez— y conservadores —encabezados por Félix María Zuloaga—, pues los últimos querían mantener sus privilegios. Al final los liberales ganaron la guerra, pero los grandes terratenientes en apoyo del bando conservador pidieron ayuda a Europa.
En Francia, Napoleón III drogado por las ambiciones imperialistas decidió intervenir en la política mexicana. Aprovechando la guerra de Secesión (1861-1865) que paralizó a Estados Unidos y con el pretexto de obtener el reembolso de las deudas que el gobierno de Juárez había suspendido por falta de recursos, Francia ratificó el 31 de octubre de 1861 el Convenio de Londres. Aquel tratado, contrario a la doctrina Monroe —que condenaba cualquier intervención europea en los asuntos de las Américas—, constituyó el preludio de la Intervención a México en la que Francia se alió junto a los españoles e ingleses. Después de la partida de ambos aliados en abril de 1862, Francia decidió quedarse y nutrió el ambicioso plan de ocupar el país para que se convirtiera en una nación industrializada que competiría con Estados Unidos. Las tropas francesas no se tardaron en desembarcar en Veracruz y al poco tiempo tomó Puebla en mayo de 1863, que les abrió el camino al Valle de México; finalmente al mando de los generales Frédéric Forey y François Achille Bazaine ocuparon Ciudad de México en junio del mismo año.
El objetivo de Napoleón III era que México fuera un protectorado francés. Si México se volvía teóricamente independiente y pronto se dotaba de un soberano que llevase el título de emperador, todo lo concerniente en política exterior, el ejército y la defensa podría ser administrado por los franceses. Además, Francia se convertiría en el principal socio comercial del país: favorecida para inversiones, compras de materias primas y otros productos de importación. Francia intensificó el envío de colonos (en particular los oriundos de Barcelonnette y el valle de Ubaye, en los Alpes de Alta Provenza) para fortalecer su presencia en suelo mexicano.

### Elección del nuevo emperador
En territorio francés Napoleón III planeó ofrecer la corona imperial mexicana a Maximiliano, que conocía personalmente y cuyas cualidades apreciaba. Esta estima era recíproca como ya se había demostrado por su visita a París en 1856. En julio de 1862 Napoleón III citó directamente el nombre del archiduque Maximiliano como candidato, especialmente porque él estaba ya familiarizado con América por sus anteriores visitas al Imperio de Brasil, la única gran monarquía en el continente.
Tras la derrota republicana en México, los conservadores pactaron que se restauraría el tradicional sistema de gobierno en el Imperio Mexicano, con lo que se encomendó al Partido Conservador una búsqueda por encontrar un príncipe europeo que cumpliera con ciertas aptitudes para gobernar un territorio tan complejo como lo era México, pues se pedía que fuera católico y además que respetara las tradiciones de la nación —cosa que habían «incumplido» los gobiernos republicanos debido a las Leyes de Reformas—.

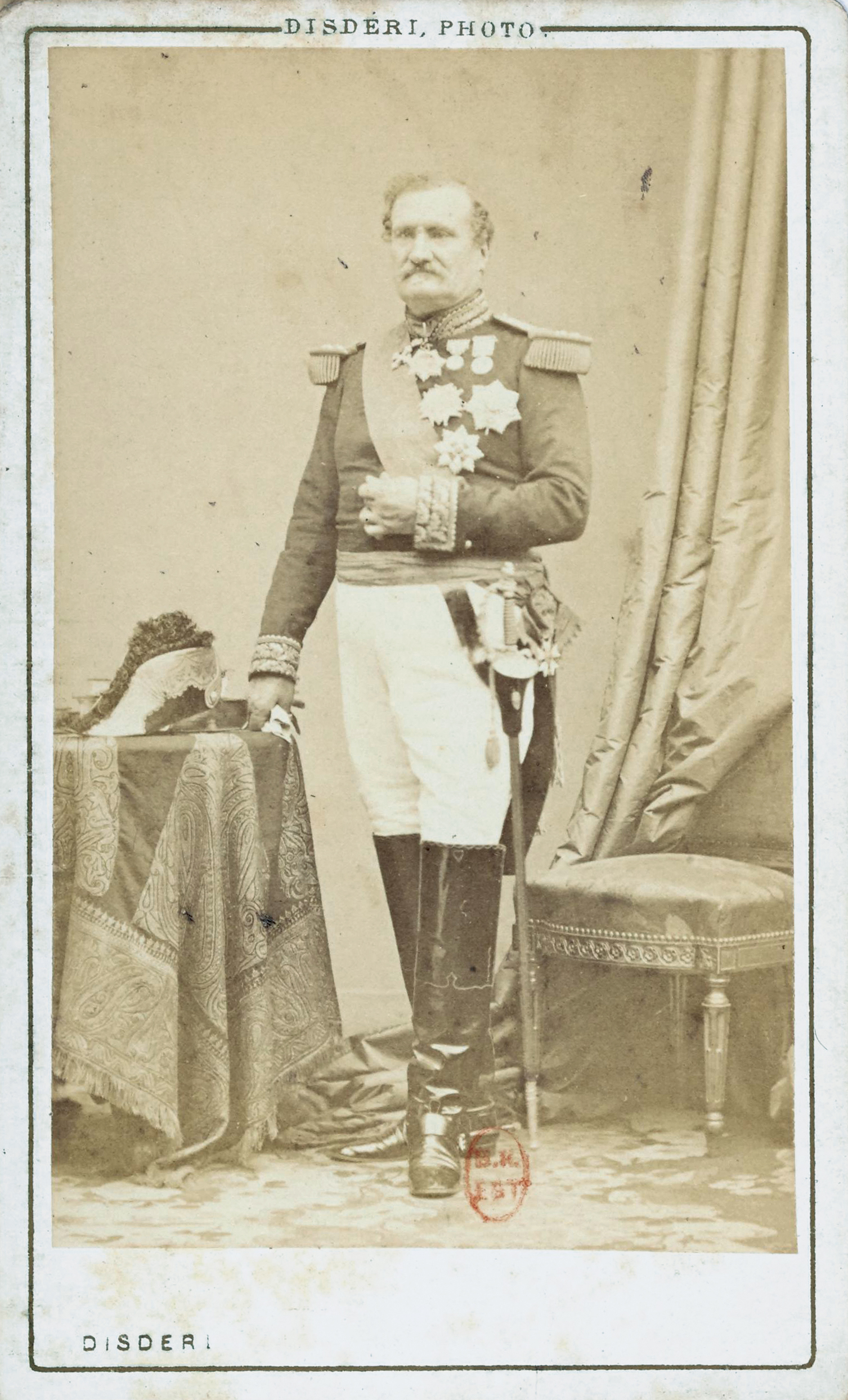
Frédéric Forey

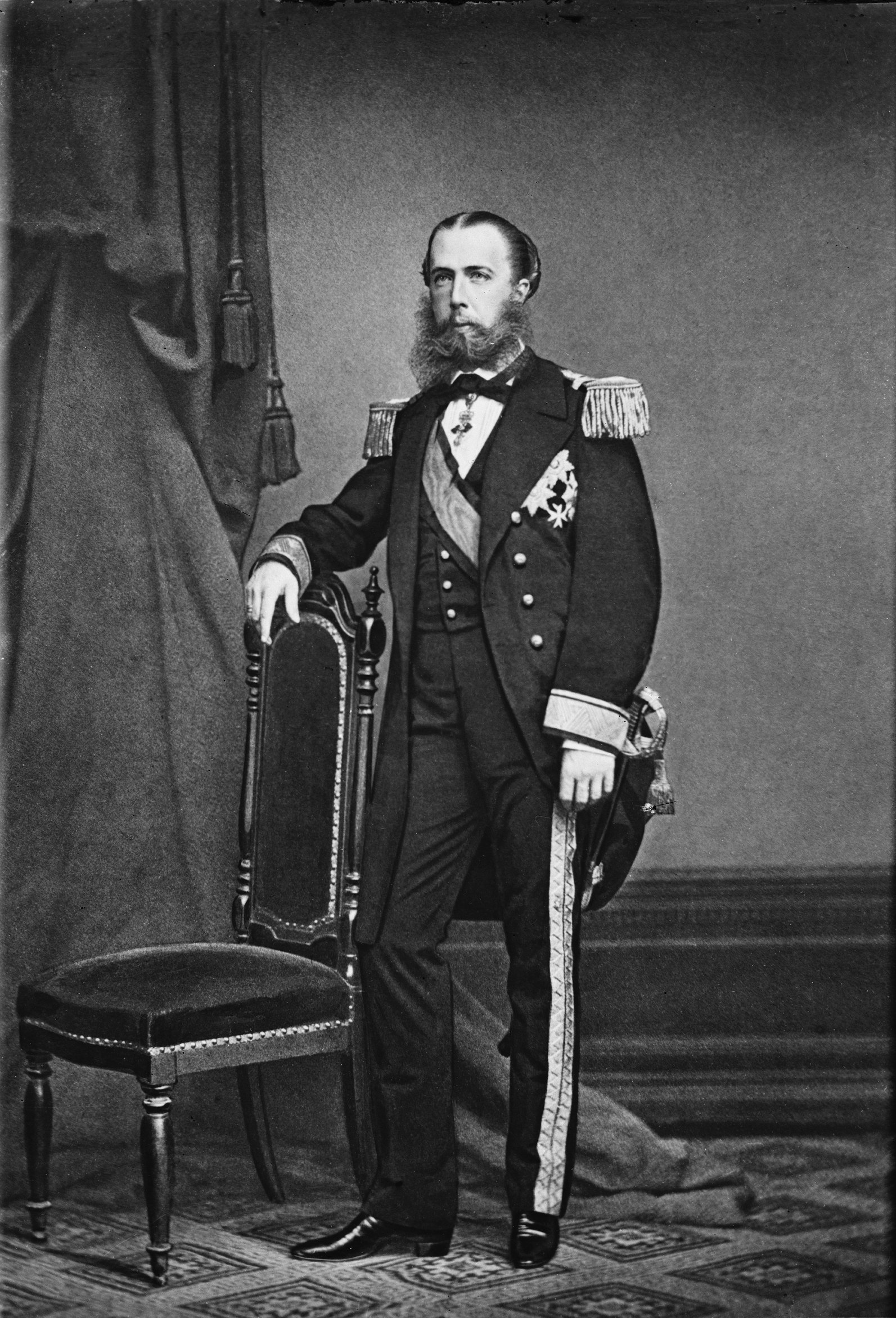
Maximiliano, circa 1864

El 21 de julio de 1864 se formó la Junta Superior de Gobierno (también llamada Asamblea de notables o Junta de los treinta y cinco, por su número de integrantes), siendo su presidente Teodosio Lares asignado por Frédéric Forey, ministro plenipotenciario de los franceses. Durante varios meses, se discutió sobre posibles candidatos, entre los cuales también se encontraba Enrique de Borbón, duque de Sevilla. Finalmente Napoleón III decidió proponer formalmente a Maximiliano debido a que cumplía los requisitos. Además, como Napoleón III era el único que de hecho conocía personalmente a príncipes europeos, su candidato gozaba de mayor credibilidad cualquier otro candidato.
Al concluir las largas discusiones, se aprobó la candidatura propuesta y se creó una comisión de personalidades notables para que fueran a entrevistarse con dicho candidato y pedirle que aceptara el trono del imperio. Evidentemente ese candidato era Maximiliano de Austria, que en ese momento se encontraba retirado en el Castillo de Miramar en la costa del Adriático.
El 10 de julio de 1863, la Junta Superior de Gobierno se disolvió oficialmente emitiendo como último acto el siguiente dictamen que se publicó al día siguiente:

1. La nación mexicana adopta por forma de gobierno la monarquía moderada, hereditaria, con un príncipe católico.
2. El soberano tomará el título de Emperador de México.
3. La corona imperial de México se ofrece a S. A. I. y R., el príncipe Maximiliano, archiduque de Austria, para sí y sus descendientes.
4. En caso que, por circunstancias imposibles de prever, el archiduque Maximiliano no llegase a tomar posesión del trono que se le ofrece, la nación mexicana se remite a la benevolencia de S. M. Napoleón III, emperador de los franceses, para que le indique otro príncipe católico.

### Ofrecimiento y aceptación de la propuesta

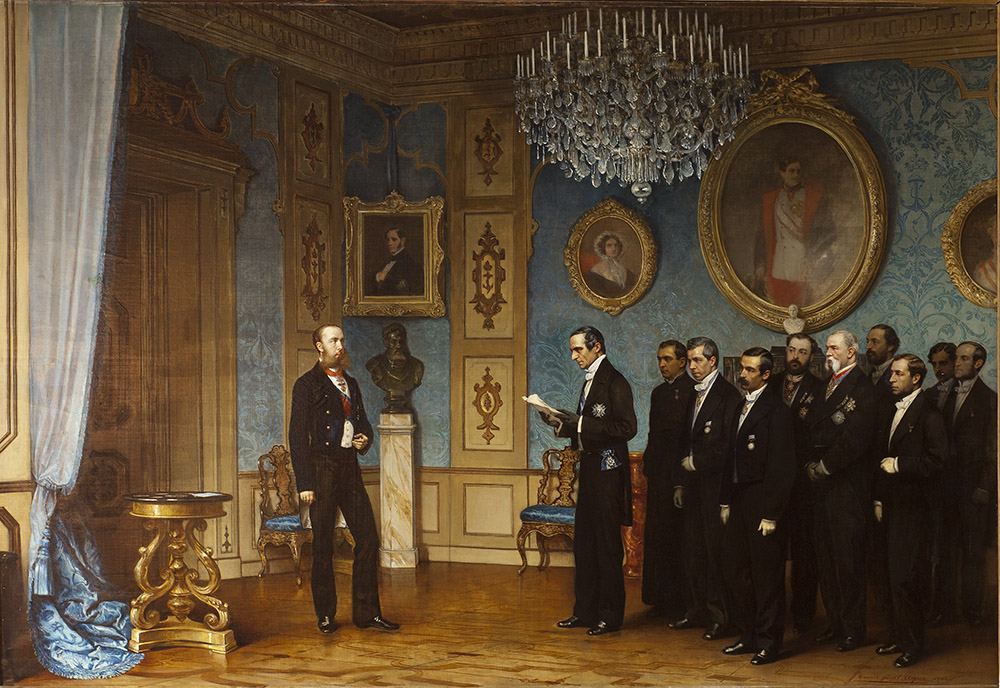
La comisión mexicana que invita a Maximiliano de Habsburgo a ocupar el trono de México en Miramar por Cesare Dell'Acqua (1867).

La delegación conservadora se escogió cuidadosamente puesto que todos debían ser dignos de representar a México y su historia; hubo sumo cuidado de que fueran los adecuados para mostrar una imagen digna del país frente al Archiduque. Napoleón III ya había notificado a Maximiliano y él había tenido tiempo de considerarlo con seriedad. El 3 de octubre de 1863 llegó al Castillo la delegación encabezada por el diplomático José María Gutiérrez de Estrada y seguida de otros personajes como Juan Nepomuceno Almonte (hijo biológico del insurgente José María Morelos), José Pablo Martínez del Río, Antonio Escandón, Tomás Murphy y Alegría, Adrián Woll, Ignacio Aguilar y Marocho, Joaquín Velázquez de León, Francisco Javier Miranda, José Manuel Hidalgo y Esnaurrízar y Ángel Iglesias como secretario.
Al frente de la diputación Gutiérrez Estrada afirmó ser el portavoz de la Asamblea de Notables que se reunió en la Ciudad de México el 3 de julio. Maximiliano respondió oficialmente: «Es halagador para nuestra casa que los ojos de sus compatriotas se hayan vuelto hacia la familia de Carlos V en cuanto se pronunció la palabra monarquía. […] Sin embargo, reconozco, en perfecto acuerdo con S. M. el Emperador de Francia, cuya iniciativa permitió la regeneración de su hermosa patria, que la monarquía no podía establecerse allí sobre una base legítima y perfectamente sólido sólo si toda la nación, expresando su voluntad, llega a ratificar el deseo de la capital. Por tanto, es del resultado de los votos de la generalidad del país que debo hacer depender en primer lugar, la aceptación del trono que se me ofrece».

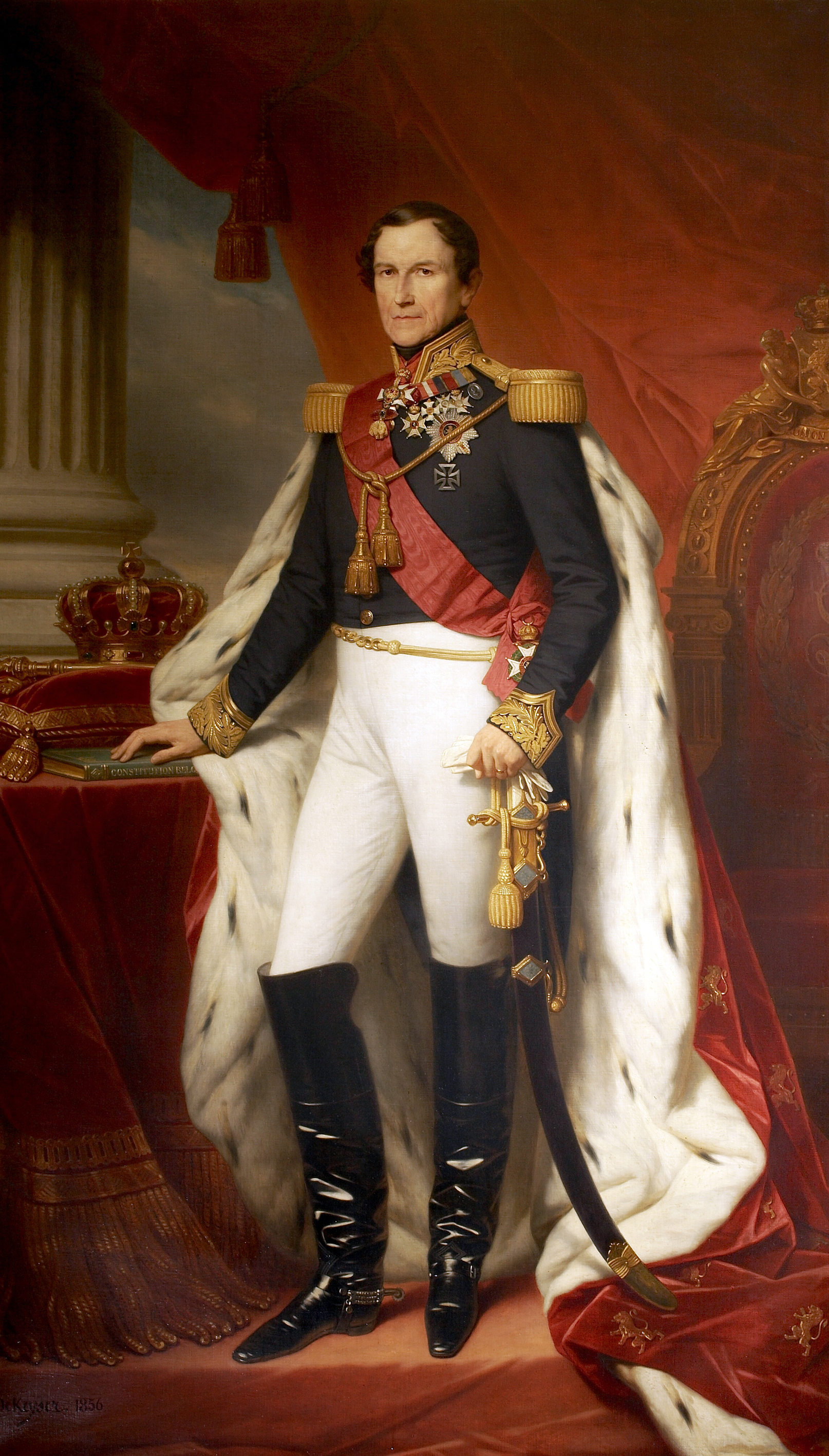
El Segundo Imperio tuvo en un principio el apoyo no solo de Francia, sino también de Bélgica. Leopoldo I por Nicaise de Keyser (1856).

Maximiliano, por tanto, postergó las cosas antes de aceptar la proposición. Aconsejado por su suegro, Leopoldo I, Maximiliano exigió la celebración de un referéndum popular acompañado de garantías sobre el apoyo financiero y militar de Francia.
En marzo de 1864, Maximiliano y Carlota viajaron a París, donde el emperador Napoleón III y la emperatriz Eugenia les dieron una cálida bienvenida para animarlos a aceptar el trono de México. El emperador se comprometió a mantener veinte mil soldados franceses en México hasta 1867. Maximiliano contrajo frente a Napoleón III una obligación de quinientos millones de pesos mexicanos, equivalente en ese momento a dos mil quinientos millones de francos de oro, destinados a subsidiar sus proyectos cuando reinó en México. En cuanto al rey Leopoldo, prometió enviar una fuerza expedicionaria belga a México para apoyarlos.
El mismo mes más tarde Maximiliano fue a Viena a visitar a su hermano Francisco José I, quien le pidió que firmara un pacto familiar que lo obligaba a renunciar para él y sus descendientes a sus derechos a la corona austriaca, a una posible herencia, así como a su patrimonio mueble e inmueble en Austria, de lo contrario no podrá reinar en México. Maximiliano intentó agregar una cláusula secreta que le permitiría, en caso de que falle en México, recuperar sus derechos familiares si regresara a Austria. Francisco José I rechazó la adición de esta cláusula, sin embargo, prometió subsidios y soldados voluntarios (seis mil hombres y trescientos marineros), así como una pensión anual. Los padres de los dos intentaron, en vano, influir en la decisión de Francisco José I. Sin embargo, acompañado por sus hermanos Carlos Luis y Luis Víctor, así como por otros cinco archiduques y dignatarios del Imperio Austriaco, Francisco José I aterrizó en Miramar porque Maximiliano finalmente resolvió aceptar las severas condiciones impuestas por su hermano. Desanimado por estos drásticos requisitos, Maximiliano consideró dejar de ir a México. Sin embargo, después de una larga y muy violenta discusión entre los dos hermanos, Francisco José I y Maximiliano firmaron el pacto familiar deseado el 9 de abril de 1864. Aunque, cuando se dejaron en el andén de la estación, se abrazaron con gran emoción.

S. A. I. el archiduque Fernando Maximiliano renuncia por su augusta persona y en nombre de sus descendientes, a la sucesión de la corona en el imperio de Austria, así como a los reinos y países y que de él dependen, sin excepción alguna a favor de todos los demás miembros que se hallan en actitud de suceder en la línea masculina de la casa de Austria y su descendencia de varón en varón; de manera que en cualquier tiempo que exista uno solo de los archiduques o de sus descendientes varones, aun de los más lejanos, llamados a ocupar el trono en virtud de las leyes que establecen el orden de sucesión en la casa imperial y particularmente en virtud del estatuto de familia firmado por el emperador Carlos VI el 19 de agosto de 1713, con el nombre de pragmática sanción, así como del estatuto de familia promulgado el 3 de febrero de 1839 por S. M. el emperador Femando, ni S. A. imperial, ni sus descendientes, ni nadie en su representación, ni en ningún tiempo puedan alegar el menor derecho a la sucesión referida.

## Emperador de México (1864-1867)

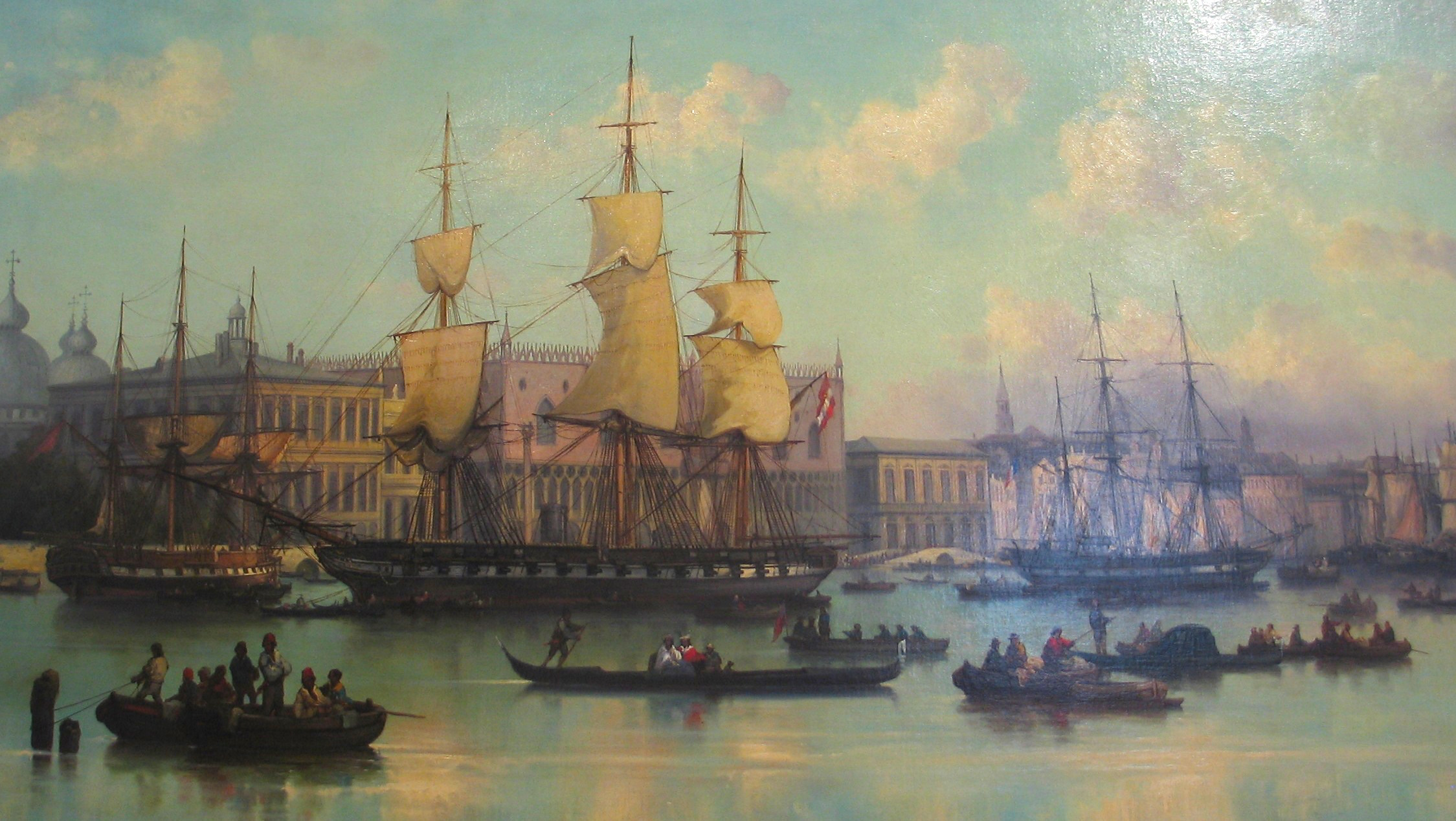
La fragata SMS Novara por Josef Püttner (Venecia después de 1862).

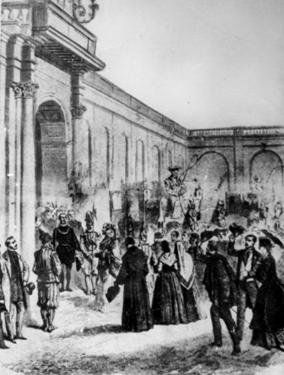
Visita de Maximiliano y Carlota a Pio IX, en el Vaticano c. 1861

### Camino a México
Al día siguiente, el 10 de abril de 1864 Maximiliano declaró en Miramar a los delegados que aceptaba la corona imperial, convirtiéndose oficialmente en Emperador de México. Afirmó que los deseos del pueblo mexicano le permitían considerarse como el legítimo representante electo del pueblo. Aunque, en realidad, Maximiliano fue engañado por algunos conservadores, entre ellos Juan Nepomuceno Almonte, quien le aseguró un hipotético apoyo popular masivo. Para tener un supuesto documento de que ratificara el apoyo al emperador la diputación mexicana lo produjo agregando al margen el número de la población en la localidad en la que residía cada uno de los delegados, como si todos los habitantes hubieran ido a las urnas.
Ese mismo 10 de abril estaba prevista una cena oficial en Miramar en el gran salón de Les Mouettes. Debido a un ataque de nervios no asistió Maximiliano que se retiró a su alcoba donde fue examinado por el doctor August von Jilek. Su médico lo encontró postrado y tan abrumado que le sugirió que descanse en el pabellón de Gartenhaus para tranquilizarse. Carlota, por tanto, presidió el banquete sola. 
La salida hacia México se fijó para el 14 de abril de 1864. Dicho día zarparon a bordo del SMS Novara escoltados por la fragata francesa Thémis, por lo que Maximiliano se encontró más sereno. Carlota y él hicieron escala en Roma para recibir la bendición del papa Pío IX. El 19 de abril de 1864, durante la audiencia pontificia, todos evitaron mencionar directamente el expolio de los bienes del clero por parte de los republicanos mexicanos, pero el papa no pudo dejar de subrayar que Maximiliano debía de respetar los derechos de sus pueblos y los de la Iglesia.
Durante la larga travesía, Maximiliano y Carlota rara vez evocaron las dificultades diplomáticas y políticas a las que pronto se enfrentarán, pero concibieron con gran detalle la etiqueta de su futura corte. Empezaron a escribir un manuscrito de seiscientas páginas relacionado con lo ceremonial, estudiado en sus aspectos más minuciosos. El Novara se detuvo en Madeira y Jamaica. Los viajeros soportaron fuertes tormentas antes de una última escala en Martinica.

### Llegada e instalación en México

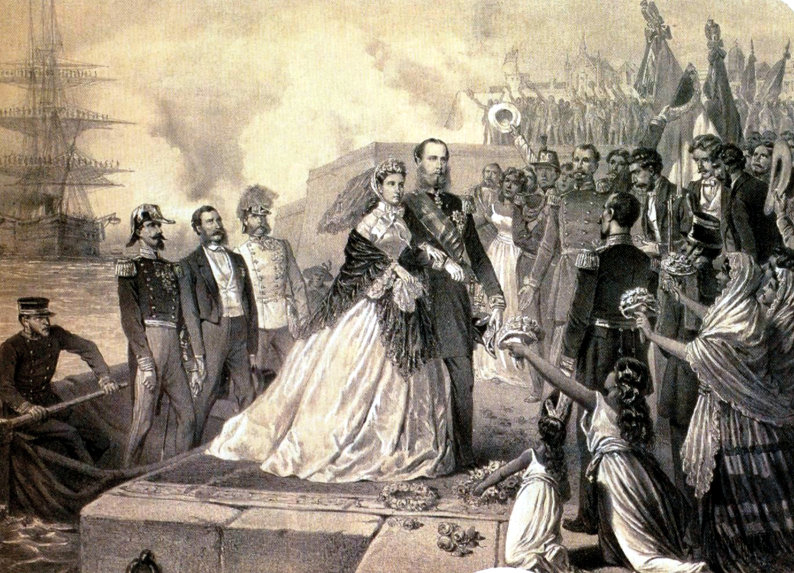
Llegada de Maximiliano y Carlota al puerto de Veracruz.

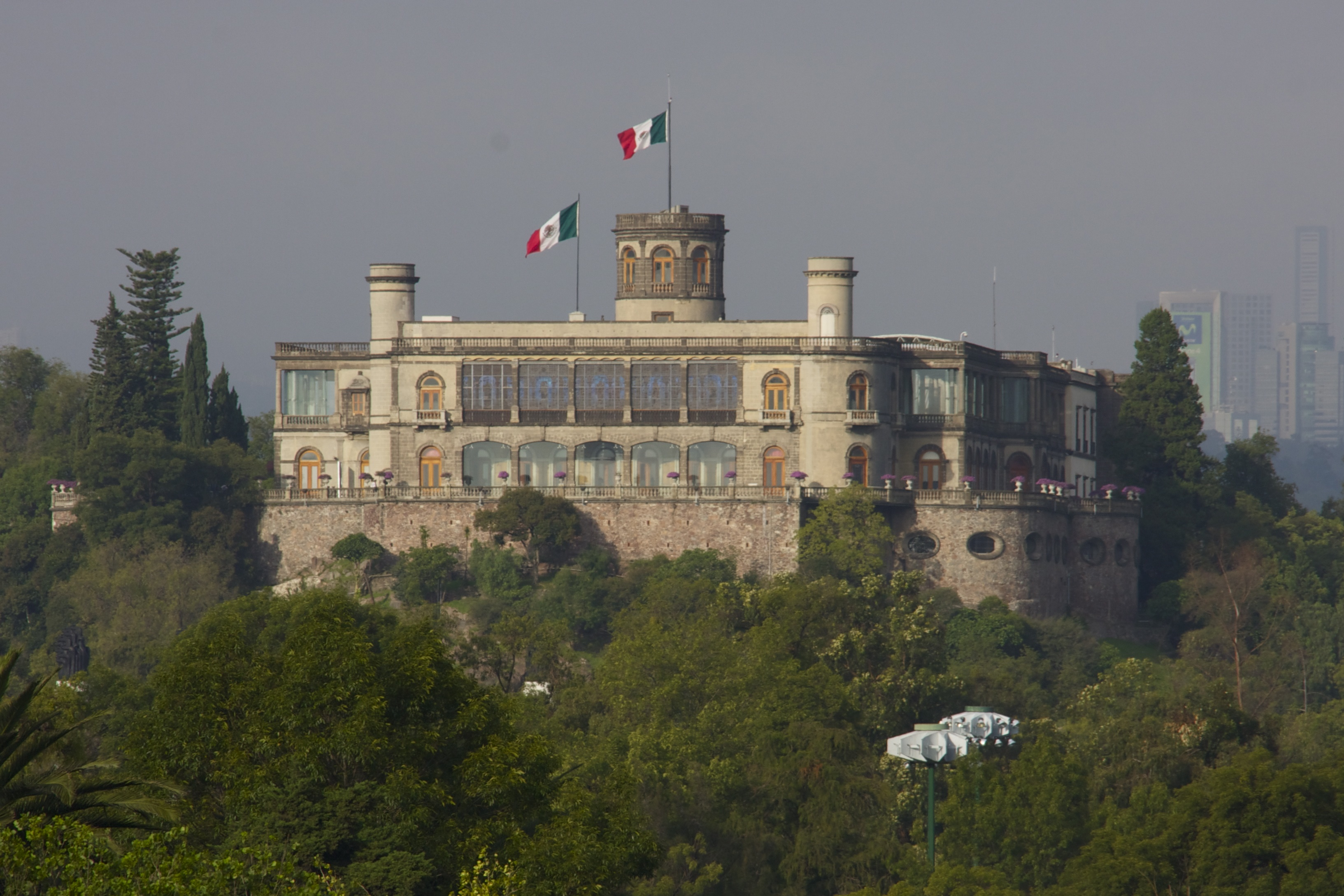
Castillo de Chapultepec.

Maximiliano llegó el 28 de mayo de 1864 al puerto de Veracruz. Por una epidemia de fiebre amarilla en dicha localidad la nueva pareja imperial cruzó la ciudad sin detenerse. Sumado a ello, la temprana hora de su desembarco les valió una mala acogida por parte de los veracruzanos. Carlota estaba particularmente impresionada: cruzar tierras cálidas con malas condiciones climáticas y un accidente automovilístico ayudaron a proyectar una sombra desfavorable sobre sus primeros pasos en México. No obstante, en Córdoba Maximiliano y Carlota fueron aclamados por los nativos que los veían como libertadores.
Las ovaciones siguieron produciéndose en camino a la Ciudad de México. Con la llegada a otras ciudades, las recepciones fueron muy jubilosas y de gran algarabía, lo cual se expresó especialmente en Puebla. Ya más cercanos a Ciudad de México se les ofreció un panorama distinto: un país herido por la guerra y profundamente dividido en sus convicciones. Maximiliano se enamoró de los paisajes de su nuevo país y de su gente en un corto período de tiempo. El 12 de junio de 1864, la pareja imperial hizo su entrada oficial en la capital. Se detuvieron en la Basílica de Nuestra Señora de Guadalupe, donde les esperaba una parte importante de la sociedad capitalina y las diputaciones de las provincias del interior también dieron testimonio de su entusiasmo. Mientras tanto, las tropas francesas continuaban peleando para adquirir la totalidad del territorio mexicano.
El Palacio Nacional —que había sido utilizado históricamente, desde la consumación de la Independencia, como la residencia oficial de los titulares del ejecutivo— no correspondió con la idea que Maximiliano y Carlota tenían de una «residencia imperial». Infestado de chinches, el edificio era una especie de cuartel austero y ruinoso que requería un trabajo importante. Una semana después de su llegada, Maximiliano y Carlota prefirieron instalarse en el Castillo de Chapultepec, ubicado en una colina cerca de la ciudad, que fue rebautizado como Castillo de Miravalle para hacer juego con Miramar. Siglos antes de la construcción del castillo, los mexicas habían habitado la zona.

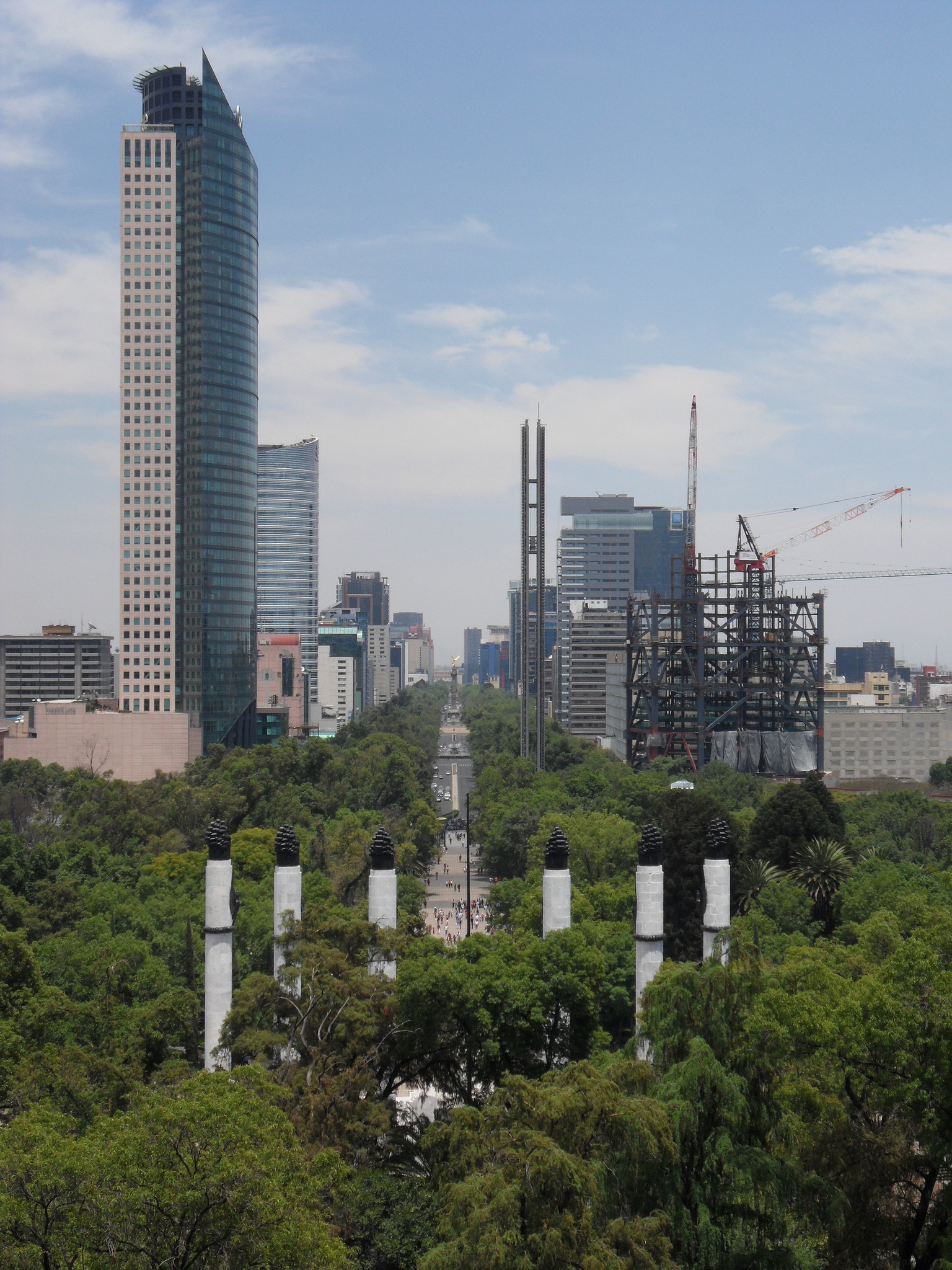
Paseo de la Reforma visto desde el castillo de Chapultepec

Poco después de su llegada, Maximiliano pidió que se trazara una avenida desde el Castillo de Chapultepec hasta el centro de la capital; la avenida fue nombrada en honor a Carlota como paseo de la Emperatriz, que unos años después fue renombrada al nombre actual: paseo de la Reforma. Cabe mencionar que más tarde en Verano, la pareja imperial también disfrutó del Palacio de Cortés en Cuernavaca. Maximiliano realizó numerosas y costosas mejoras en sus diversas propiedades —con una situación catastrófica en Hacienda—.

### Política de Maximiliano
Inmediatamente a su llegada Maximiliano comenzó a construir museos con el objetivo de conservar la cultura mexicana, mientras que Carlota comenzó a organizar fiestas para la beneficencia nacional a fin de obtener fondos para la construcción de casas para pobres.
El Imperio usó la frase «Equidad en la justicia». En un principio contó con el apoyo de la Iglesia católica en México encabezada por el arzobispo Labastida y Dávalos y se mantuvo constante con el apoyo de buena parte de la población de tradición católica, aunque tuvo una oposición férrea por parte de los liberales. Durante su gobierno Maximiliano trató de desarrollar económica y socialmente los territorios bajo su custodia aplicando los conocimientos aprendidos de sus estudios en Europa y de su familia, una de las casas monárquicas más antiguas de Europa y de tradición abiertamente católica.

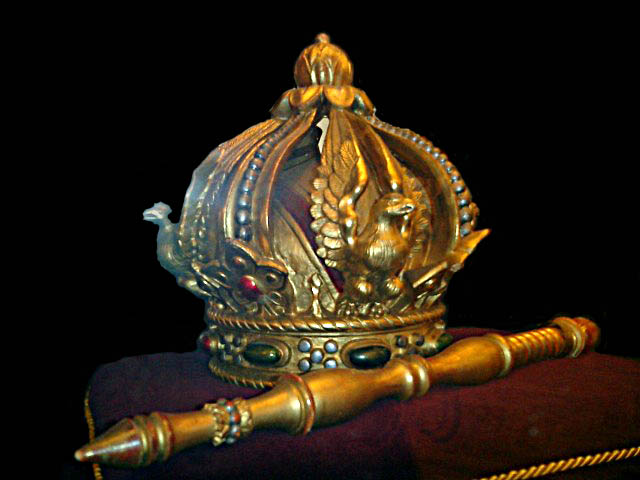
Corona imperial de Maximiliano.

Para Maximiliano, tal y como lo decía su lema, la justicia y el bienestar fueron los objetivos que declaraba más importantes para él. Uno de sus primeros actos, como emperador, fue el restringir las horas de trabajo y abolir el trabajo de los menores. Canceló todas las deudas de los campesinos que excedían los diez pesos y restauró la propiedad común. También rompió con el monopolio de las «tiendas de raya» y decretó que la fuerza obrera no podía ser comprada o vendida por el precio de su decreto. Maximiliano también se interesó por el peonaje y las condiciones de vida de los indígenas en las haciendas: si bien la mayoría de los indígenas de los pueblos gozaban de libertad, los de las haciendas eran sometidos a un amo que pudiera castigarlos con prisión o torturas con hierro o látigo. 
A fines de julio de 1864, seis semanas después de su entrada triunfante a la Ciudad de México, Maximiliano se quejó de la ineficacia de la escuadra francesa que no salía de Veracruz, dejando los puertos de Manzanillo, Mazatlán y Guaymas en manos de disidentes en donde recogían el producto de la aduana a expensas del Imperio. Las tropas juaristas se retiraban de todas partes, pero la guerra se fue convirtiendo en escaramuzas lideradas por guerrillas; para Bazaine, mariscal desde el 5 de septiembre, esta forma de combate era particularmente desconcertante.
Maximiliano viajó a caballo del 10 de agosto al 30 de octubre de 1864 por el interior de las tierras mexicanas escoltado por dos pelotones de caballería. Cabe destacar que el Imperio había decretado una nueva organización administrativa en la que se dividía en cincuenta departamentos —aunque en realidad solo pudo ser aplicada en los espacios que controlaban—. Visitó el departamento de Querétaro, luego las ciudades de Celaya, Irapuato, Dolores Hidalgo y León de los Aldama (en el departamento de Guanajuato), Morelia (en Michoacán) y finalmente Toluca (en Toluca). Carlota lo acompañó en la última de la ciudad de la gira para actuar como acompañante en una excursión de tres días antes de regresar a su hogar; pero, incluso en presencia de Bazaine, tropas juaristas pasaron galopando por el campo a menos de dos kilómetros de distancia, pero no llegó nada a mayores.
Cuando terminó 1864, el ejército francés logró que se reconociera la autoridad imperial sobre la mayor parte del territorio de México, aunque incluso así la existencia del Imperio seguía siendo frágil. Los éxitos militares franceses eran los únicos cimientos sobre los que descansaba el proyecto imperial. No puso mucho para que nuevos desafíos fueran apareciendo: la pacificación de Michoacán, la ocupación de los puertos del Océano Pacífico, la expulsión de Juárez de Chihuahua y el sometimiento de Oaxaca.
Para consternación de sus aliados conservadores que lo llevaron al poder, Maximiliano defendió varias ideas políticas liberales propuestas por la administración republicana de Juárez: las reformas agrarias, la libertad de religión y la extensión del derecho al voto más allá de las clases privilegiadas. El temperamento liberal de Maximiliano ya se había expresado en Lombardía y, al igual que en tierras italianas donde se esforzaba por defender los intereses de quienes lo habían puesto en el trono y la construcción del Estado estaba limitada por las tropas, en México ocurrió una situación similar en la que oscilaba entre ideales liberales y conservadores, pero no ejercía un dominio indiscutiblemente real sobre el país: las medidas tomadas por su gobierno solo se aplicaban a territorios controlados por guarniciones francesas. Pronto Maximiliano alienó a los conservadores y al Clero al ratificar la secularización de la propiedad eclesiástica en beneficio al dominio nacional, e incluso decretó la amnistía de todos aquellos liberales que quisieran unirse a su causa. Pedro Escudo y José María Cortés y Esparza, que habían participado en el Congreso Constituyente de 1856, se unieron a su consejo de ministros. Incluso llegó a ofrecerle a Juárez integrarse en su consejo como ministro de Justicia, pero se negó rotundamente, ni siquiera a reunirse con él en la Ciudad de México.

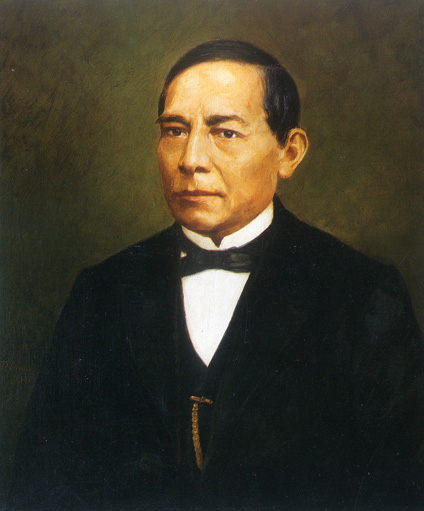
Benito Juárez por Pelegrín Clavé.

Existe una carta adjudicada a Juárez cuya autenticidad es ampliamente debatida debido a que no se conserva la original y que reza lo siguiente:

Usted me dice que «abandonando la sucesión de un trono en Europa, su familia, sus amigos y sus propiedades y lo que es más querido para un hombre, la patria, usted y su esposa doña Carlota han venido a estas lejanas y desconocidas tierras obedeciendo solamente al llamado espontáneo de la nación, que cifra en usted la felicidad de su futuro». Realmente admiro su generosidad, pero por otra parte me ha sorprendido grandemente encontrar en su carta la frase llamado espontáneo, pues ya había visto antes que cuando los traidores de mi país se presentaron por su cuenta en Miramar a ofrecer a usted la corona de México, con las adhesiones de nueve o diez pueblos de la nación, usted vio en todo esto una ridícula farsa indigna de que un hombre honesto y honrado la tomara en cuenta. En respuesta a esta absurda petición, contestó usted pidiendo la expresión libre de la voluntad nacional por medio de un sufragio universal. Esto era imposible, pero era la respuesta de un hombre honorable.

[…] Usted me invita cordialmente a la Ciudad de México, a donde usted se dirige, para que tengamos una conferencia junto con otros jefes mexicanos que se encuentran actualmente en armas, prometiéndonos todas las fuerzas necesarias para que nos escolten en nuestro viaje, empeñando su palabra de honor, su fe pública y su honor, como garantía de nuestra seguridad. […] Me es imposible, señor, acudir a este llamado. Mis ocupaciones oficiales no me lo permitirán. Aquí, en América, sabemos demasiado bien el valor que tiene esa fe pública, esa palabra y ese honor, tanto como sabe el pueblo francés lo que valen los juramentos y las promesas de Napoleón.
Me dice usted que no duda que de esta conferencia —en caso de que yo la aceptara— resultará la paz y la felicidad de la nación mexicana y que el futuro Imperio me reservará un puesto distinguido y que se contará con el auxilio de mi talento y de mi patriotismo.

Ciertamente, señor, la historia de nuestros tiempos registra el nombre de grandes traidores que han violado sus juramentos, su palabra y sus promesas; han traicionado a su propio partido, a sus principios, a sus antecedentes y a todo lo que es más sagrado para un hombre de honor y, en todos estos casos, el traidor ha sido guiado por una vil ambición de poder y por el miserable deseo de satisfacer sus propias pasiones y aun sus propios vicios, pero el encargado actual de la presidencia de la República salió de las masas oscuras del pueblo, sucumbirá, si es éste el deseo de la Providencia, cumpliendo su deber hasta el final, correspondiendo a la esperanza de la nación que preside y satisfaciendo los dictados de su propia conciencia. […] Pero existe una cosa que no puede alcanzar ni la falsedad ni la perfidia y que es la tremenda sentencia de la historia. Ella nos juzgará.

Por otro lado, cuando Maximiliano se ausentaba de la Ciudad de México (inclusive durante varios meses) Carlota, según lo establecido en el Estatuto Provisional del Imperio, gobernaba: presidía el Consejo de Ministros y daba, en nombre de su esposo, una audiencia pública los domingos quizás con una influencia del Consejo de Indias y el Juzgado General de Indios. Carlota también ejecutó varias de las políticas sociales de Maximiliano, lo que de facto la convirtió en la primera mujer gobernante de México.
Desde 1864 Maximiliano había invitado a europeos a establecerse en la «Colonia de Carlota» en la península yucateca donde se asentaron seiscientas familias de agricultores y artesanos, predominantemente prusianos con el objetivo de europeizar el país. Otro plan para la creación de una docena de asentamientos más por los exconfederados estadounidense fue ideado por el oceanógrafo Matthew Fontaine Maury; para infortunio de Maximiliano este ambicioso proyecto de inmigración tuvo poco éxito. En julio de 1865, solo mil cien colonos, más soldados que agricultores, provenientes principalmente de Luisiana, se asentaron en México y permanecieron acantonados en el estado de Veracruz, esperando que el gobierno imperial los dirigiera a la tierra que se suponía que debían cultivar. Este plan naturalmente desagradó al gobierno en Washington D. C. que vio con malos ojos a sus ciudadanos por despoblar Estados Unidos para servir a un «emperador extranjero». Maximiliano también intentó, sin éxito, atraer la colonia inglesa de Honduras Británica (actual Belice) a Yucatán. De hecho, si bien la cantidad de territorios en México era amplia, pocos pertenecían al dominio público: toda la tierra tenía un amo con derechos de propiedad más o menos regulares; los grandes hacenderos terratenientes, por lo tanto, obtuvieron pocos beneficios del establecimiento de colonos. No paso mucho en que las nuevas colonias agrícolas abandonaron rápidamente México a favor de Imperio de Brasil.

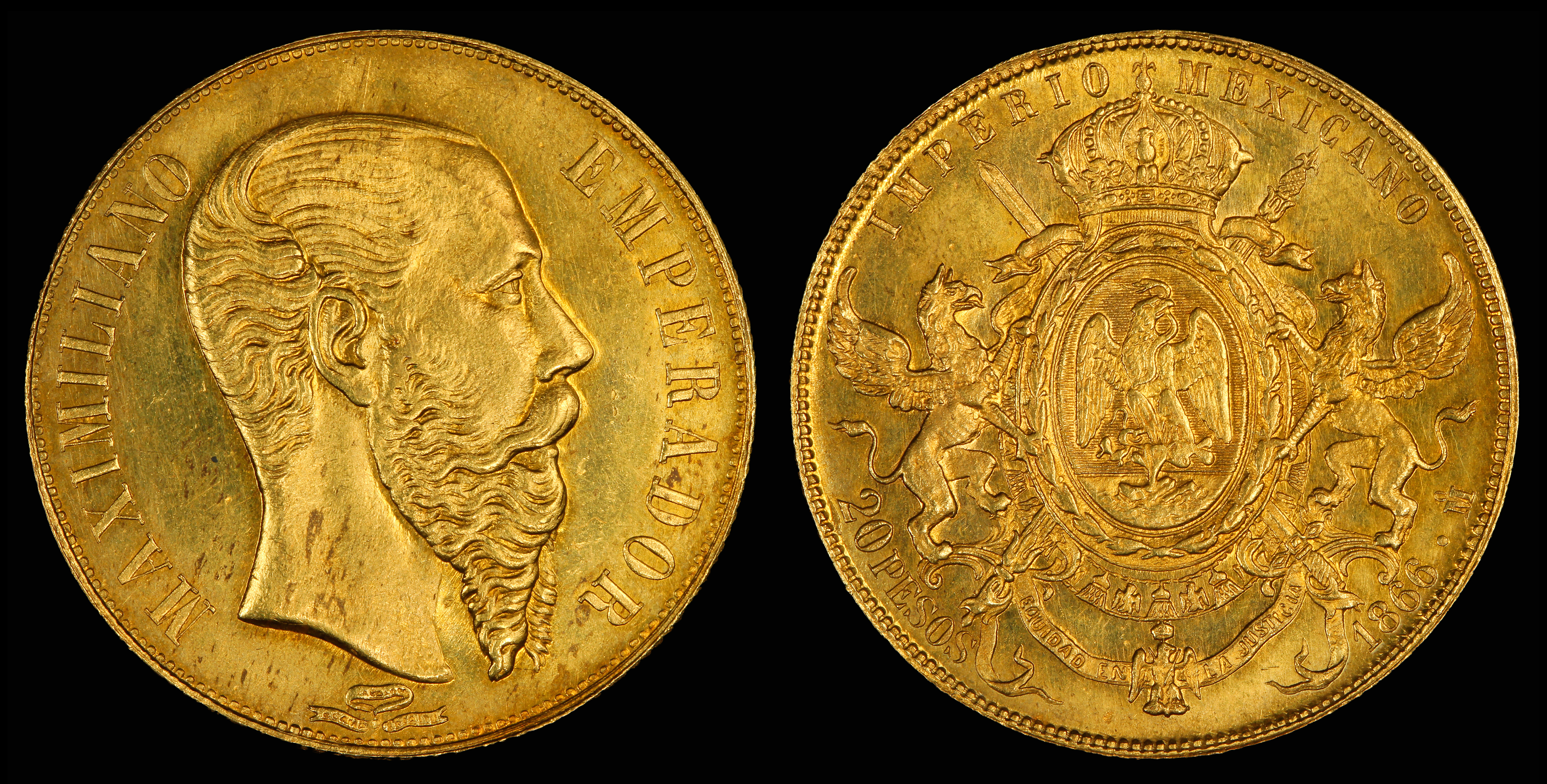
Una moneda de oro con Maximiliano en el anverso y el escudo del Segundo Imperio Mexicano en el reverso.

El 10 de abril de 1865 Maximiliano instituyó una asamblea política «protectora de las clases necesitadas», cuya misión era reformar los abusos cometidos contra los siete millones de indígenas presentes en suelo mexicano. El 1 de noviembre de 1865, el emperador dictó un decreto aboliendo el castigo corporal, reduciendo la jornada laboral y garantizando los salarios. Este decreto, sin embargo, no tuvo el alcance deseado porque los hacenderos se negaron a emplear a los peones, quienes a menudo se vieron reducidos nuevamente a su servidumbre inicial. Comenzó con la trascendencia legislativa, pues el segundo imperio fue el primer gobierno mexicano que instauró leyes, reglamentos y normativas que protegían y fomentaban los derechos sociales. Fuera de su acción gubernativa fue relevante la fascinación despertada, sobre todo en la capital, del sistema monárquico, la vida dentro y fuera del castillo de ambos emperadores y el boato de la corte.

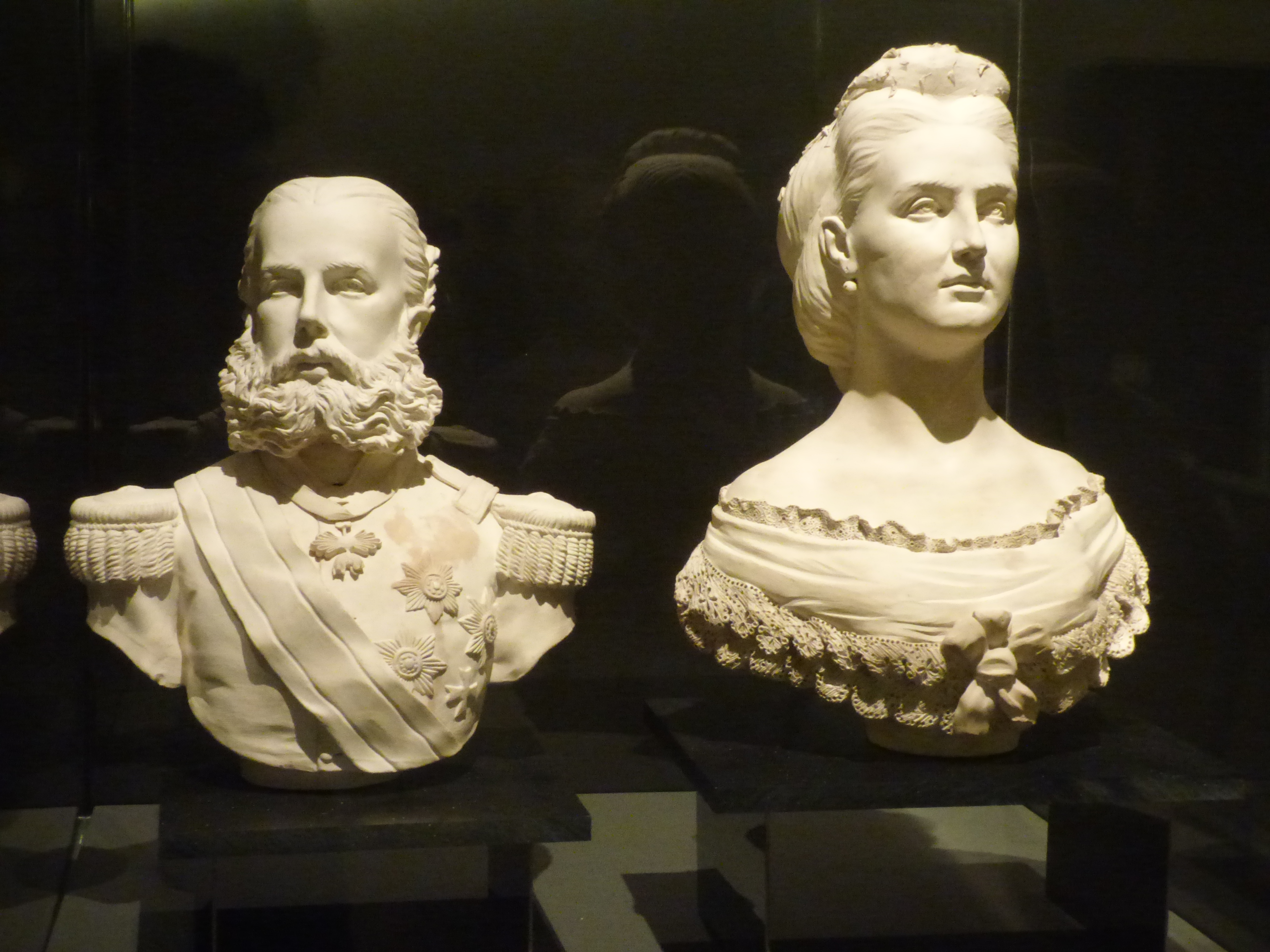
Busto en yeso de Maximiliano de Habsburgo y la emperatriz Carlota en el Museo Soumaya de la Ciudad de México.

La cercanía con la población que siempre mostró la pareja manifestado en su intento de adoptar y divulgar la identidad del país que gobernaban con acciones como la práctica de la charrería, el estudio de las especies vegetales y animales del bosque de Chapultepec y el interior del Imperio (que incluso lo llevó a financiar el Museo Público de Historia Natural, Arqueología e Historia), la traducción al náhuatl de los decretos imperiales, las fiestas del castillo organizadas por la emperatriz para recabar fondos destinados a la caridad y la visita del Emperador a Dolores Hidalgo siendo, el 15 de septiembre de 1864, el primer gobernante de México en dar el Grito de Independencia en el lugar original en el que se produjo. Existen variedad de libros, novelas, cuentos, obras de teatro y obras literarias varias cuya premisa parte de la pareja que gobernó sobre un país nativo como propio, tal como se ve en otra sección del artículo. 

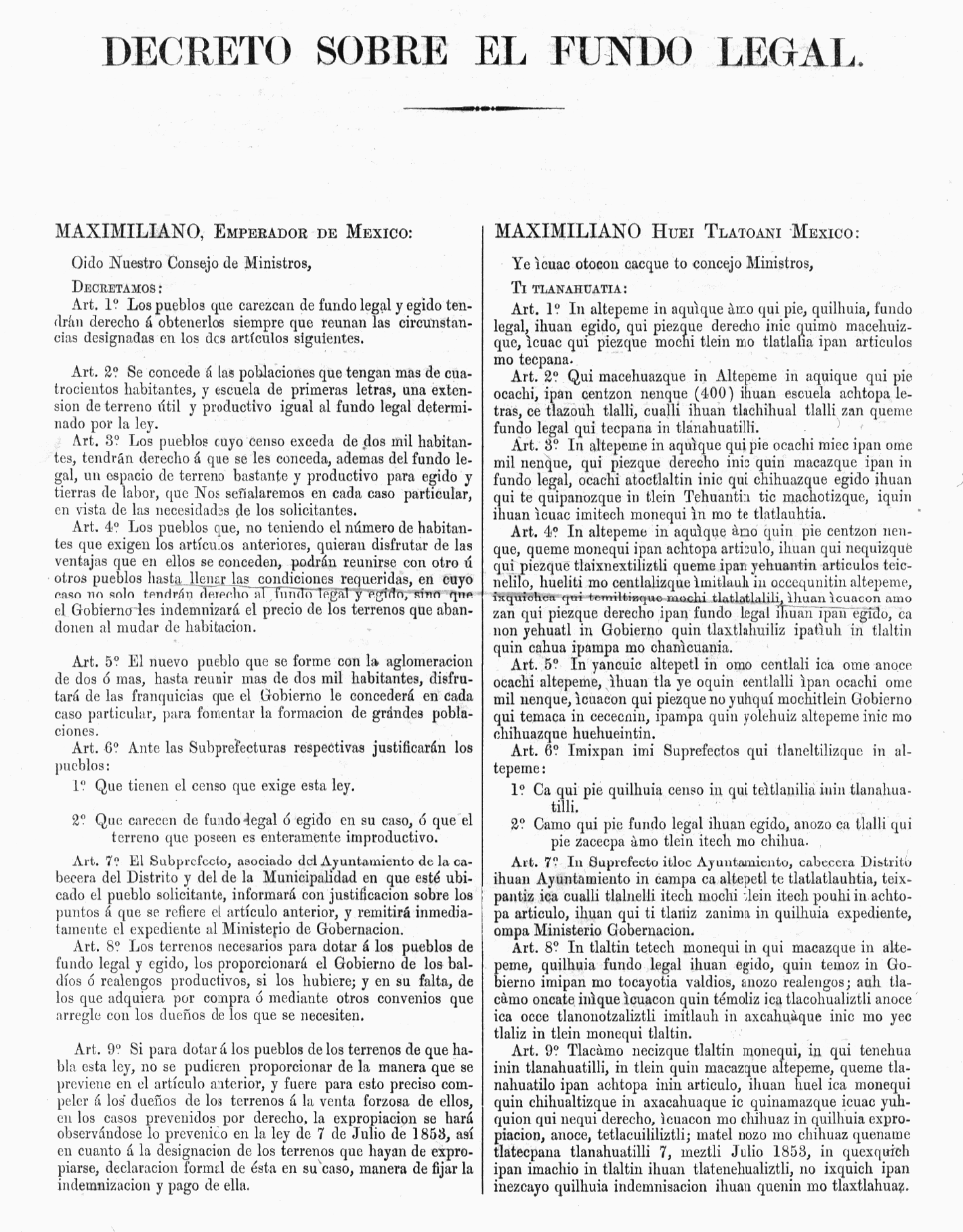
Edicto imperial bilingüe en náhuatl y español.

También se pueden enlistar otros hechos trascendentes de este periodo histórico. Maximiliano fue quien contrató al ingeniero M. Lyons para la construcción del ferrocarril de La Soledad al Cerro del Chiquihuite, que creció, más tarde, a la línea de Veracruz a Paso del Macho, el 8 de septiembre de 1864. Reorganizó la Academia de Artes de San Carlos. La remodelación de Palacio Nacional y el Castillo de Chapultepec aportarían finalmente tesoros artísticos y ornamentales que aún perduran en exhibición en ambos recintos. La construcción del paseo de la Emperatriz dio inicio al de reordenamiento y embellecimiento de la Ciudad de México, siendo este el modelo que concretaría el Porfiriato.

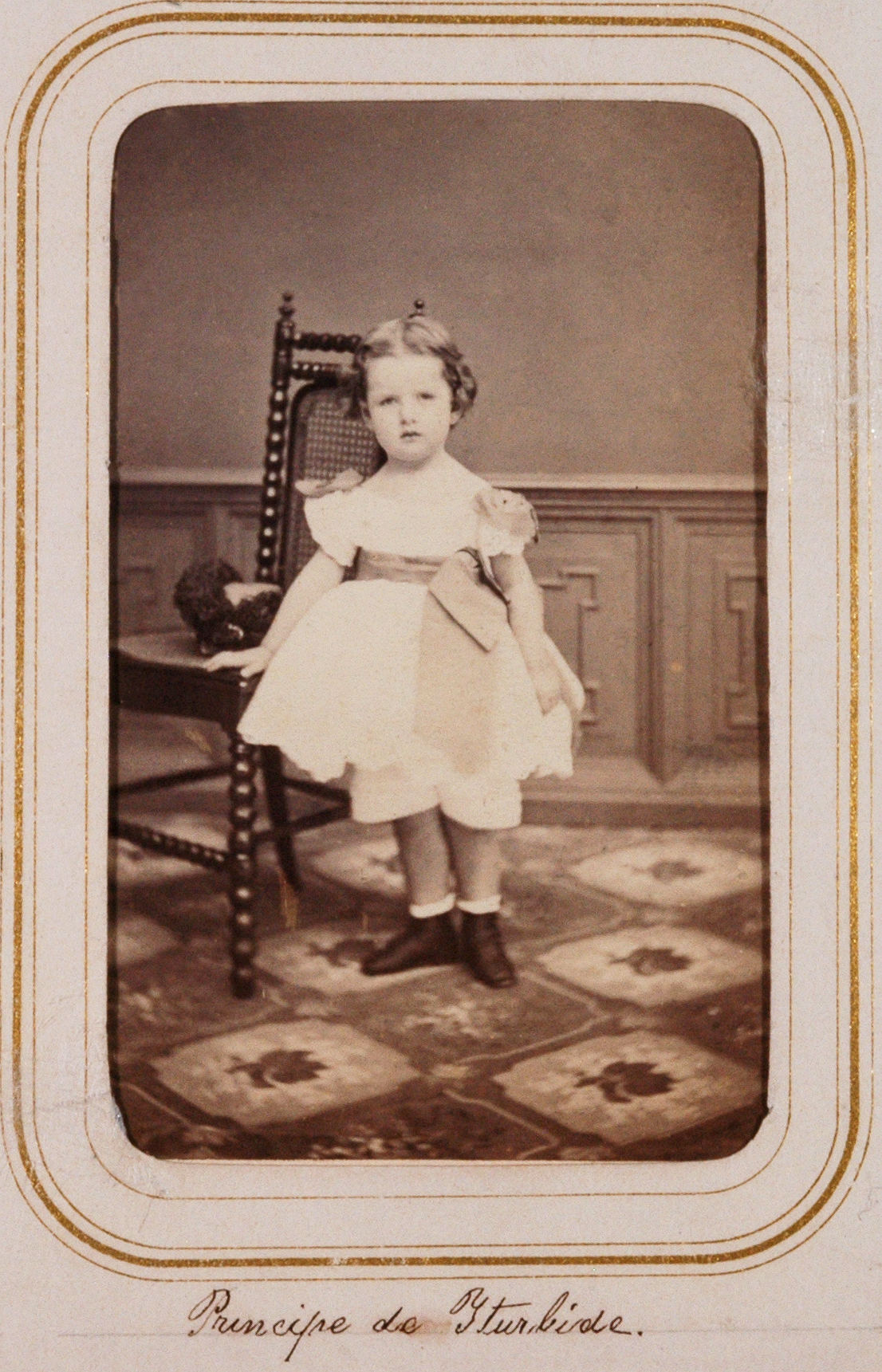
Agustín de Iturbide y Green por Julio Valleto (1866).

Maximiliano y Carlota no habían engendrado a ningún heredero. Con la gran desaprobación de Carlota, Maximiliano decidió en septiembre de 1865 adoptar a los dos nietos del anterior emperador de México Agustín de Iturbide: Agustín de Iturbide y Green y Salvador de Iturbide y Marzán. Con tales adopciones constituyó que el nombre oficial de la dinastía reinante en México sería Casa de Habsburgo-Iturbide. Agustín tenía solo dos años cuando fue adoptado y debía ser separado de su madre, según los deseos de Maximiliano. La situación ofendió unánimemente a la opinión pública. En cuanto a Estados Unidos, la Cámara de Representantes votó una resolución solicitando al presidente que presentara al Congreso: «La correspondencia relativa al secuestro del hijo de un estadounidense en la Ciudad de México por parte del usurpador de esa república nombrado emperador, con el pretexto de convertir a este niño en príncipe […]. Esta resolución se refiere al hijo de la señora Iturbide».
Hay una hipótesis que afirma la pertenencia de Maximiliano a la masonería, sin embargo, se debe aclarar que no es citada por ningún autor ni obra de referencia de la época. Según Álvarez de Arcila Maximiliano era masón (sin aportar ninguna prueba de ello). La hipótesis sugiere que pertenecería a una logia que practicaba el antiguo y aceptado Rito Escocés; Arcila precisa que el 27 de diciembre de 1865 se formó el Consejo Supremo del Gran Oriente de México, que ofreció a Maximiliano el título de Soberano Gran Comendador, pero que éste lo rechazó. Rechazó esta oferta por motivos políticos y religiosos. Los Habsburgo eran católicos devotos y su estrecha relación con el papado era una de las piedras angulares de su poder. La bula Papal tenía un gran peso en la familia, los Habsburgo fueron los principales patrocinadores de la Contrarreforma y utilizaron su influencia para promover los intereses católicos en el Sacro Imperio Romano Germánico y en toda Europa. La relación de los Habsburgo con el papado fue uno de los factores más importantes en la historia de la Monarquía de los Habsburgo. Su estrecha relación con el papado les ayudó a mantener su poder e influencia durante siglos.

### Una pacificación imposible

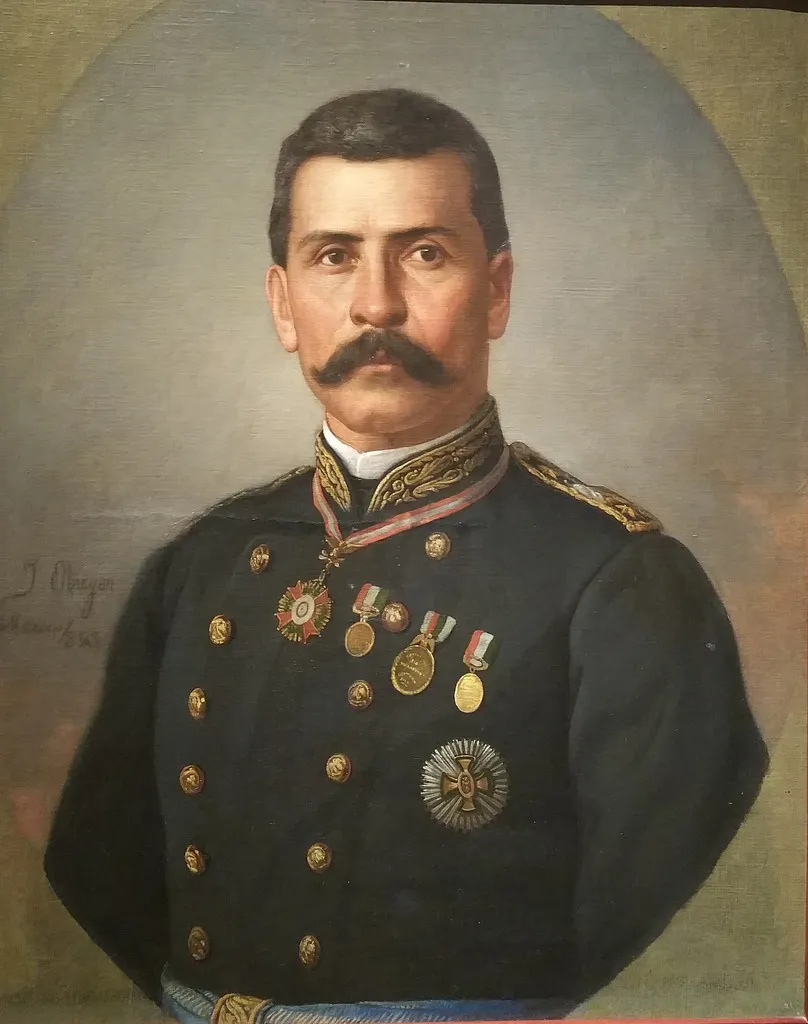
Porfirio Díaz, por José María Obregón (1883).

Todos los liberales de corte republicana, que eran encabezados por Juárez, se opusieron abierta y regularmente a Maximiliano. El progreso de la pacificación entre las poblaciones, generalmente bien dispuestas con el nuevo imperio, se vieron obstaculizadas en el oriente y suroeste de México con una fuerte presencia juarista. Los juaristas en 1865 comenzaron con operaciones militares en Puebla que aún no reconocían la autoridad imperial. Porfirio Díaz, uno de los mejores generales de Juárez, se estableció en la ciudad de Oaxaca, con un considerable cuerpo de ejército financiado con recursos locales. La posición estratégica que optó Díaz —cercana a la carretera principal a Veracruz— obligó a Bazaine a mantener constantes puestos militares alrededor de dicha línea de comunicación para su observación.
La fuerza expedicionaria francesa inició operaciones contra los disidentes pobladores en el estado de Oaxaca para la construcción de una carretera transitable por los convoyes. Luego de intensos combates, el 9 de febrero de 1865 Bazaine logró apoderarse de Oaxaca, pero los líderes guerrilleros se refugiaron en las montañas, de donde fue casi imposible expulsarlos. Lo incompleto de dicha se siguió repitiendo en varias partes de México: Michoacán, Sinaloa y la Huasteca.
Después del final de la guerra civil estadounidense en abril de 1865, el presidente Andrew Johnson —invocando la Doctrina Monroe— reconoció al gobierno de Juárez como el gobierno legítimo en México. Estados Unidos ejerció una presión diplomática cada vez mayor para persuadir a Napoleón III de poner fin al apoyo francés y, por lo tanto, de retirar sus tropas de México. Estados Unidos suministró a los republicanos depósitos de armas en El Paso del Norte en la frontera con México. La posibilidad de una invasión estadounidense para reinstalar a Juárez en México lleva a un gran número de fieles seguidores del Imperio a abandonar la causa de imperial y cambiar su residencia de la Ciudad de México.

François Achille Bazaine durante la Segunda intervención francesa en México por Jean-Adolphe Beaucé (1867).

Ante las presiones por una hipotética intervención estadounidense, Maximiliano bajó la presión de Bazaine aceptó iniciar una implacable persecución contra los republicanos. El 3 de octubre de 1865 se publicó el llamado «Decreto negro» que, si bien estipulaba amnistía a los disidentes de la causa juarista, declaraba en su primer artículo: «Todas las personas pertenecientes a bandas armadas o asambleas que existan sin autorización legal, proclamen o no un pretexto político […] serán juzgadas militarmente por consejo de guerra. Si son declarados culpables, aunque sea solo por el mero hecho de pertenecer a una banda armada, serán condenados a muerte y la sentencia se ejecutará dentro de las veinticuatro horas». Conforme al decreto cientos de opositores fueron ejecutados.
Incluso con dicho decreto, las fuerzas republicanas no cesaron. A partir de octubre de 1865 los imperialistas reforzaron la seguridad de las carreteras con puestos de turcos habitantes en el territorio encargados de «ejecutar sumariamente justicia» contra cualquier transeúnte armado, especialmente en el tramo de México-Veracruz. Esto se originó a que en dicho mes en Paso del Macho (Veracruz) alrededor de trescientos cincuenta asaltantes descarrilaron un tren y desnudaron, mutilaron y masacraron a los viajeros, entre ellos incluidos a once soldados franceses. Desde aquel momento cada tren iba acompañado de una guardia de veinticinco soldados. 
En enero de 1866 Napoleón III se vio presionado por la opinión pública francesa acerca de la «hostilidad a la causa mexicana» y, por otro lado, estaba preocupado por el desarrollo del ejército prusiano que requería el refuerzo del ejército presente en suelo francés; fue entonces que decidió romper sus promesas con Maximiliano y fue retirando gradualmente las tropas francesas de México desde septiembre de 1866. Además se vio constreñido por la oposición oficial de Estados Unidos que le envió un ultimátum ordenando la retirada de las tropas francesas de México. En Nueva York durante una ceremonia en honor al fallecido presidente Lincoln el diplomático e historiador George Bancroft pronunció un discurso en el que describía a Maximiliano como un «aventurero austríaco». El poder y el prestigio del Imperio se debilitaron considerablemente.
A inicios de 1866, ya sin ningún apoyo de Francia con el Imperio, Maximiliano solo tenía para su defensa con el apoyo de algunos soldados mexicanos fieles a él, los austríacos otorgados por su hermano y los belgas financiados por Leopoldo II. El 25 de septiembre de 1866 en Hidalgo la Legión Belga comandada por el teniente coronel Alfred van der Smissen perdió definitivamente en la batalla de Ixmiquilpan: a la cabeza de doscientos cincuenta hombres y dos compañías de cien hombres, Van der Smissen atacó Ixmiquilpan penetrando hasta la plaza principal, pero se vio obligado a retirarse entre grandes dificultades para traer de regreso a sus tropas antes de llegar a Tula, dejando once oficiales y sesenta hombres muertos y heridos.

### Retorno de Carlota a Europa

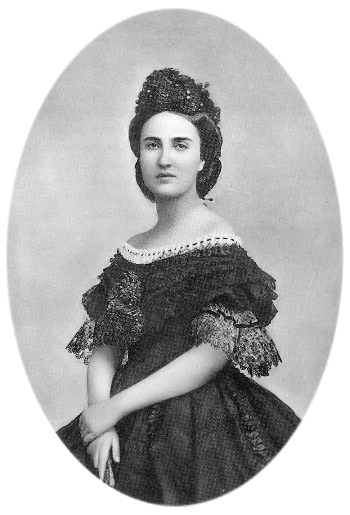
Carlota de Bélgica.

En marzo de 1866 Carlota tomó la iniciativa de intentar directamente un paso final con Napoleón III para que pudiera reconsiderar su decisión de abandonar la causa mexicana. Animada por este plan, Carlota dejó México el 9 de julio de 1866 para ir a Europa. En París sus peticiones fracasaron por lo que sufrió un profundo colapso emocional. Pronto también los únicos dos apoyos extranjeros que apoyaban el Imperio fueron retirados: su hermano Leopoldo II se vio incapaz de ignorar la hostilidad de los belgas hacia un país que «a menudo les trae malas noticias» y Francisco José —que sufrió una derrota por Prusia en Sadowa— perdió su influencia sobre los estados germanos y tuvo que retirar sus militares. Carlota al encontrarse aislada y sin el apoyo de ningún monarca europeo le envió un telegrama a Maximiliano que rezaba: «¡Todo es inútil!».
Como último recurso, Carlota se dirigió a Italia para buscar la protección del papa Pío IX. Allí es donde se declararon abiertamente los primeros síntomas de trastornos mentales que en los próximos años le atormentarían hasta su muerte. Carlota fue llevada al pabellón Gartenhaus en Trieste donde estuvo confinada durante nueve meses. El 12 de octubre de 1866 Maximiliano recibió un telegrama en que le informaron que Carlota sufría de meningitis. Pero fue cuando le informaron que el médico alienista Josef Gottfried von Riedel estaba tratando a su esposa que atónito comprendió la verdadera naturaleza de su patología. Maximiliano ya nunca más vería a Carlota que pasó el resto de sus días al cuidado de su hermano Leopoldo II y sufriendo enclaustrada serios problemas de salud hasta su muerte el 19 de enero de 1927.

### La tentación de abdicar

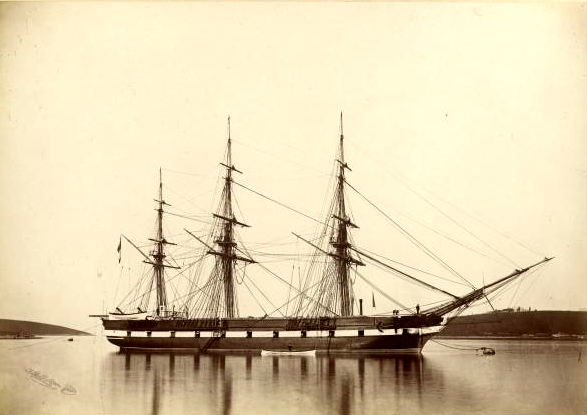
La corbeta Dandolo (1872).

Cuando Maximiliano se enteró de que el viaje de Carlota fue un rotundo fracaso pensó en renunciar a la Corona. Las decisiones de Maximiliano se vieron divididas entre dos consejos contradictorios: su amigo Stephan Herzfeld —que había conocido durante su servicio militar en el Novara— predijo el fin del Imperio y le recomendaba regresar a Europa cuanto antes, mientras que el padre Augustin Fischer le suplicaba que se mantuviera en México. Al principio Herzfeld logró albergarle la idea de la abdicación. 
El 18 de octubre de 1866 se ordenó a la corbeta austríaca Dandolo que estuviera lista para embarcar a Maximiliano y una suite de quince a veinte personas para llevarlos de regreso a Europa. Cargar objetos de valor de las residencias imperiales y documentos secretos. Maximiliano confía su resolución de abdicar a Bazaine. La decisión se publicita y los conservadores se enfurecen. Enfermo y desmoralizado, Maximiliano parte hacia Orizaba, donde el clima es más suave y donde se acerca al Dandolo que ancla en Veracruz. En el camino Maximiliano y su séquito hacen muchas paradas, pero Fischer intentó incansablemente disuadir a Maximiliano de que se fuera, evocando el honor perdido, la huida y la vida futura con Carlota ahora con locura. 
Maximiliano nuevamente se vio ante las garras de la indecisión y pregunta al gobierno conservador, presumiendo la respuesta positiva, si debería quedarse en México; ante la obvia respuesta positiva Maximiliano decidió permanecer y continuar su lucha contra Juárez, donde se vio obligado a financiar él solo el gasto militar y recaudar nuevos impuestos. A principios de 1867 Maximiliano —que en sus cartas a su familia en Austria minimizaba sus inherentes dificultades— recibió una carta de su madre Sofía en la que lo felicita por la decisión de no abdicar aludiendo al deshonor: «Ahora que tanto amor, abnegación y, sin duda, también miedo a la futura anarquía lo mantienen allí, acojo con satisfacción su decisión y espero que los países ricos lo apoyen en el cumplimiento de su tarea». Otro hermano de Maximiliano, el archiduque Carlos Luis de Austria envió un mensaje similar: «Ha hecho usted bien en dejarse persuadir de permanecer en México, a pesar de las enormes penas que lo abruman. Mantente y persevera en tu posición el mayor tiempo posible».

### Atrincheramiento

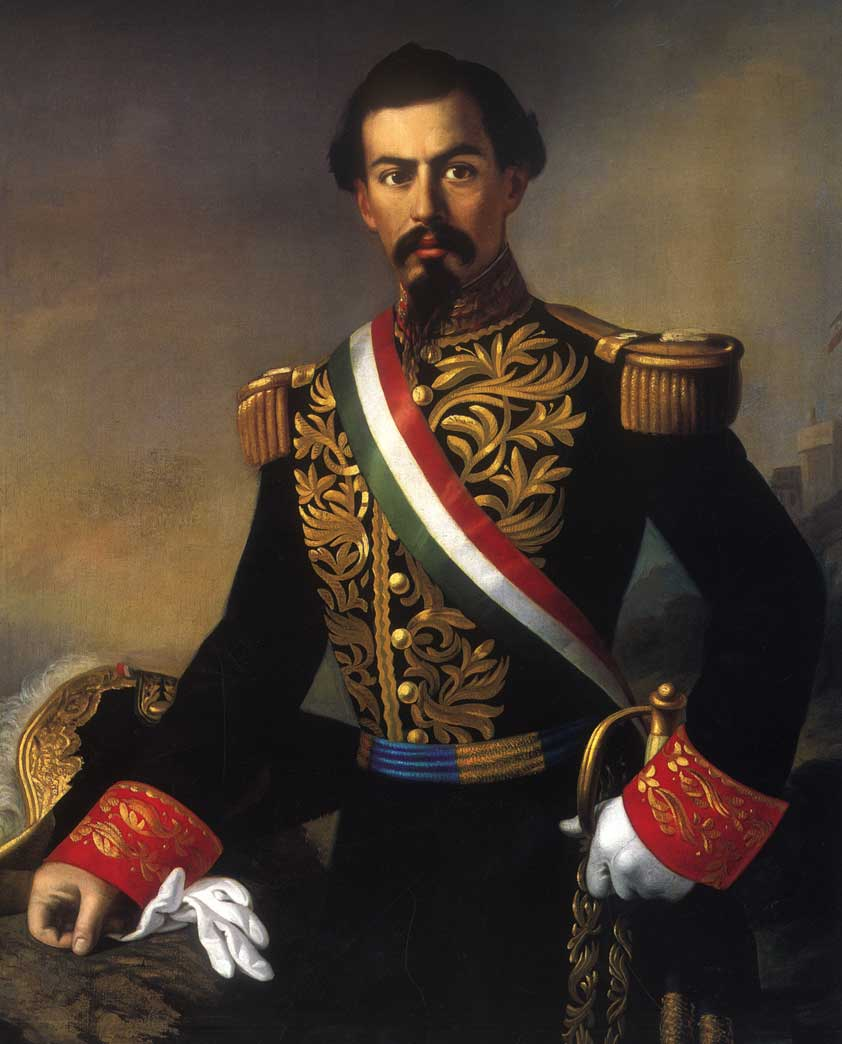
General Miguel Miramón por Jesús Corral (1859).

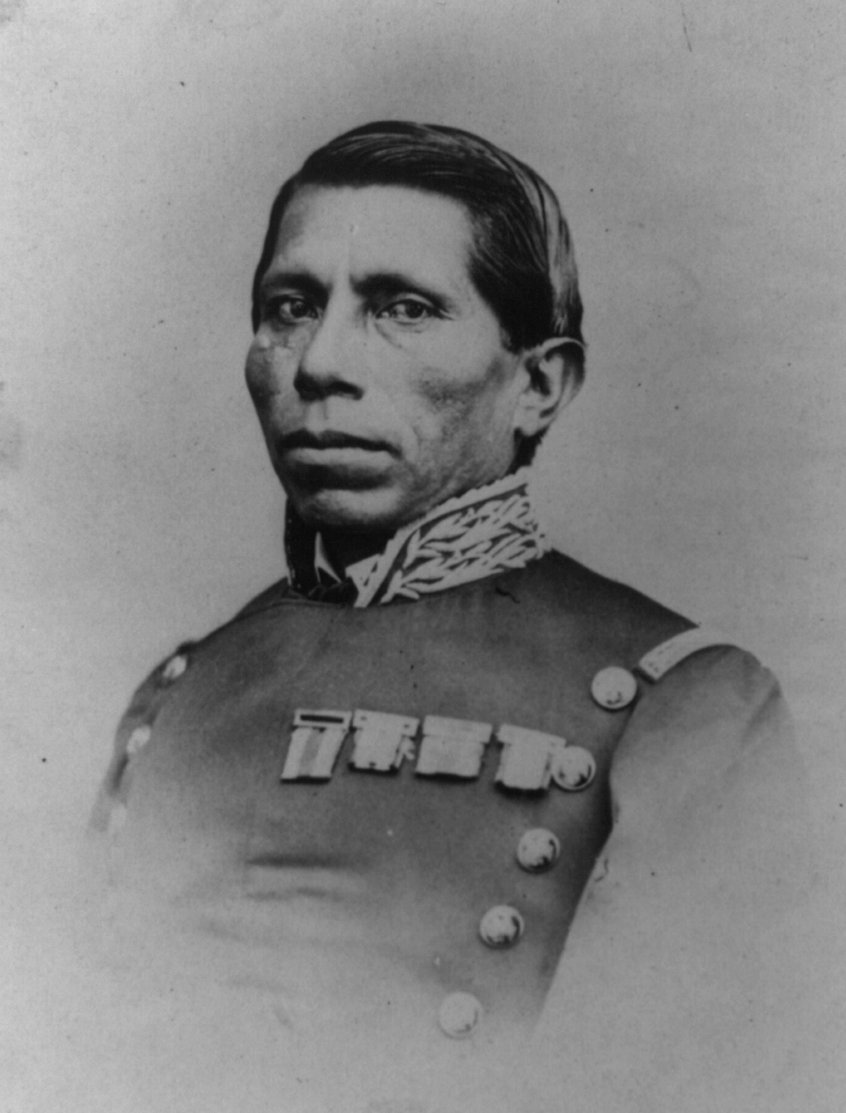
General Tomás Mejía (c. 1860).

El apoyo militar francés había cesado: Napoleón III dio la orden definitiva de regresar las tropas a Francia, dado que cada vez eran mayores las protestas del pueblo francés, además de que los intelectuales se preguntaban qué hacían en México a sabiendas de que, a diferencia de otras intervenciones exitosas como en Argelia o la Indochina francesa, se había convertido en una guerra de desgaste —tanto en lo económico como en vidas humanas— y ante tales presiones en enero de 1867 Maximiliano ya estaba sin protección.
Mientras tanto, en México los liberales formaron un ejército homogéneo y dejaron a las tropas imperiales solamente en la Ciudad de México, Veracruz, Puebla y Querétaro. El 13 de febrero de 1867 Maximiliano salió de la Ciudad de México acompañado por su doctor Samuel Basch, su secretario particular José Luis Blasio, su secretario privado y dos sirvientes europeos. Maximiliano se dirigió a una ciudad favorable para el Imperio: Querétaro. Llegó el 19 de febrero de 1867 donde fue aclamado con cálidas ovaciones y con un ejército de casi totalidad de mexicanos que le eran fieles a la causa imperial.
A pesar de los consejos tácticos que posteriormente sus militares recomendaron, Maximiliano decidió quedarse indefinidamente en la ciudad. La configuración geográfica de la región (rodeada por colinas donde es posible disparar desde ellas y cuya única defensa posible es con una gran cantidad de tropas, recurso del cual carecían los imperiales) hacía que un hipotético asedio fuera un problema serio. Se le unió una brigada de varios miles de hombres a las órdenes del general Ramón Méndez y los guardias fronterizos del general Julián Quiroga, que juntos sumaban un total de nueve mil soldados. En realidad Márquez sí se había dirigido a la Ciudad de México, pero cambió su rumbo a Puebla para combatir contra Porfirio Díaz, que más tarde lo derrotó.
El emperador asumió el mando superior de sus hombres encabezados por los generales encargados de la defensa de la ciudad: Leonardo Márquez (estado mayor), Miguel Miramón (infantería), Tomás Mejía (caballería) y Ramón Méndez (reserva). Los soldados recibieron entrenamiento en maniobras tácticas en el llano de Las Carretas.
Las fuerzas liberales llegaron para iniciar un asedio el 5 de marzo de 1867 comandadas por el famoso general republicano Mariano Escobedo. Dos días después Maximiliano estableció el cuartel general en el Cerro de las Campanas. Ya el 8 de marzo celebró un consejo de ministros, donde se discutió que, por falta de recursos económicos, estaban imposibilitados a tomar cualquier acción significativa. El 12 de marzo Bazaine —que ya había dado previas y esporádicas señales de querer abortar la misión— huyó del campo de batalla con camino al extranjero. Al día siguiente Maximiliano, que había estado durmiendo en el suelo de una tienda de campaña en el Cerro de las Campanas reinstaló sus aposentos en el Convento de La Cruz, cuya situación paupérrima seguía igual de latente, pero mantenía continuas visitas personales a las maniobras de defensa y un ritmo habitual de vida. Ese mismo día mantuvo otro consejo de guerra en lo que hoy es el edificio de la Presidencia Municipal de Santiago de Querétaro.
El 17 de marzo Maximiliano dio la orden de contraatacar, pero la misión fracasó debido a un desacuerdo entre Miramón y Márquez. En la noche del 22 de marzo Maximiliano le encomendó la misión especial a Márquez de cabalgar rumbo a la Ciudad de México para reclutar refuerzos, orden que acató en el alba del día siguiente con mil doscientos jinetes. En la tarde del mismo día los republicanos propusieron a Maximiliano rendirse a cambio de que saliera con honores de la guerra, aun así, Maximiliano se negó.
El 27 de marzo un contingente comandado por Miramón logró un triunfo. Pasó un mes entero de resistencia e incertidumbre en el asedio donde, a pesar del bajo número de los soldados imperiales y sus escasos ánimos, resistieron a las fuerzas liberales. Un mes después, el 27 de abril, Miramón ordenó en el Cerro del Cimatario realizar un ataque cuyo principal fin era levantar la moral de sus tropas abatidas de aburrimiento y tentadas a la deserción; la misión consistía en atacar la Hacienda de Callejas ocupada por juaristas —que estaba ubicada en las proximidades del cementerio de la ciudad—, donde resultó a favor de los imperialistas y capturaron veinte cañones, una manada de bueyes y un cofre con dinero. Al día siguiente Miramón reforzó su cuerpo de lanceros con algunos elementos de la caballería de Mejía para ocupar el cementerio, pero esta vez los imperialistas se toparon con una batería de diez cañones instalados durante la noche que logró diezmarlos. Los juaristas se reapoderaron de la Hacienda y con ello la retirada de los imperialistas resultó como una rotunda derrota: los juaristas casi entraban a la ciudad.
El 13 de mayo Maximiliano celebró su último consejo de guerra, en donde declaró: «Cinco mil soldados mantienen hoy este lugar, tras un asedio de setenta días, un asedio realizado por cuarenta mil hombres que tienen a su disposición todos los recursos del país. Durante este largo período […] se desperdiciaron cincuenta y cuatro días esperando al general Márquez, quien debía regresar de México dentro de veinte días».
En consecuencia se acordó un plan de fuga que estaría programado para dos días después, es decir, el 15 de mayo. No obstante, en la madrugada del día programado, el coronel Miguel López, comandante del regimiento de la Emperatriz, entregó al enemigo una puerta de la ciudad sitiada que permitía el acceso al Convento de la Cruz, lugar donde residía Maximiliano. Querétaro cayó en poder de los republicanos.

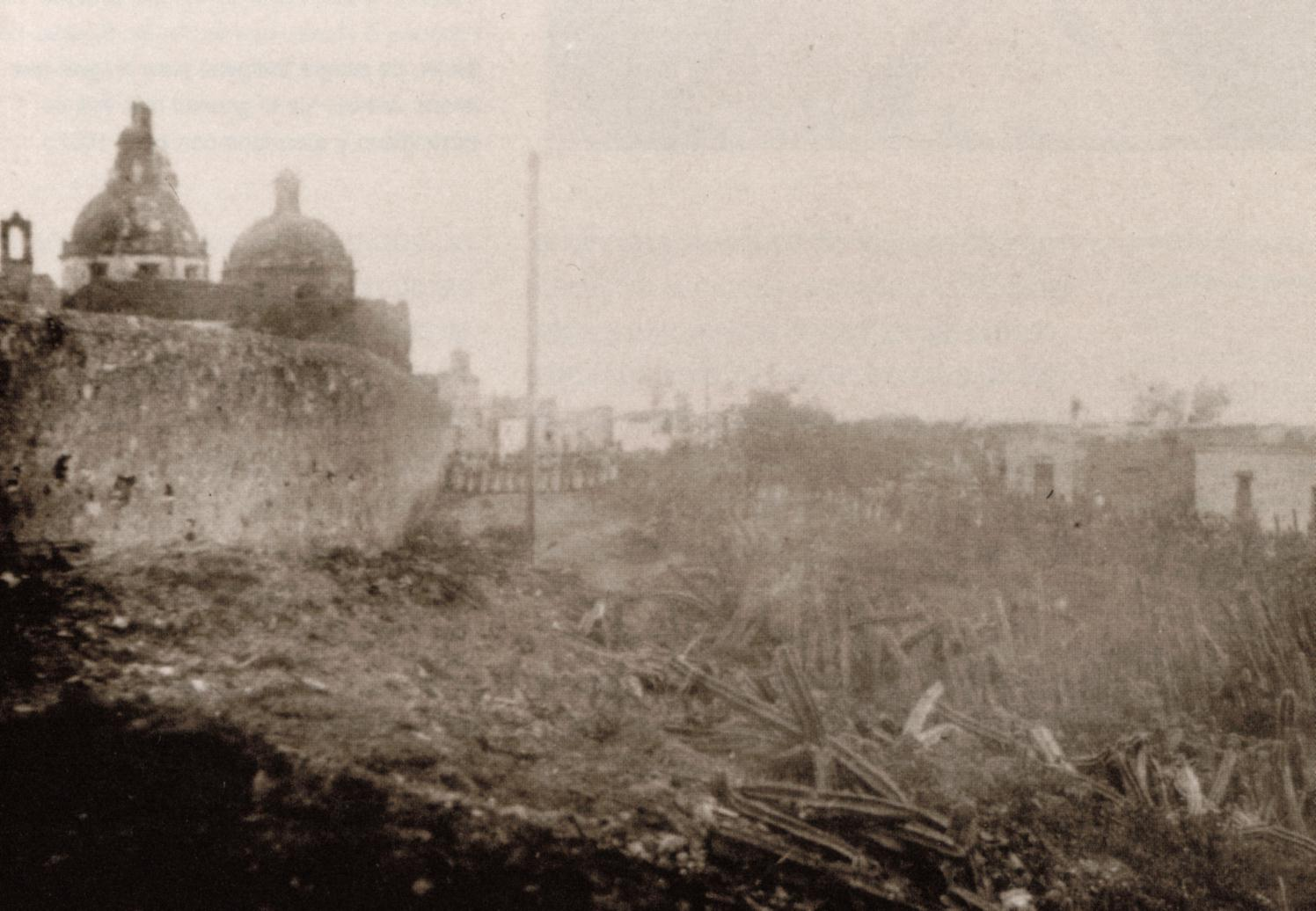
Ingreso de las milicias del 6.º Batallón de la Guardia Nacional de Tetela de Ocampo a la Plaza Querétaro el 15 de mayo de 1867.

### Captura
Advertido de la presencia del enemigo con la toma de la ciudad, Maximiliano se negó a esconderse. Abandonó fácil y voluntariamente el Convento de La Cruz donde se alojaba puesto que prefería ser aprehendido fuera; en su compañía estaba su militar de resguardo, el príncipe Félix de Salm-Salm. El coronel José Rincón Gallardo, edecán de Escobedo, los reconoció, pero los dejó seguir su camino, considerándolos como unos simples burgueses. Maximiliano se dirigió al Cerro de las Campanas, ahora en compañía de sus generales Miguel Miramón y Tomás Mejía. Mejía, herido en la cara y la mano izquierda, le sugirió a Maximiliano que huyera por las montañas; tras su negativa, Mejía se quedó voluntariamente a su lado. Una vez que llegaron al Cerro de las Campanas el emperador fue capturado a manos de Sóstenes Rocha.

## Últimos días y muerte (1867)

### Prisión

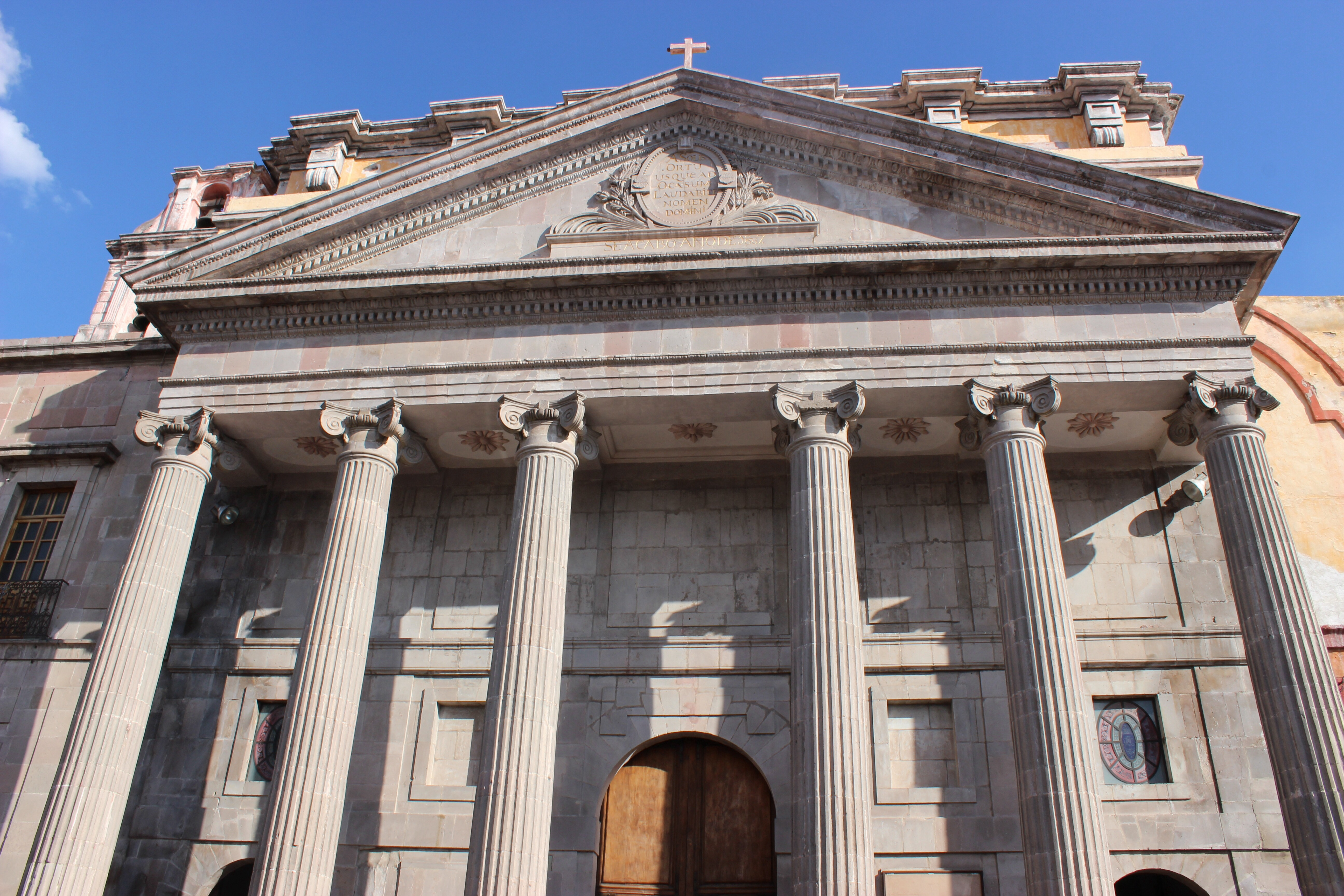
Convento de las Teresas en Santiago de Querétaro (2014).

Cautivo en el Cerro de las Campanas, Maximiliano es obligado a regresar a su antigua habitación en el Convento de la Cruz. Se acostó y revisó debajo de su colchón con la esperanza de encontrar dinero donde también recibió la atención del médico Basch. Dos días después, el 17 de mayo, los republicanos trasladan a Maximiliano al Convento de las Teresas —del que acababan de ser expulsadas las monjas—, ya que las celdas estaban más limpias y el espacio se prestaba a una mejor vigilancia.
Maximiliano elaboró unas negociaciones previas a sus juicios para lograr su libertad: se reunió con Escobedo el 23 de mayo donde a cambio de su regreso a Austria les devolvería las dos ciudades aún en manos de los imperialistas: Ciudad de México y Veracruz; Escobedo rechazó la propuesta porque ambas estaban ya listas para caer en manos de los republicanos. Maximiliano profundamente desanimado regresó al Convento de las Teresas. Al día siguiente de esta entrevista, 24 de mayo de 1867, Maximiliano fue llevado al Convento de las Capuchinas, que se convirtió en su última prisión.

### Juicio

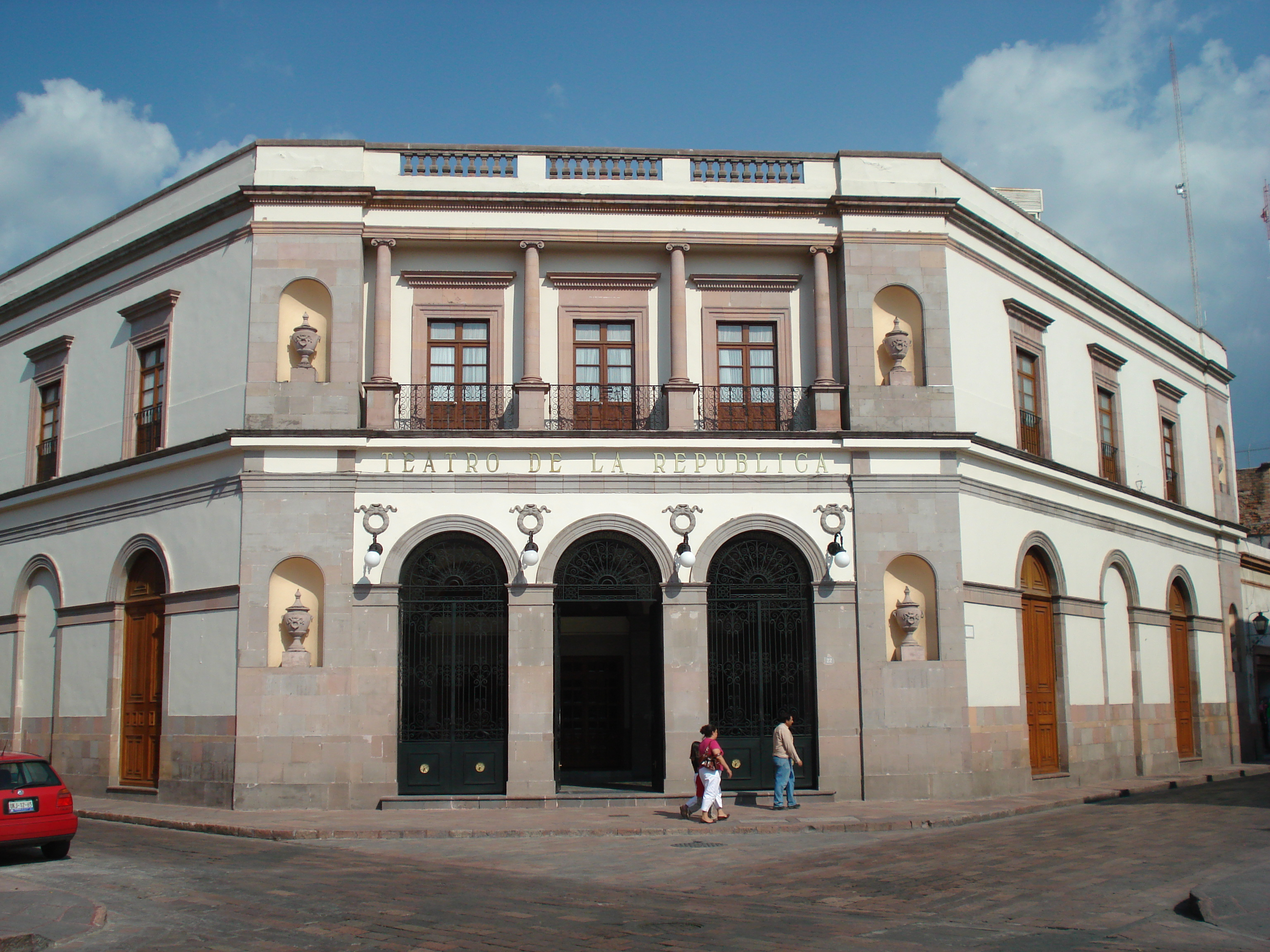
Teatro de la República (antes Teatro de Iturbide) en Santiago de Querétaro (2008).

El 13 de junio de 1867 Maximiliano y sus generales Miramón y Mejía debían de comparecer ante un consejo de guerra especial celebrado en el teatro Iturbide, donde se instaló a las ocho de la mañana. Estuvo conformado por siete oficiales y presidido por Rafael Platón Sánchez, militar que había participado en la Batalla de Puebla. Afectado de disentería, Maximiliano consiguió no comparecer ante tal tribunal, pero lo representaban dos abogados mexicanos: Mariano Riva Palacio y Rafael Martínez de la Torre. La acusación contenía trece puntos; al día siguiente, después de que el fiscal Manuel Azpíroz la leyera y expusiera que los hechos eran «obvios», recibió tres votos a favor de la pena de muerte y tres a favor del destierro; el séptimo voto de Azpíroz concluyó la condena a muerte.
En un intento por proteger a su hermano, Francisco José I lo reintegró por completo en sus derechos como Archiduque de la Casa de Habsburgo. Otros monarcas europeos (la Reina Victoria, el Rey Leopoldo II e Isabel II de España) enviaron cartas y telegramas donde rogaban a Juárez por la vida de Maximiliano; otros personajes destacados de la época como Charles Dickens, Víctor Hugo o Giuseppe Garibaldi también lo hicieron. Cuando se concluyó el veredicto y los alegatos finales de los abogados defensores se encontraba presente Juárez; el barón Anton von Magnus y un grupo de mujeres oriundas de San Luis Potosí (estado imperialista) le rogaron hincados que le perdonara la vida; inflexible, Juárez les respondió: «La ley y la sentencia son en este momento inexorables, porque así lo requiere la seguridad pública».
La princesa Inés de Salm-Salm (esposa del príncipe Félix), que se encontraba en Querétaro, intentó sobornar a una parte de la guarnición que resguardaba la ciudad con el objeto de facilitar la fuga de Maximiliano y los otros dos prisioneros, mas la maniobra fue descubierta por Mariano Escobedo.

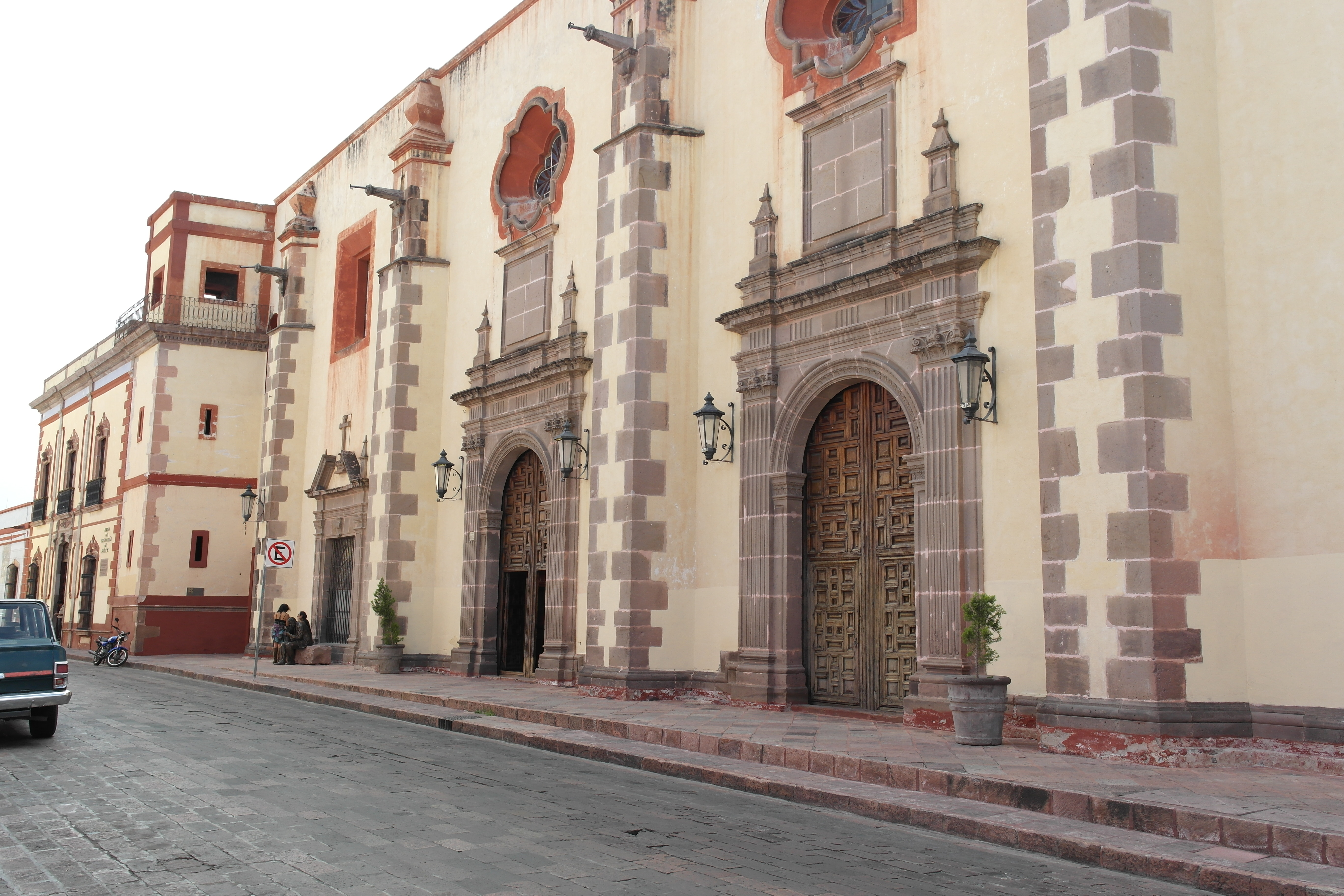
La Iglesia de San José de Gracia y el ex Convento de las Capuchinas en Santiago de Querétaro (2013).

Las condiciones de los últimos días del cautiverio de Maximiliano fueron extremadamente severas: habitaba en una celda del convento que medía 2,7 metros de largo por 1,8 de ancho; incluso con disentería no se le permitió la visita del médico; los guardias que vigilaban la celda discutían en voz alta sobre de qué forma podría ser ejecutado y hacían bromas sobre Carlota. Más tarde, y al margen de lo oficial, Maximiliano consiguió recibir visitas de su médico privado y de Félix de Salm-Salm.
En un último intento, Maximiliano le escribió a Juárez para pedir el perdón de las vidas de Miramón y Mejía, pero también resultó en vano.

### Ejecución

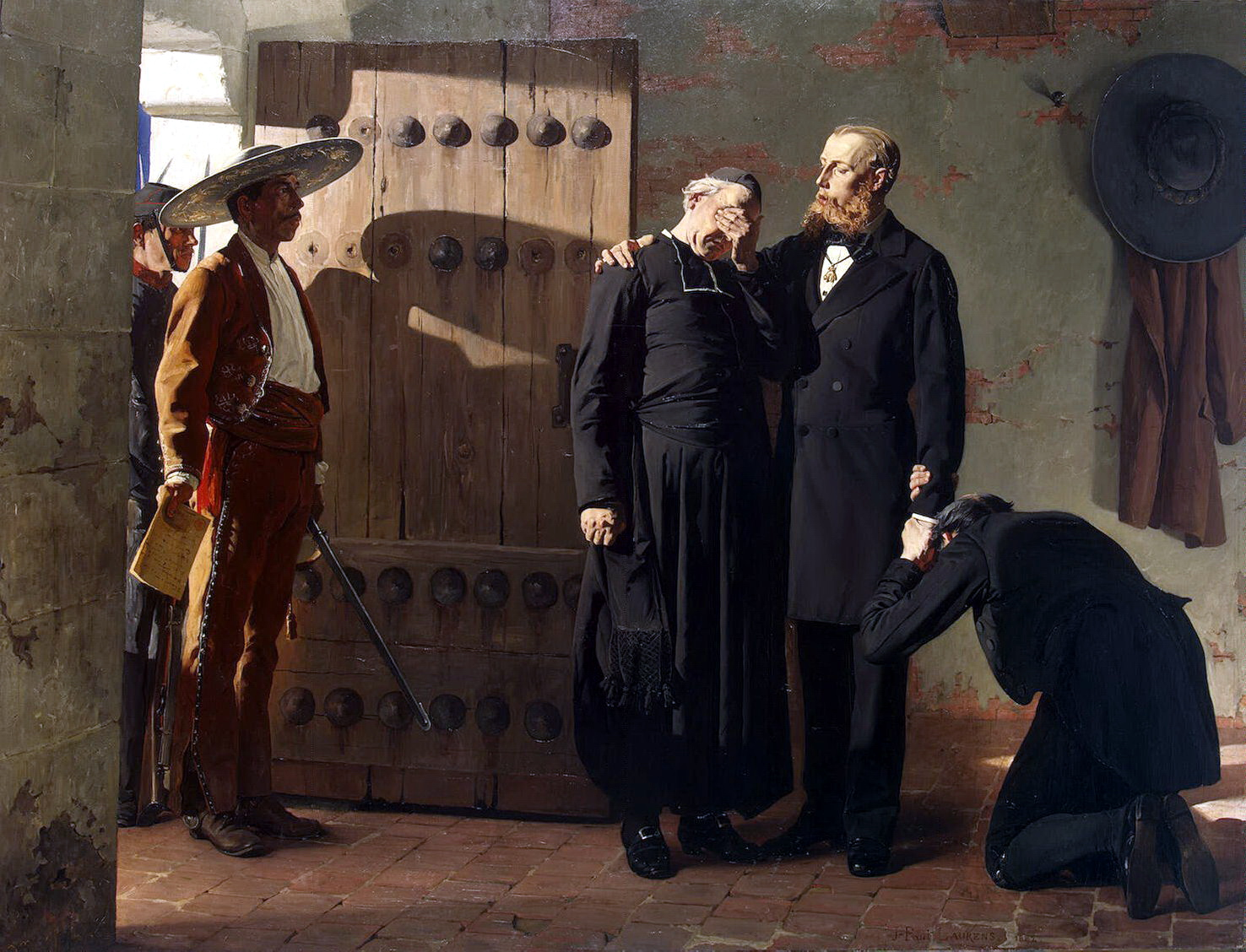
Los últimos momentos de Maximiliano por Jean-Paul Laurens (1882).

La ejecución fue programada para el miércoles 19 de junio de 1867 a las tres de la tarde. De madrugada Maximiliano se vistió con un traje negro y el Toisón de Oro con ayuda de su criado y cocinero Tüdös. Maximiliano recibió al padre Manuel Soria y Breña, con quien se confesó por última vez; poco después Maximiliano se sintió bastante mal, por lo que le dieron viales de sal, pero aun así Soria ofició una misa tanto para Maximiliano como para los generales Miramón y Mejía. Al terminar la misa les dieron su última comida: pan con pollo y vino; ni siquiera tocaron el pollo, no obstante, bebieron un poco de vino. Ya a las seis y media de la mañana entró al corredor del Convento el coronel Miguel Palacios, el encargado del pelotón de fusilamiento, junto al resto de los hombres del pelotón; cuando ambos se encontraron Maximiliano exclamó: «Estoy listo».
Tres carruajes de alquiler aguardaban a los condenados, quienes subieron junto a Soria. Recorrieron las calles de las Capuchinas y la Laguna rumbo al Cerro de las Campanas —lugar de la ejecución— con la vigilancia del primer batallón de Nuevo León. Durante el camino Maximiliano se puso dubitativo y se preguntó si Carlota aún seguía viva; también observó el cielo despejado exclamando: «Es un buen día para morir».
Cuando llegaron al lugar Tüdös le exclamó: «Siempre te has negado a creer que esto sucedería. Ves que estabas equivocado. Pero morir no es tan difícil como crees»; a Tüdös Maximiliano le lanzó su paño mientras decía en húngaro: «Llévale esto a mi madre y dile que mi último pensamiento fue para ella». Le entregó a Soria su reloj que contenía un retrato de Carlota y le dijo: «Mande este recuerdo a Europa a mi muy querida mujer, si ella vive, y dígale que mis ojos se cierran con su imagen que llevaré al más allá».

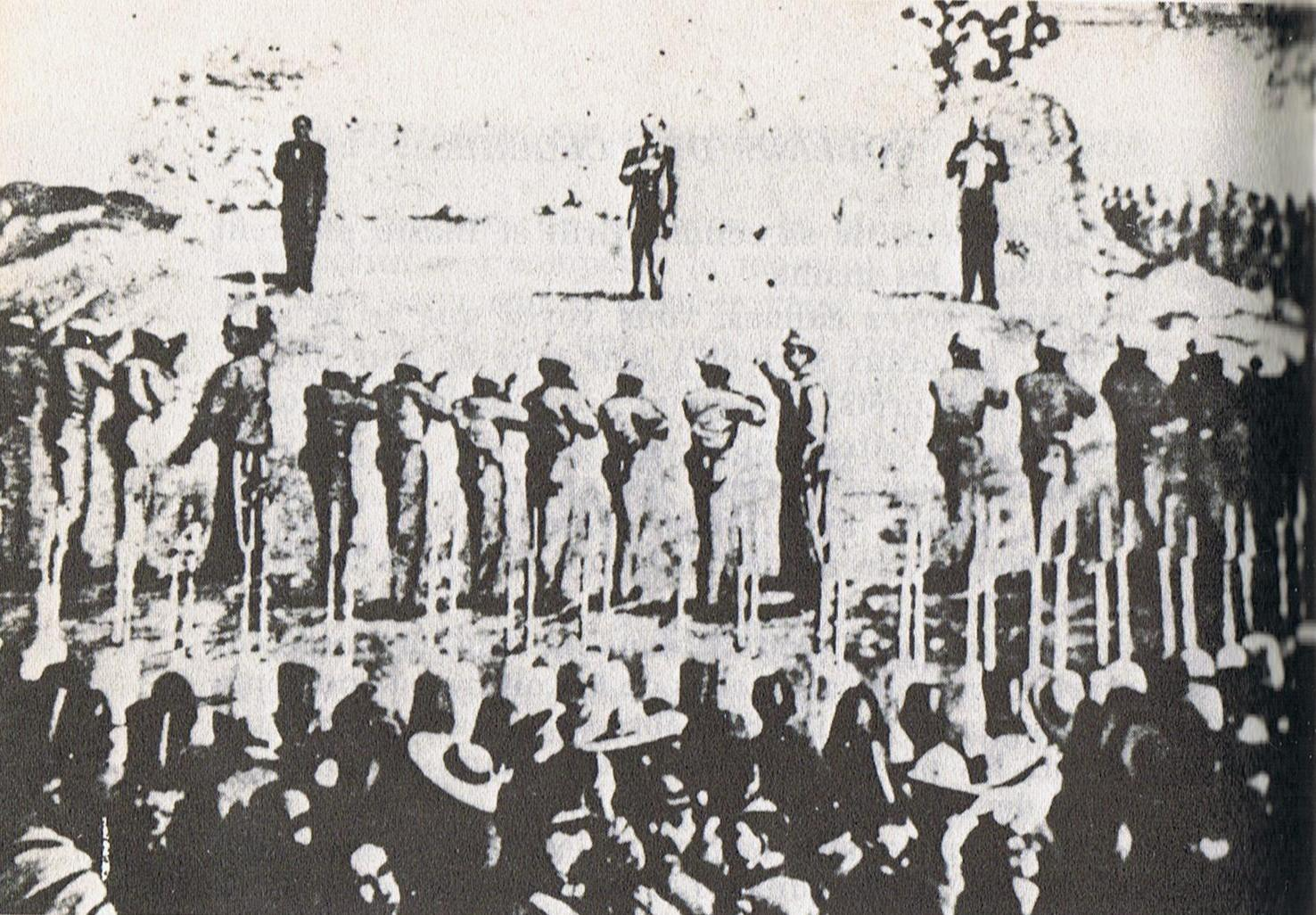
Fotografía de la ejecución de Maximiliano (a la derecha) y de los generales Miramón y Mejía el 19 de junio de 1867.

Los tres condenados fueron puestos en una fila detrás de un tosco muro de adobe —que había sido mandado a construir el día anterior por el Batallón de Coahuila— y Maximiliano le insistió a Miramón que él debía ocupar el lugar en el centro diciéndole: «General, un valiente debe de ser admirado hasta por los monarcas». El pelotón estaba integrado por cinco soldados dirigido por el capitán Simón Montemayor, de veintidós años; Maximiliano le entregó a cada uno de los soldados una moneda de oro pidiéndoles que apuntaran bien y no disparasen a su cabeza. Antes del momento exacto de ser fusilado Maximiliano con voz clara exclamó: 

[…] Voy a morir por una causa justa, la de la independencia y libertad de México. ¡Que mi sangre selle las desgracias de mi nueva patria! ¡Viva México! ¡Viva la Independencia».

Mientras Miramón pronunció unas palabras en las que se negaba a ser considerado un traidor, Mejía no dijo nada, aunque miraba directamente a los militares.
Después de que pronunciaran sus últimas palabras, Montemayor ordenó abrir fuego contra los reos: Mejía y Miramón cayeron casi de inmediato, pero Maximiliano se tardó un poco más, por lo que Montemayor le indicó con su espada la ubicación del corazón al sargento Manuel de la Rosa, que siguiendo su orden disparó a quemarropa directo al corazón. Un joven, Aureliano Blanquet, aseguró haberle dado el tiro de gracia. Tüdös se apresuró a apagar el fuego y, como le había pedido Maximiliano, le quitó el paño que cubría sus ojos para llevárselo a Carlota. Con desdén Palacios declaró: «Esto es obra de Francia, señores».

## Restos mortales
Un anónimo médico austríaco, que residía en la Ciudad de México, fue llamado con anterioridad para que llevara los productos necesarios para un inminente embalsamamiento. Ya tras el fusilamiento de Maximiliano, se le mandó a colocar una sábana sobre su cuerpo en el ataúd, que más tarde fue tomado por un grupo de soldados que lo llevaron al Convento de las Capuchinas.
El barón Anton von Magnus le solicitó a Escobedo el cuerpo, petición que negó, pero que, sin embargo, permitió que Basch entrara al Convento para despedirse de su cuerpo y ordenar que cuatro médicos realizaran el embalsamiento. El proceso no se llevó como Basch lo tenía previsto: se realizó demasiado rápido y con descuidos, además de que los cabellos de su barba fueron vendidos por ochenta dólares de la época y una prenda del mismo Maximiliano al mejor postor.
Pronto la noticia de la muerte de Maximiliano llegó al gobierno estadounidense, y de ahí fue referida a Europa, telegramas que llegaron el 1 de julio de 1867. Francisco José I pidió el cuerpo de Maximiliano a las autoridades mexicanas para poder enterrarlo en Austria; asimismo Von Magnus y Basch le solicitaron directamente a Juárez que les fuera entregado el cuerpo, a lo que él se negó, por lo que dejó el ataúd en abandono en la residencia del prefecto de Querétaro. La situación no cambió sino hasta la llegada de un vicealmirante enviado por Francisco José, Wilhelm von Tegetthoff (héroe de la batalla de Lissa), y pronto pudo animar a Juárez de reconsiderar su decisión. Finalmente el secretario de Relaciones Exteriores de Juárez, Sebastián Lerdo de Tejada, aceptó oficialmente la solicitud de Austria el 4 de noviembre de 1867.
Debido a la tosquedad del embalsamiento de cuerpo fue necesario dejar presentable al cadáver para su futuro traslado: se le vistió con un abrigo negro con reflejos brillantes, sus ojos verdaderos fueron reemplazados por los de una virgen negra de la Catedral de Querétaro, se le maquilló el rostro y se adornó con una barba postiza a falta de sus cabellos reales. Una vez que ya estuvo listo se trasladó desde Querétaro hasta la Capilla de San Andrés en la Ciudad de México. Una vez allí, su cuerpo fue sumergido en un baño de arsénico para su conservación. El gobierno mexicano agregó al ataúd, como regalo, un féretro ricamente decorado.

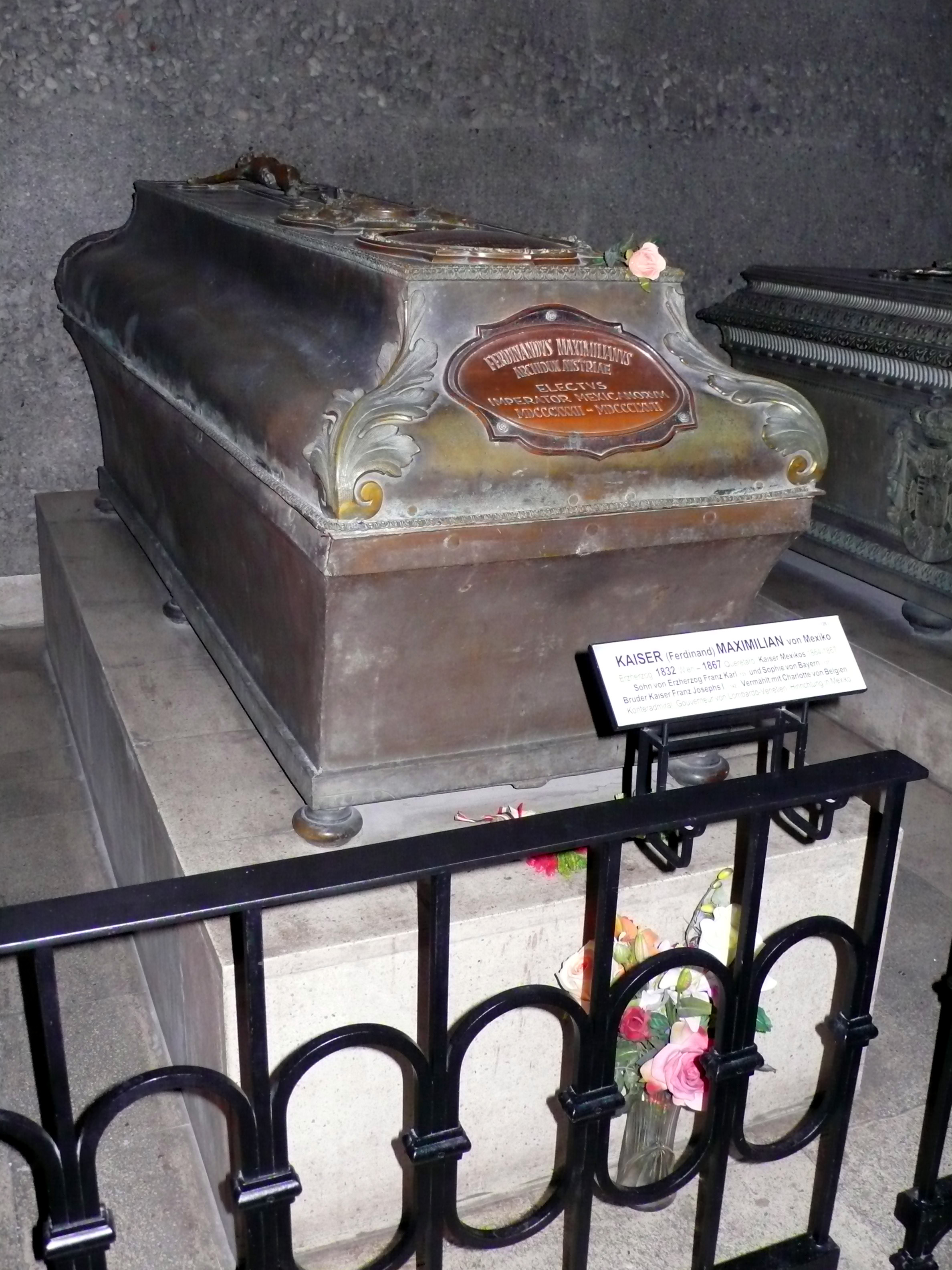
Tumba de Maximiliano.

Su estancia en la capital del país no duró más de dos semanas y después de terminar unos papeleos se ordenó su repatriación a Europa. Llegó al puerto de Veracruz el 26 de noviembre de 1867, misma fecha en la que partió del SMS Novara, el mismo barco en el que Maximiliano y Carlota habían llegado a México. 
Tardó casi tres meses en que llegara el Novara a las costas europeas. El 16 de enero de 1868 atracó en Trieste: los dos hermanos menores de Maximiliano, los archiduques Carlos Luis y Luis Víctor recibieron personalmente los restos de su hermano, que escoltaron hasta Viena. Francisco José I había ordenado que el féretro fuera sellado permanentemente en Trieste para que Sofía no pudiera ver los restos de su hijo, acción que se realizó puntualmente y que cumplió con su cometido. Llegó a la capital austriaca dos días después, el 18 de enero, en el que se realizó una ceremonia fúnebre, en la que todos los países aliados de Austria mandaron a sus representantes, con la notable excepción de Estados Unidos, pues resultaba un conflicto de intereses.
Los restos mortales de Maximiliano de Habsburgo fueron depositados el 18 de enero de 1868 en la cripta real austriaca, la cripta de los Capuchinos en Viena. Al día sus restos actualmente descansan allí.

## Honores
- 1871: estatua de Maximiliano I erigida en Hietzing, Viena por Johann Meixner.[176]
- 1875: estatua de Maximiliano I en Trieste por Johannes Schilling: inaugurada en su ubicación actual en la Piazza Giuseppina. Retirada por razones políticas al final de la Primera Guerra Mundial, luego reensamblada en el parque del castillo de Miramar en 1961, regresó a su ubicación original el 19 de diciembre de 2008.[177]
- 1876: Columna rostral por Heinrich von Ferstel, inicialmente erigida por la Armada austríaca en Pula antes de ser trasladada a Venecia en 1919.
- 1901: la Capilla Conmemorativa del Emperador Maximiliano se encuentra en el Cerro de las Campanas en la ciudad de Querétaro en México. Construido en 1901, se encuentra donde fue ejecutado el emperador Maximiliano I el 19 de junio de 1867 y está dedicado a su memoria. Está ubicado en el Parque nacional Cerro de las Campanas creado en 1937.

## Legado

### Opinión pública
Con la llegada a Europa de la noticia de la ejecución de Maximiliano, la prensa se dividió entre quienes juzgaron del acto como éticamente correcto o incorrecto. El periodista, ensayista, diplomático y político francés Arthur de La Guéronnière publicó un artículo con Maximiliano como protagonista, donde escribió: «¡Todo ha terminado! La traición fue solo el espantoso preludio de una sangrienta venganza […] ¡Qué vergüenza! Eterna vergüenza de los verdugos que profanan la libertad». El Debate, un periódico español, publicó: «El plomo [armas de fuego] regicida ha hecho su trabajo en México y es el ingrato a quien Maximiliano quería llevar la paz y la civilización que dirigió el arma asesina en el seno noble en el que un latido del corazón completo para sus temas de amor y devoción». Un periódico belga expresó una postura neutral; y si bien reprobó el hecho, exculpó a Juárez de ser el autor intelectual del hecho: «Sí, la ejecución de Maximiliano es un acto reprensible, bárbaro […], pero no es para los que citan a Juárez frente a la barra de la opinión pública que no tenían una palabra de culpa cuando Maximiliano, el 3 de octubre de 1865 [Maximiliano] había proscrito a quienes defendían su patria contra la invasión extranjera»; el periódico británico The Times al respecto mencionó que dicho decreto se puso en marcha en la guerra civil y nunca se implementó parcialmente.
En Europa la Segunda intervención francesa en México (incluida la ejecución de Maximiliano) fue un tema muy controvertido. Durante el Segundo Imperio francés, el cuadro de Manet La ejecución de Maximiliano (explorada en la sección de este artículo «Maximiliano en el arte») ni siquiera fue ofrecida por su autor para ser presentada en el Salón de París porque su rechazo sería predecible. La obra de teatro Juárez fue censurada en Francia y Bélgica y no se libró de la prohibición hasta 1886; la población católica belga consideró la obra como «ofensiva para la memoria de Maximiliano». debido a que tenía una perspectiva que favorecía a los republicanos mexicanos.

### Historiografía
Un rumor constante es que el padre de Maximiliano fue en realidad Napoleón II Bonaparte. La hipótesis se sostiene en que Napoleón II fue criado en la corte austriaca de los Habsburgo. Tras el nacimiento de Francisco José, Sofía de Baviera se había vuelto muy cercana a Napoleón II. Napoleón II murió el 22 de julio de 1832 (dieciséis días después del nacimiento de Maximiliano) y se tiene registro de que Sofía estaba tan volátil que inclusive era incapaz de amamantar a Maximiliano. De cualquier forma, en aquella época su paternidad nunca fue cuestionada seriamente.

## Ideología
Maximiliano se consideraba étnicamente alemán en una época en la que el nacionalismo alemán aspiraba a aglutinar todos los territorios germanófonos en un único Estado-nación. Por otra parte, Maximiliano era un católico devoto que se enorgullecía de descender de los Reyes Católicos.
Valoraba a todos los originarios de América y se constató en su proyecto nacional, donde intentó ampliamente mejorar las condiciones de vida de los pueblos indígenas mexicanos (explorado en la sección «Política maximiliana»). Era firmemente contrario al esclavismo y siempre pugnó por la abolición de la esclavitud en una época en la que era común en la mayoría de países del mundo.
Su visión para América consistía en la formación de dos grandes imperios: el de México en Norteamérica y el de Brasil en Sudamérica, que gracias a su éxito acabarían atrayendo y absorbiendo a las pequeñas repúblicas vecinas formando un proyecto civilizatorio integral.

## Títulos y armas
| ● 6 de julio de 1832-2 de septiembre de 1857:  | Su alteza imperial y real el archiduque Fernando Maximiliano de Austria, príncipe real de Hungría y Bohemia                              |
| ● 2 de septiembre de 1857-10 de abril de 1859: | Su alteza imperial y real el archiduque Fernando Maximiliano de Austria, virrey de Lombardía-Venecia, príncipe real de Hungría y Bohemia |
| ● 10 de abril de 1859-9 de abril de 1864:      | Su alteza imperial y real el archiduque Fernando Maximiliano de Austria, príncipe real de Hungría y Bohemia                              |
| ● 10 de abril de 1864-19 de mayo de 1867:      | Su majestad imperial el emperador Maximiliano I de México                                                                                |

### Símbolos

Escudo del Imperio austríaco entre 1815 y 1866, usado como archiduque de Austria
Escudo de Lombardia-Venecia entre 1815 y 1866, usado como virrey
Blasón de Lombardia-Venecia entre 1815 y 1866, usado como virrey
Escudo de armas del monarca, a su vez escudo de México entre 1864 y 1867
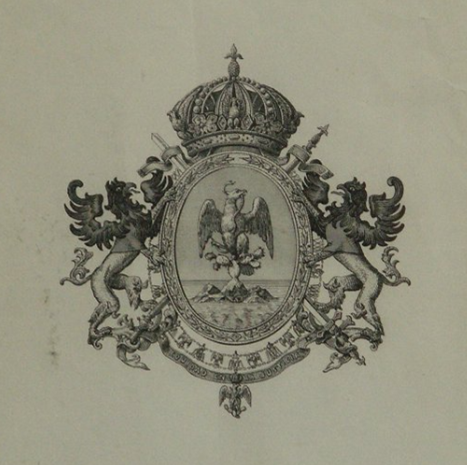
Litografía de dicho escudo en el Museo Fuerte de Loreto (1865)
Bandera Imperial Mexicana (1864-1867), para uso exclusivo del emperador y su consorte

## Maximiliano en el arte

### Teatro

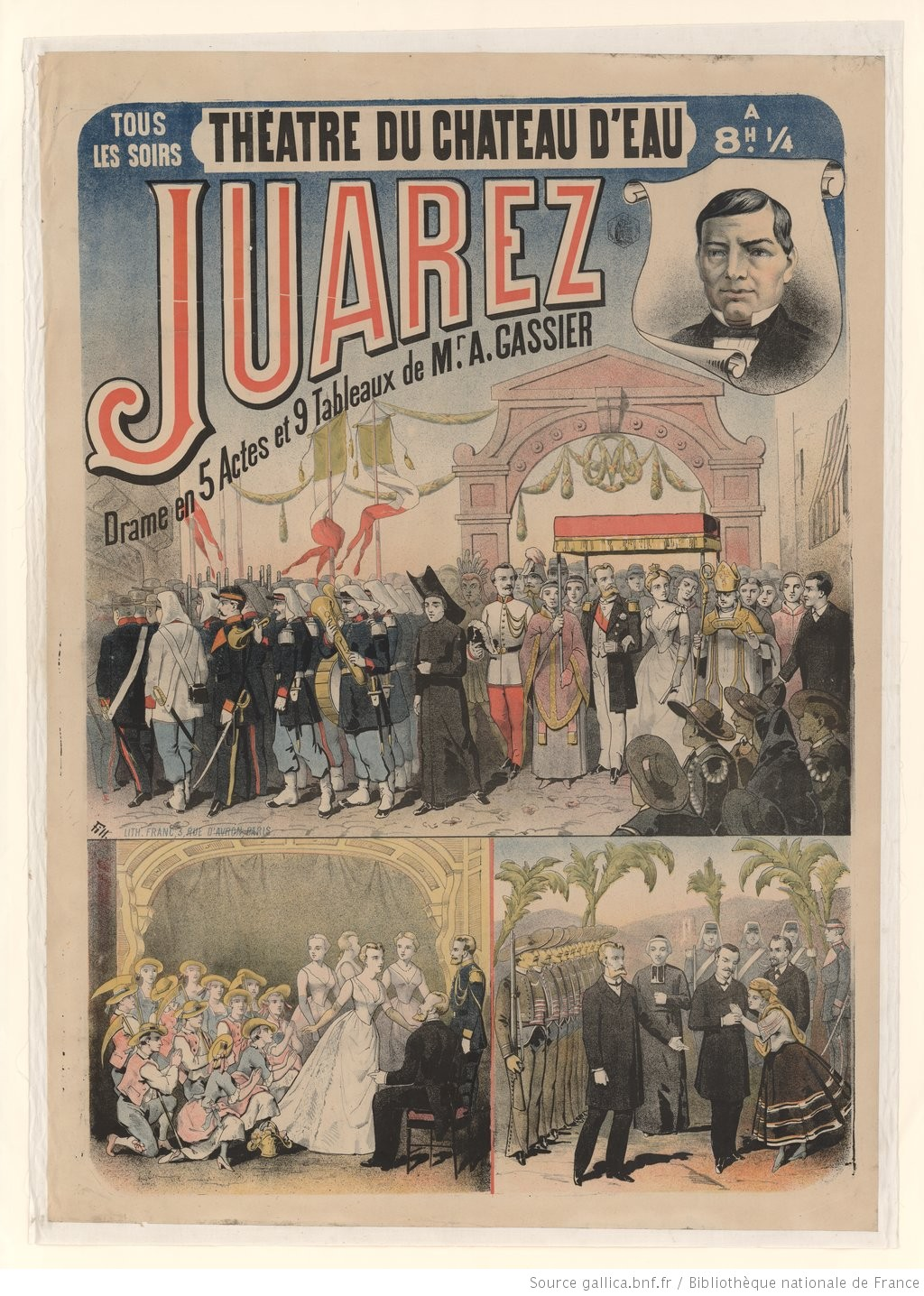
Publicidad de Juárez en 1886.

- Juárez (1880), obra de Alfred Gassier.
- Maximilians Glück und Ende (1870), drama histórico en 3 actos de Rudolph Bieleck;
- Maximilian (1902), drama en cinco actos de Edgar Lee Masters;
- Carlota (1904), drama histórico de Fielding Burke;
- Maximiliano (1906), drama histórico en tres actos y un prólogo de Secundino Darquea;
- Maximiliano: o El desenlace de un imperio (1906), drama histórico en cuatro actos y en prosa de Segismundo Cervi y Campasol
- Juárez und Maximilian (1925), drama de Franz Werfel;
- Corona de sombras (1947), drama de Rodolfo Usigli
- Adíos, mamá Carlota (1955), versión dramática de un posible hecho histórico en tres actos de Dagoberto de Cervantes

### Óperas
| Estreno | Ópera                       | Autoría |
| ------- | --------------------------- | --- |
| 1932    | Maximilien                  | Libreto de R.S. Hoffman basado en el drama Juárez und Maximilian de Franz Werfel; música de Darius Milhaud. |
| 1948    | Carlota                     | Libreto de Francisco Zendejas; música de Luis Sandi.                                                        |
| Inédita | Carlota                     | Libreto de autor desconocido; música de Robert Avalon.                                                      |
| 2012    | La emperatriz de la mentira | Libreto de Ángel Norzagaray; música de Dmitri Dudin.                                                        |
| 2005    | El sueño de una corona      | Musical histórico de Konrad y Wolfgang Ratz.                                                                |

### Pinturas

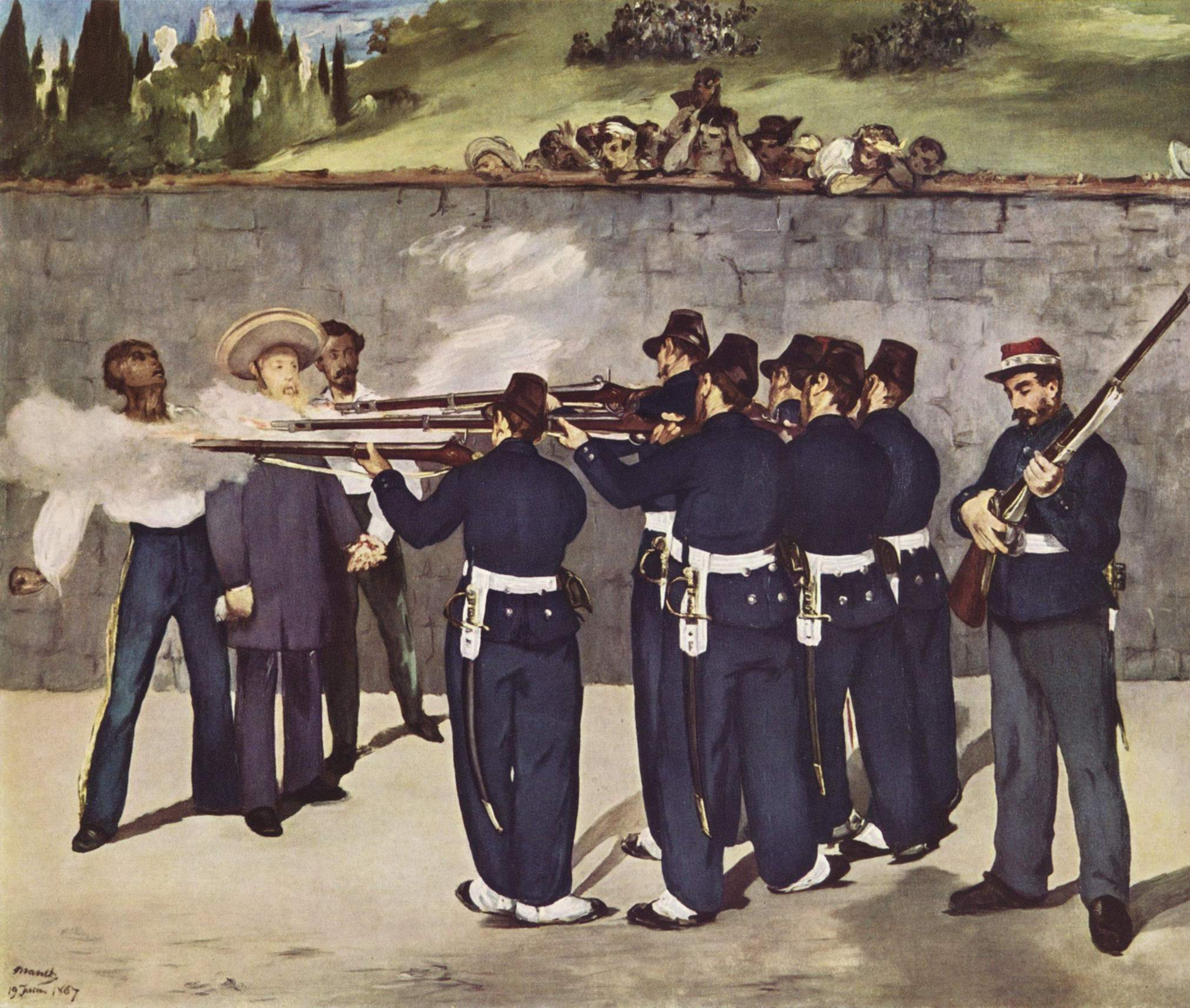
La ejecución de Maximiliano, versión final de Édouard Manet (1869).

Édouard Manet, escandalizado por la muerte de Maximiliano, trabajó durante más de un año en la realización de varias versiones de su pintura La ejecución de Maximiliano que constituye una contundente acusación pictórica contra la política liderada en México por Napoleón III. Se produjeron tres versiones entre 1867 y 1869.
La primera puede verse en el Museo de Bellas Artes de Boston; los fragmentos del segundo se recogen en la National Gallery de Londres; el boceto final está en la Gliptoteca Ny Carlsberg en Copenhague; mientras que la composición final se conserva en la Kunsthalle Mannheim.
La versión final de la obra (que pudo haber recibido influencia de El 3 de mayo en Madrid de Goya) satisfizo personalmente a Manet donde los soldados del pelotón de fusilamiento no están ataviados con el uniforme mexicano de la época, sino como del Ejército Imperial Francés y el sargento (con una gorra roja) que recarga su rifle hace una referencia a Napoleón III.

### Novelas
| Año  | Novela                                                                      | Autor             |
| ---- | --------------------------------------------------------------------------- | ----------------- |
| 1868 | El cerro de las campanas                                                    | Juan A. Mateos    |
| 1987 | Noticias del Imperio                                                        | Fernando del Paso |
| 2010 | El último príncipe del Imperio Mexicano                                     | C.M. Mayo         |
| 2011 | Imperio                                                                     | Héctor Zagal      |
| 2014 | Juárez en el Convento de las Capuchinas: La reunión secreta con Maximiliano | Adam J. Oderoll   |

### Películas
| Año  | Película              | Actor           | Director                | Idioma                         |
| ---- | --------------------- | --------------- | ----------------------- | ------------------------------ |
| 1939 | Juárez                | Brian Aherne    | William Dieterle        |                                |
| 1954 | Vera Cruz             | George Macready | Robert Aldrich          | En inglés y doblada al español |
| 1972 | Aquellos Años         |                 | Felipe Cazals           |                                |
| 2014 | Maximilian von Mexiko |                 | Franz Leopold Schmelzer | En alemán                      |

### Series
| Año  | Película            | Actor               | Director       |
| ---- | ------------------- | ------------------- | -------------- |
| 1994 | El vuelo del águila | Mario Iván Martínez | Enrique Krauze |

## Ancestros
| \| \| \| \| \| \| \| \| \| \| \| \| \| \| \| \| \| \| \| \| 16. Francisco I, emperador del Sacro Imperio (Francisco III Esteban, Duque de Lorena) (= 22) \| \| \| \| \| \| \| \| \| \| \| \| \| \| \| \| \| \| \| \| \| \| \| \| \| \| \| \| \| \| \| \| \| \| \| \| \| \| \| \| \| \| \| \| \| \| \| \| \| \| \| \| \| \| 8. Leopoldo II, emperador del Sacro Imperio Romano Germánico \| \| \| \| \| \| \| \| \| \| \| \| \| \| \| \| \| \| \| \| \| \| \| \| \| \| \| \| \| \| \| \| \| \| \| \| \| \| \| \| \| \| \| \| \| \| \| \| \| \| \| \| \| \| 17. María Teresa I, archiduquesa de Austria, reina de Hungría (= 23) \| \| \| \| \| \| \| \| \| \| \| \| \| \| \| \| \| \| \| \| \| \| \| \| \| \| \| \| \| \| \| \| \| \| \| \| \| \| \| \| \| \| \| \| \| \| \| \| \| \| \| \| \| \| 4. Francisco II, emperador del Sacro Imperio (Francisco I, emperador de Austria) \| \| \| \| \| \| \| \| \| \| \| \| \| \| \| \| \| \| \| \| \| \| \| \| \| \| \| \| \| \| \| \| \| \| \| \| \| \| \| \| \| \| \| \| \| \| \| \| \| \| \| \| \| \| 18. Carlos III, rey de España (=20) \| \| \| \| \| \| \| \| \| \| \| \| \| \| \| \| \| \| \| \| \| \| \| \| \| \| \| \| \| \| \| \| \| \| \| \| \| \| \| \| \| \| \| \| \| \| \| \| \| \| \| \| \| \| 9. Infanta María Luisa de España \| \| \| \| \| \| \| \| \| \| \| \| \| \| \| \| \| \| \| \| \| \| \| \| \| \| \| \| \| \| \| \| \| \| \| \| \| \| \| \| \| \| \| \| \| \| \| \| \| \| \| \| \| \| 19. Princesa María Amalia de Sajonia (= 21) \| \| \| \| \| \| \| \| \| \| \| \| \| \| \| \| \| \| \| \| \| \| \| \| \| \| \| \| \| \| \| \| \| \| \| \| \| \| \| \| \| \| \| \| \| \| \| \| \| \| \| \| \| \| 2. Archiduque Francisco Carlos de Austria \| \| \| \| \| \| \| \| \| \| \| \| \| \| \| \| \| \| \| \| \| \| \| \| \| \| \| \| \| \| \| \| \| \| \| \| \| \| \| \| \| \| \| \| \| \| \| \| \| \| \| \| \| \| 20. Carlos III, rey de España (=18) \| \| \| \| \| \| \| \| \| \| \| \| \| \| \| \| \| \| \| \| \| \| \| \| \| \| \| \| \| \| \| \| \| \| \| \| \| \| \| \| \| \| \| \| \| \| \| \| \| \| \| \| \| \| 10. Fernando I, rey de las Dos Sicilias \| \| \| \| \| \| \| \| \| \| \| \| \| \| \| \| \| \| \| \| \| \| \| \| \| \| \| \| \| \| \| \| \| \| \| \| \| \| \| \| \| \| \| \| \| \| \| \| \| \| \| \| \| \| 21. Princesa María Amalia de Sajonia (=19) \| \| \| \| \| \| \| \| \| \| \| \| \| \| \| \| \| \| \| \| \| \| \| \| \| \| \| \| \| \| \| \| \| \| \| \| \| \| \| \| \| \| \| \| \| \| \| \| \| \| \| \| \| \| 5. Princesa María Teresa de las Dos Sicilias \| \| \| \| \| \| \| \| \| \| \| \| \| \| \| \| \| \| \| \| \| \| \| \| \| \| \| \| \| \| \| \| \| \| \| \| \| \| \| \| \| \| \| \| \| \| \| \| \| \| \| \| \| \| 22. Francisco I, emperador del Sacro Imperio (Francisco III Esteban, Duque de Lorena) (= 16) \| \| \| \| \| \| \| \| \| \| \| \| \| \| \| \| \| \| \| \| \| \| \| \| \| \| \| \| \| \| \| \| \| \| \| \| \| \| \| \| \| \| \| \| \| \| \| \| \| \| \| \| \| \| 11. Archiduquesa María Carolina de Austria \| \| \| \| \| \| \| \| \| \| \| \| \| \| \| \| \| \| \| \| \| \| \| \| \| \| \| \| \| \| \| \| \| \| \| \| \| \| \| \| \| \| \| \| \| \| \| \| \| \| \| \| \| \| 23. María Teresa I, archiduquesa de Austria, reina de Hungría (=17) \| \| \| \| \| \| \| \| \| \| \| \| \| \| \| \| \| \| \| \| \| \| \| \| \| \| \| \| \| \| \| \| \| \| \| \| \| \| \| \| \| \| \| \| \| \| \| \| \| \| \| \| \| \| 1. Maximiliano I de México \| \| \| \| \| \| \| \| \| \| \| \| \| \| \| \| \| \| \| \| \| \| \| \| \| \| \| \| \| \| \| \| \| \| \| \| \| \| \| \| \| \| \| \| \| \| \| \| \| \| \| \| \| \| 24. Conde Palatino Cristián III de Zweibrücken-Birkenfeld \| \| \| \| \| \| \| \| \| \| \| \| \| \| \| \| \| \| \| \| \| \| \| \| \| \| \| \| \| \| \| \| \| \| \| \| \| \| \| \| \| \| \| \| \| \| \| \| \| \| \| \| \| \| 12. Federico Miguel, conde Palatino de Zweibrücken-Birkenfeld \| \| \| \| \| \| \| \| \| \| \| \| \| \| \| \| \| \| \| \| \| \| \| \| \| \| \| \| \| \| \| \| \| \| \| \| \| \| \| \| \| \| \| \| \| \| \| \| \| \| \| \| \| \| 25. Condesa Carolina de Nassau-Saarbrücken \| \| \| \| \| \| \| \| \| \| \| \| \| \| \| \| \| \| \| \| \| \| \| \| \| \| \| \| \| \| \| \| \| \| \| \| \| \| \| \| \| \| \| \| \| \| \| \| \| \| \| \| \| \| 6. Maximiliano I, rey de Baviera \| \| \| \| \| \| \| \| \| \| \| \| \| \| \| \| \| \| \| \| \| \| \| \| \| \| \| \| \| \| \| \| \| \| \| \| \| \| \| \| \| \| \| \| \| \| \| \| \| \| \| \| \| \| 26. José Carlos, conde palatino de Sulzbach \| \| \| \| \| \| \| \| \| \| \| \| \| \| \| \| \| \| \| \| \| \| \| \| \| \| \| \| \| \| \| \| \| \| \| \| \| \| \| \| \| \| \| \| \| \| \| \| \| \| \| \| \| \| 13. Condesa Palatina María Francisca de Sulzbach \| \| \| \| \| \| \| \| \| \| \| \| \| \| \| \| \| \| \| \| \| \| \| \| \| \| \| \| \| \| \| \| \| \| \| \| \| \| \| \| \| \| \| \| \| \| \| \| \| \| \| \| \| \| 27. Condesa palatina Isabel Augusta Sofía de Neoburgo \| \| \| \| \| \| \| \| \| \| \| \| \| \| \| \| \| \| \| \| \| \| \| \| \| \| \| \| \| \| \| \| \| \| \| \| \| \| \| \| \| \| \| \| \| \| \| \| \| \| \| \| \| \| 3. Princesa Sofía de Baviera \| \| \| \| \| \| \| \| \| \| \| \| \| \| \| \| \| \| \| \| \| \| \| \| \| \| \| \| \| \| \| \| \| \| \| \| \| \| \| \| \| \| \| \| \| \| \| \| \| \| \| \| \| \| 28. Carlos Federico I, gran duque de Baden \| \| \| \| \| \| \| \| \| \| \| \| \| \| \| \| \| \| \| \| \| \| \| \| \| \| \| \| \| \| \| \| \| \| \| \| \| \| \| \| \| \| \| \| \| \| \| \| \| \| \| \| \| \| 14. Carlos Luis, príncipe heredero de Baden \| \| \| \| \| \| \| \| \| \| \| \| \| \| \| \| \| \| \| \| \| \| \| \| \| \| \| \| \| \| \| \| \| \| \| \| \| \| \| \| \| \| \| \| \| \| \| \| \| \| \| \| \| \| 29. Landgravina Carolina Luisa de Hesse-Darmstadt \| \| \| \| \| \| \| \| \| \| \| \| \| \| \| \| \| \| \| \| \| \| \| \| \| \| \| \| \| \| \| \| \| \| \| \| \| \| \| \| \| \| \| \| \| \| \| \| \| \| \| \| \| \| 7. Princesa Carolina de Baden \| \| \| \| \| \| \| \| \| \| \| \| \| \| \| \| \| \| \| \| \| \| \| \| \| \| \| \| \| \| \| \| \| \| \| \| \| \| \| \| \| \| \| \| \| \| \| \| \| \| \| \| \| \| 30. Luis IX, landgrave de Hesse-Darmstadt \| \| \| \| \| \| \| \| \| \| \| \| \| \| \| \| \| \| \| \| \| \| \| \| \| \| \| \| \| \| \| \| \| \| \| \| \| \| \| \| \| \| \| \| \| \| \| \| \| \| \| \| \| \| 15. Princesa Amalia de Hesse-Darmstadt \| \| \| \| \| \| \| \| \| \| \| \| \| \| \| \| \| \| \| \| \| \| \| \| \| \| \| \| \| \| \| \| \| \| \| \| \| \| \| \| \| \| \| \| \| \| \| \| \| \| \| \| \| \| 31. Condesa palatina Carolina de Zweibrücken \| \| \| \| \| \| \| \| \| \| \| \| \| \| \| \| \| \| \| \| \| \| \| \| \| \| \| \| \| \| \| \| \| \| \| \| \| \| \| \| \| \| \| \| \| \| \| \| \| \| \| \| |                                                                                              |  |  |  |  |  |  |  |  |  |  |  |  |  |  |  |
| |                                                                                              |  |  |  |  |  |  |  |  |  |  |  |  |  |  |  |
| | 16. Francisco I, emperador del Sacro Imperio (Francisco III Esteban, Duque de Lorena) (= 22) |  |  |  |  |  |  |  |  |  |  |  |  |  |  |  |
| |                                                                                              |  |  |  |  |  |  |  |  |  |  |  |  |  |  |  |
| |                                                                                              |  |  |  |  |  |  |  |  |  |  |  |  |  |  |  |
| | 8. Leopoldo II, emperador del Sacro Imperio Romano Germánico                                 |  |  |  |  |  |  |  |  |  |  |  |  |  |  |  |
| |                                                                                              |  |  |  |  |  |  |  |  |  |  |  |  |  |  |  |
| |                                                                                              |  |  |  |  |  |  |  |  |  |  |  |  |  |  |  |
| | 17. María Teresa I, archiduquesa de Austria, reina de Hungría (= 23)                         |  |  |  |  |  |  |  |  |  |  |  |  |  |  |  |
| |                                                                                              |  |  |  |  |  |  |  |  |  |  |  |  |  |  |  |
| |                                                                                              |  |  |  |  |  |  |  |  |  |  |  |  |  |  |  |
| | 4. Francisco II, emperador del Sacro Imperio (Francisco I, emperador de Austria)             |  |  |  |  |  |  |  |  |  |  |  |  |  |  |  |
| |                                                                                              |  |  |  |  |  |  |  |  |  |  |  |  |  |  |  |
| |                                                                                              |  |  |  |  |  |  |  |  |  |  |  |  |  |  |  |
| | 18. Carlos III, rey de España (=20)                                                          |  |  |  |  |  |  |  |  |  |  |  |  |  |  |  |
| |                                                                                              |  |  |  |  |  |  |  |  |  |  |  |  |  |  |  |
| |                                                                                              |  |  |  |  |  |  |  |  |  |  |  |  |  |  |  |
| | 9. Infanta María Luisa de España                                                             |  |  |  |  |  |  |  |  |  |  |  |  |  |  |  |
| |                                                                                              |  |  |  |  |  |  |  |  |  |  |  |  |  |  |  |
| |                                                                                              |  |  |  |  |  |  |  |  |  |  |  |  |  |  |  |
| | 19. Princesa María Amalia de Sajonia (= 21)                                                  |  |  |  |  |  |  |  |  |  |  |  |  |  |  |  |
| |                                                                                              |  |  |  |  |  |  |  |  |  |  |  |  |  |  |  |
| |                                                                                              |  |  |  |  |  |  |  |  |  |  |  |  |  |  |  |
| | 2. Archiduque Francisco Carlos de Austria                                                    |  |  |  |  |  |  |  |  |  |  |  |  |  |  |  |
| |                                                                                              |  |  |  |  |  |  |  |  |  |  |  |  |  |  |  |
| |                                                                                              |  |  |  |  |  |  |  |  |  |  |  |  |  |  |  |
| | 20. Carlos III, rey de España (=18)                                                          |  |  |  |  |  |  |  |  |  |  |  |  |  |  |  |
| |                                                                                              |  |  |  |  |  |  |  |  |  |  |  |  |  |  |  |
| |                                                                                              |  |  |  |  |  |  |  |  |  |  |  |  |  |  |  |
| | 10. Fernando I, rey de las Dos Sicilias                                                      |  |  |  |  |  |  |  |  |  |  |  |  |  |  |  |
| |                                                                                              |  |  |  |  |  |  |  |  |  |  |  |  |  |  |  |
| |                                                                                              |  |  |  |  |  |  |  |  |  |  |  |  |  |  |  |
| | 21. Princesa María Amalia de Sajonia (=19)                                                   |  |  |  |  |  |  |  |  |  |  |  |  |  |  |  |
| |                                                                                              |  |  |  |  |  |  |  |  |  |  |  |  |  |  |  |
| |                                                                                              |  |  |  |  |  |  |  |  |  |  |  |  |  |  |  |
| | 5. Princesa María Teresa de las Dos Sicilias                                                 |  |  |  |  |  |  |  |  |  |  |  |  |  |  |  |
| |                                                                                              |  |  |  |  |  |  |  |  |  |  |  |  |  |  |  |
| |                                                                                              |  |  |  |  |  |  |  |  |  |  |  |  |  |  |  |
| | 22. Francisco I, emperador del Sacro Imperio (Francisco III Esteban, Duque de Lorena) (= 16) |  |  |  |  |  |  |  |  |  |  |  |  |  |  |  |
| |                                                                                              |  |  |  |  |  |  |  |  |  |  |  |  |  |  |  |
| |                                                                                              |  |  |  |  |  |  |  |  |  |  |  |  |  |  |  |
| | 11. Archiduquesa María Carolina de Austria                                                   |  |  |  |  |  |  |  |  |  |  |  |  |  |  |  |
| |                                                                                              |  |  |  |  |  |  |  |  |  |  |  |  |  |  |  |
| |                                                                                              |  |  |  |  |  |  |  |  |  |  |  |  |  |  |  |
| | 23. María Teresa I, archiduquesa de Austria, reina de Hungría (=17)                          |  |  |  |  |  |  |  |  |  |  |  |  |  |  |  |
| |                                                                                              |  |  |  |  |  |  |  |  |  |  |  |  |  |  |  |
| |                                                                                              |  |  |  |  |  |  |  |  |  |  |  |  |  |  |  |
| | 1. Maximiliano I de México                                                                   |  |  |  |  |  |  |  |  |  |  |  |  |  |  |  |
| |                                                                                              |  |  |  |  |  |  |  |  |  |  |  |  |  |  |  |
| |                                                                                              |  |  |  |  |  |  |  |  |  |  |  |  |  |  |  |
| | 24. Conde Palatino Cristián III de Zweibrücken-Birkenfeld                                    |  |  |  |  |  |  |  |  |  |  |  |  |  |  |  |
| |                                                                                              |  |  |  |  |  |  |  |  |  |  |  |  |  |  |  |
| |                                                                                              |  |  |  |  |  |  |  |  |  |  |  |  |  |  |  |
| | 12. Federico Miguel, conde Palatino de Zweibrücken-Birkenfeld                                |  |  |  |  |  |  |  |  |  |  |  |  |  |  |  |
| |                                                                                              |  |  |  |  |  |  |  |  |  |  |  |  |  |  |  |
| |                                                                                              |  |  |  |  |  |  |  |  |  |  |  |  |  |  |  |
| | 25. Condesa Carolina de Nassau-Saarbrücken                                                   |  |  |  |  |  |  |  |  |  |  |  |  |  |  |  |
| |                                                                                              |  |  |  |  |  |  |  |  |  |  |  |  |  |  |  |
| |                                                                                              |  |  |  |  |  |  |  |  |  |  |  |  |  |  |  |
| | 6. Maximiliano I, rey de Baviera                                                             |  |  |  |  |  |  |  |  |  |  |  |  |  |  |  |
| |                                                                                              |  |  |  |  |  |  |  |  |  |  |  |  |  |  |  |
| |                                                                                              |  |  |  |  |  |  |  |  |  |  |  |  |  |  |  |
| | 26. José Carlos, conde palatino de Sulzbach                                                  |  |  |  |  |  |  |  |  |  |  |  |  |  |  |  |
| |                                                                                              |  |  |  |  |  |  |  |  |  |  |  |  |  |  |  |
| |                                                                                              |  |  |  |  |  |  |  |  |  |  |  |  |  |  |  |
| | 13. Condesa Palatina María Francisca de Sulzbach                                             |  |  |  |  |  |  |  |  |  |  |  |  |  |  |  |
| |                                                                                              |  |  |  |  |  |  |  |  |  |  |  |  |  |  |  |
| |                                                                                              |  |  |  |  |  |  |  |  |  |  |  |  |  |  |  |
| | 27. Condesa palatina Isabel Augusta Sofía de Neoburgo                                        |  |  |  |  |  |  |  |  |  |  |  |  |  |  |  |
| |                                                                                              |  |  |  |  |  |  |  |  |  |  |  |  |  |  |  |
| |                                                                                              |  |  |  |  |  |  |  |  |  |  |  |  |  |  |  |
| | 3. Princesa Sofía de Baviera                                                                 |  |  |  |  |  |  |  |  |  |  |  |  |  |  |  |
| |                                                                                              |  |  |  |  |  |  |  |  |  |  |  |  |  |  |  |
| |                                                                                              |  |  |  |  |  |  |  |  |  |  |  |  |  |  |  |
| | 28. Carlos Federico I, gran duque de Baden                                                   |  |  |  |  |  |  |  |  |  |  |  |  |  |  |  |
| |                                                                                              |  |  |  |  |  |  |  |  |  |  |  |  |  |  |  |
| |                                                                                              |  |  |  |  |  |  |  |  |  |  |  |  |  |  |  |
| | 14. Carlos Luis, príncipe heredero de Baden                                                  |  |  |  |  |  |  |  |  |  |  |  |  |  |  |  |
| |                                                                                              |  |  |  |  |  |  |  |  |  |  |  |  |  |  |  |
| |                                                                                              |  |  |  |  |  |  |  |  |  |  |  |  |  |  |  |
| | 29. Landgravina Carolina Luisa de Hesse-Darmstadt                                            |  |  |  |  |  |  |  |  |  |  |  |  |  |  |  |
| |                                                                                              |  |  |  |  |  |  |  |  |  |  |  |  |  |  |  |
| |                                                                                              |  |  |  |  |  |  |  |  |  |  |  |  |  |  |  |
| | 7. Princesa Carolina de Baden                                                                |  |  |  |  |  |  |  |  |  |  |  |  |  |  |  |
| |                                                                                              |  |  |  |  |  |  |  |  |  |  |  |  |  |  |  |
| |                                                                                              |  |  |  |  |  |  |  |  |  |  |  |  |  |  |  |
| | 30. Luis IX, landgrave de Hesse-Darmstadt                                                    |  |  |  |  |  |  |  |  |  |  |  |  |  |  |  |
| |                                                                                              |  |  |  |  |  |  |  |  |  |  |  |  |  |  |  |
| |                                                                                              |  |  |  |  |  |  |  |  |  |  |  |  |  |  |  |
| | 15. Princesa Amalia de Hesse-Darmstadt                                                       |  |  |  |  |  |  |  |  |  |  |  |  |  |  |  |
| |                                                                                              |  |  |  |  |  |  |  |  |  |  |  |  |  |  |  |
| |                                                                                              |  |  |  |  |  |  |  |  |  |  |  |  |  |  |  |
| | 31. Condesa palatina Carolina de Zweibrücken                                                 |  |  |  |  |  |  |  |  |  |  |  |  |  |  |  |
| |                                                                                              |  |  |  |  |  |  |  |  |  |  |  |  |  |  |  |
| |                                                                                              |  |  |  |  |  |  |  |  |  |  |  |  |  |  |  |